# Marokkó történelme
Marokkó történelme mintegy egymillió évre nyúlik vissza, amint azt a Casablanca mellett talált kőeszközök is bizonyítják. A Homo erectus jelenléte 700 ezer évvel ezelőttre, a modern emberé pedig legalább 145 ezer évvel ezelőttre vezethető vissza ebben a régióban. Bár a Rif-fennsíkon az i. e. 6. évezredből vannak bizonyítékok a földművelésre, az csak lassan terjedt, a vadászat, halászat, gyűjtögetés igen sokáig fennmaradt. Az őslakos berberek valószínűleg a 10 ezer évvel ezelőtt kialakuló capsai kultúráig vezethetők vissza.
Az i. e. 1. évezred elejétől a föníciaiak alapítottak városokat a Földközi-tenger nyugati medencéjében és nagy hatással voltak a berberek kultúrájára. Karthágó hamarosan a Magreb első számú városává fejlődött. A karthágóiak nyugat felé terjeszkedtek, még Mogadorban (az Atlanti-óceán partján, a Kanári-szigetek magasságában) is létesítettek kereskedelmi állomást. Miután Róma megdöntötte Karthágó uralmát, a mai Marokkó a velük szövetséges Mauretaniai Királysághoz tartozott, majd i. sz. 40-ben római provinciává alakították. A 2. századtól megkezdődött a kereszténység terjedése. A birodalom válságát követően, a 3. században a belső területek a berber törzsek uralma alá kerültek. Az 5. században a vandálok foglalták el Észak-Afrikát, de nyugati felén uralmuk a kikötővárosokra korlátozódott; a berberek és a romanizált lakosság saját, laza államalakulatokat hozott létre. 533-ban a Bizánci Birodalom megdöntötte a Vandál Királyságot, de a berberek feletti uralma nem bizonyult erősebbnek.
Az arabok 664-ben kezdték meghódítani a Magrebet. A berberek eleinte hevesen ellenálltak, de végül az iszlám egy olyan ágát fogadták el, amely biztosította számukra az arabokkal való egyenlőséget. Ezek a háridzsiták függetlenséget követeltek és 740 körül folyamatossá váltak a lázadások, amelyeket kezdetben az Omajjádok, majd az Abbászidák hadseregei vertek le. A nyugat felé terjeszkedő síita Fátimidák harcias arab beduin törzseket telepítettek a lázongó berberek helyére, így az arab nyelv, amelyet addig csak a városi elit és az udvar beszélt, egyre jobban befolyásolta a berber nyelveket.
A 11. században az Almorávidák szigorúan vallásos mozgalma hódította meg a nyugati Magreb-országokat és az Ibériai-félsziget nagy részét is. Őket a 12. században a szintén vallási mozgalomként induló Almohádok váltották fel és ugyancsak sikerült Andalúziát is uralmuk alá hajtaniuk. Az iszlám olyan ágai, amelyek addig a berberk körében népszerűek voltak, a szunnita Almohádok idején nagyrészt eltűntek.
1235-re összeomlott az Almohádok birodalma és a felemelkedő Marínida-dinasztiának nem csak Marokkót, hanem a mai Algéria északi részét és Tunéziát is sikerült meghódítaniuk. A  15. században a Vattászídák váltották őket. Időközben a Mediterráneumban új nagyhatalmak születtek, egyrészt az Ibériai-félszigetről az iszlámot teljesen kiszorító Spanyolország, másrészt az Észak-Afrikában is terjeszkedő Oszmán Birodalom. A spanyolok és a portugálok kihasználták a marokkói szultánok gyengeségét és számos kikötővárost elfoglaltak, amelyeket kereskedő- és hadibázisként használtak. A spanyolok Ceutától Oránig, Tunisztól Dzserbáig, a portugálok pedig főként az Atlanti-óceán partvidékén hódítottak.
A keresztény hódítók ellen fellépő Szaadi-dinasztia 1549-ben átvette a hatalmat a meggyengült Vattászídáktól. 1578-ban a portugálok beavatkoztak a marokkói trónharcokba, de a háromkirályok csatájában döntő vereséget szenvedtek. A Szaaditák alatt Marokkónak ügyes manőverezéssel sikerült megtartania függetlenségét, bár a törökök egy rövid ideig megszállva tartották fővárosát, Fezt. Ahmad al-Manszúr szultánnak arra is volt lehetősége, hogy katonai expedíciókat vezessen a Szaharán túlra és megdöntse a Szongáj Birodalmat. Halálát követően azonban több részre szakadt az ország, a gyenge szultánok képtelenek voltak megtartani a rendet, még kalózköztársaság is alakult.
A kaotikus helyzetból a 17. században az Alavita-dinasztia emelkedett ki, amelyből Marokkó mai uralkodói is származnak. Az egységesített állam a 18. században a dinasztikus harcok miatt ismét meggyengült, majd egyre inkább a gyarmatosító európai hatalmak befolyása alá került. Bár sokáig meg tudta tartani névleges önállóságát, 1912-ben Franciaország és Spanyolország felosztotta és protektorátussá tette. A gyarmatosítók ellen több felkelés tört ki, ezek közül a legjelentősebb Abd el-Krim Rif Köztársasága volt az 1920-as évek elején.
A második világháborúban Franciaország vereségét követően Marokkó a vichy-i kormány fennhatósága alá került, míg a szövetségesek és de Gaulle mozgalma a Fáklya hadművelet keretében meg nem szállták. 1943 januárjában az USA és az Egyesült Királyság a casablancai konferencián döntött a szövetségesek szicíliai és olaszországi partraszállásairól.
1956-ban Marokkó függetlenné vált. Ugyanekkor 250 ezres zsidó lakosságának többsége Izraelbe emigrált. 1975-ben Marokkó megszállta Nyugat-Szaharát. A fokozatos demokratizálódás jegyében 1997-től rendszeresen tartanak parlamenti választásokat.

## Őstörténet

### Ó-paleolitikum (kb. egymillió évvel ezelőttől)

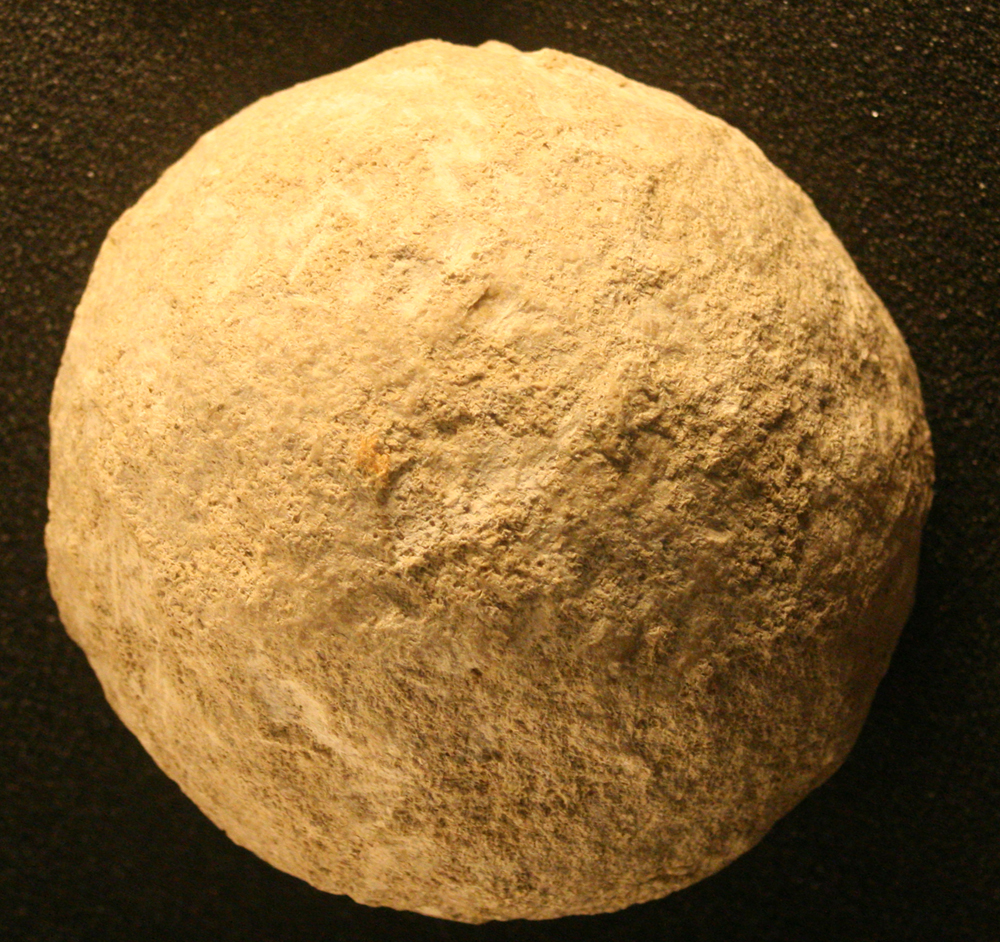
Bolakő Szidi Abderrahmanból (Az ember múzeuma, Párizs)

A legrégebbi emberkészítette szerszámokat Marokkóban Casablanca környékén találták és mintegy egymillió évesek. A legidősebb emberi maradványokat a Grotte des Littorines és a Grottes des carrières barlangokban tárták fel és kb. 400-600 ezer évvel ezelőttre datálhatók. A Rabat melletti Saléban egy 450 ezer éves koponyát ástak ki, amely a Homor erectus mauretanicus-hoz tartozott (az alfajt Északnyugat-Algériában írték le először és legrégebbi példányai mintegy 750 ezer évesek; ez az acheuli kultúra legfontosabb lelőhelye Északnyugat-Afrikában).
A Casablanca-környéki barlangok igen gazdagok a paleolitikus lelőhelyekben. A Rhinocéros-barlangból és Thomas-barlangból származó leletek 735-435 ezer évesek, de ebből a korszakból származnak a Sidi Al Kadir-Hélaoui, Cap Chatelier, Littorines és Medve-barlangok lelőhelyei is. Az acheuli kultúra kb. 200 ezer évvel ezelőttig virágzott ebben a régióban. Az 1 millió-600 ezer évvel ezelőtti korból gyakran megtalálhatóak a négyszögletes, csapott hegyű marokkövek, az ún. cleaverek, a kor végén pedig elterjedt a szakócák készítésének Levallois-technikája. Melillától nyugatra, az Oued Kert folyócska torkolatánál több száz, az acheuli igen archaikus korszakához tartozó kőszerszámot ástak ki. Ezzel szemben a kissé délebbre, egy forrásnál található Ammorene I. lelőhely az acheuli végére datálható, amit a vékony keresztmetszetű, nagyon finoman megmunkált marokkövek is bizonyítanak.

### A modern ember és az ateri kultúra (145 ezer éve)

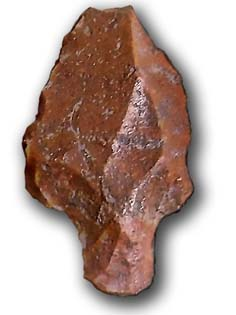
Ateri lándzsahegy

Az észak-afrikai elterjedésű ateri kultúrát már az anatómiailag modern ember (Homo sapiens) alakította ki, aki genetikailag alapvetően azonos a mai emberrel. A kultúra valószínűleg a Magreb régiójában jött létre, a marokkói leletek alapján kb. 170-145 ezer évvel ezelőtt. Maga a modern ember nagyjából 200 ezer éve fejlődött ki Kelet-Afrikában és nem sokkal később megjelent Marokkóban is (az Atlanti-óceán partján fekvő Témara, Dar es Soltane 2 és El Harourader lelőhelyek tanúsága szerint) Az ateri kultúra tehát kulcsszerepet játszik a Homo sapiens Magreb-országokba és (esetleg) Európába való elterjedésének kérdésében. Észak-Afrikában a marokkő-ipart kőszilánkokból készült szerszámok követték. Feltehetően az ateriek használtak először íjat és nyilat is.
Az algériai Bir el Aterről elnevezett kultúrát sokáig a neandervölgyiek és korai Homo sapiensek által művelt moustieri ipar részének tartották, újabban azonban inkább a Magreb saját régészeti kultúrájának tekintik, amely kőeszközeinek megmunkálásában igen magas szintet ért el. Egyik jellegzetessége, hogy a lándzsahegyek aljához tüskét pattintottak, amellyel rögzíteni lehetett azt a nyélhez.
A legrégebbi, e kultúrához tartozó lelőhely, a Rif-hegység lábánál található Ifri n'Ammar 145 ezer éves. Ugyanitt 170 ezer évvel ezelőtti moustieri eszközöket is találtak. Más, 100 ezer évnél idősebb lelőhelyei is ismertek Marokkóban (Bizmoune-barlang, Contrebandiers-barlang), míg a keletebbre fekvő, líbiai leletek jelentősen fiatalabbak. Valószínűtlen, hogy a kultúra hordozói a Szahara keleti feléből települtek volna át, bár óvatosságra int, hogy az egyiptomi Kharga oázisban egy több mint 120 ezer évvel ezelőttre datált ateri lándzsahegyet ástak ki.
Az északkeleti határ közelében fekvő Grotte des Pigeons-ban 82 ezer éves ékszerekre bukkantak: a Nassarius gibbosulus tengeri csigafaj házait, amelyeket okkerrel vörösre festettek és kilyukasztottak, hogy nyakláncra fűzzék őket. A régészek ezeket tartják az első, egyértelműen szimbolikus tárgyaknak.

### Az ibéromauritán kultúra (i. e. 17 ezer–8 ezer), az első települések

Ibéromauritán és capsai lelőhelyek Észak-Afrikában

Az i. e. 25 ezer és 6 ezer közötti időszakban a Magreb térségében eleinte a vadászó-gyűjtögető kultúrák domináltak, amelyek idővel fokozatosan letelepedett életmódra váltottak át. Ezt az igen sokáig tartó folyamatot erősen befolyásolták az éghajlati változások. Bár a jégkorszak gleccserei nem érték el az észak-afrikai partvidéket, a hidegebb északnyugati szelek szárazabb klímát eredményeztek. A pollenvizsgálatok alapján teret nyertek a sztyeppei növények, a hőmérséklet átlagosan 15 °C-kal volt alacsonyabb a mainál, a csapadék pedig évente 300 mm körül volt. I. e. 13 ezer után a hőmérséklet és a csapadék mennyisége lassan emelkedett, majd i. e. 11-9 ezer között újabb lehűlés következett be.
I. e. 15- és 10 ezer között az egész észak-afrikai partvidéken elterjedt az ibéromauritán kultúra. Ennek legfontosabb lelőhelye a marokkói Ifri n'Ammar. Jellegzetes szerszámai, a tüskeszerű mikrolit kőpengék Marokkó és Cyrenaica között megtalálhatóak (bár Nyugat-Líbiában nem mindenütt). A kultúra délen Marokkóban egészen Agadir vidékéig elterjedt. Apró, szilánkszerű kőpengéiket összetett eszközökké, például párosával összeerősített, kétélű nyílhegyekké dolgozták össze. Ezek a kőpengék eszközeiknek 40-80 %-át teszik ki a lelőhelyeken. Ifri n'Ammar-ban fedezték fel a festészet legkorábbi nyomait is Észak-Afrikában. 

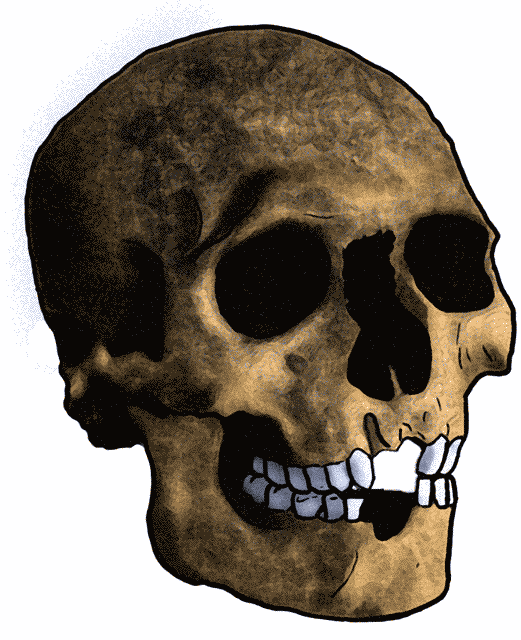
Ibéromauritán koponya, hiányzó metszőfogakkal

Az ibéromauritán kultúra a kőeszközök mellett magasan fejlett csonteszköz-iparral is rendelkezett. A csontokból többnyire apró tüskéket csiszoltak de díszítették is őket. A kagylókból nem ékszereket, hanem víztartó edényeket készítettek. Művészetükről az 500-800 °C-on kiégetett, agyagból formált állatszerű figurák, kőfaragványok tanúskodnak. Legfontosabb vadászzsákmányuk a sörényes juh volt. Az egyik lelőhelyen a patás állatok csontjainak 94%-át ez a faj tette ki, ezért felmerült, hogy a kecskéket esetleg az állattartás valamilyen kezdetleges formájában terelhették is, különösen a szűkös aszályos időszakokban. I. e. 13 ezer körül megjelentek a – főleg csiga és kagylóhéjakból álló – hulladékgödrök, amelyek részben letelepedett életmódra utalnak.
A kultúra i. e. 11 ezerig biztosan, de talán egészen i. e. 9500-ig is fennmaradt. Genetikai vizsgálatok szerint szoros rokonságban álltak a közel-keleti kultúrákkal. Anatómiailag a modern emberhez tartoztak, de testalkatuk robusztus volt. Az 1930-as években még külön rasszba (ún. Mechta-Afalou) is sorolták őket és feltételezték hogy a Kanári-szigetek guancsai az ők leszármazottaik.
A kultúra egyik sajátsága, hogy egyes egyéneknél kihúzták a fogak egy részét, főleg a metszőfogakat. Mivel a koponyákon egyébként nincs más erőszakra utaló nyom, a szokásnak valószínűleg kozmetikai, rituális vagy státuszt jelző okai lehettek. Hasonló jelenséget az itáliai neolitikumban is megfigyeltek.
I. e 6 ezer körül megjelentek a preneolitikus cserépedények. A jelek szerint a vadászok-gyűjtögetők átvették az újkőkor újításait és kereskedtek is, de ragaszkodtak korábbi életmódjukhoz.

### Újkőkor
A legrégebbi marokkói neolitikus leletek kb. i. e. 5600-ra datálhatóak, de az Ifri Ouzabor lelőhelyen a neolitikus réteg alatt található egy epipaleolitikus réteg i. e. 6500-ból, ami alig ezer évvel fiatalabb, mint a legkésőbbi ismert ibéromauritán maradványok. Nem tudjuk, hogy volt-e folytonosság a vadászó-gyűjtögető ibéromauritán és az azt felváltó neolitikus kultúra között; erre utal mindenesetre az, hogy a metszőfogak eltávolításának szokása (mind férfiaknál, mind nőknél, a csontvázak 70%-ában) fennmaradt.
Az újkőkorra jellemző mezőgazdasági növények legkorábbi megjelenése az Ifri Oudadane-barlang lelőhelyéhez köthető. Itt a régészek árpát, búzát (Triticum monococcum és dicoccum, Triticum durum és Triticum aestivum), borsót és lencsét találtak; az egyik lencseszemet i. e. 5600-ra datálták, amivel ez a legrégebbi ismert háziasított növény egész Észak-Afrikában.
A Magreb legrégebbi sziklafaragványait a nyugat-algériai Aïn Séfra és Tiout települések közelében találták meg. Struccok, elefántok és emberek ábrázolásai másutt is megtalálhatóak ebből a korból. A hulladékgödrök analíziséből tudjuk, hogy a tenger továbbra is fontos élelemforrás maradt; a szemét jelentős része kagylómaradványokból, csigaházakból, faszénből állt. Érdekesség, hogy az egyik, i. e. 5000-3800 között lakott barlangból a mára már kihalt óriásalka csontjai kerültek elő.

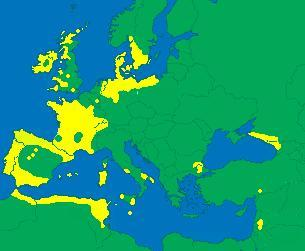
A megalitikus építmények elterjedése

Rabat mellett a harangedényes kultúrát megelőző kultúra temetőjét tárták fel, amely 101 sírt tartalmazott és ahol a csontvázak kétharmada gyermekeké volt. Szokatlan módon még a legkisebb gyerekek is kaptak sírmellékletet, amely csiszolt kőbaltákból, cserépedényekből, elefántcsontgyűrűkből, strucctojásokból állt. A holttesteket néha okkerrel szórták be. Egy hasonló, de kisebb temetőre Casablanca körzetében bukkantak.
Marokkó egyetlen neolitikus kőköre az északi Aszila mellett található. M'zora kőköre kb. 5 ezer éves és 167 kisebb-nagyobb (közülük a legmagasabb 5,34 m) megalitból áll, amelyeket egy domb köré állítottak fel. A központi domb egy i. sz. 400 körülre datált sírhalom.

#### A harangedényes kultúra (kb. i. e. 2500)

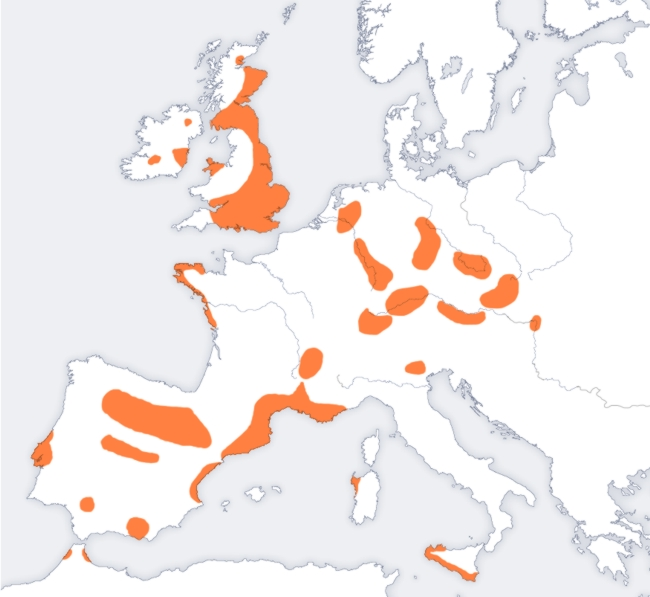
A harangedényes kultúra elterjedése

A harangedényes kultúra (amely nem egy etnikai csoport elterjedésével vált általánossá Európában és Észak-Afrikában) színre lépésével megjelent a rézkohászat. A kultúra az i. e. 2700 és 2200 között terjedt el a kontinentális Európa nagy részén, a Brit-szigeteken és a Földközi-tenger egyes szigetein. Késő neolitikus leleteit Tanger környékén ásták ki. Az edényleletek igen ritkák (csak tizenkettő ismert), ezért lehetségesnek tartják, hogy kereskedelem révén kerültek Marokkóba.

### Líbiai kultúrák

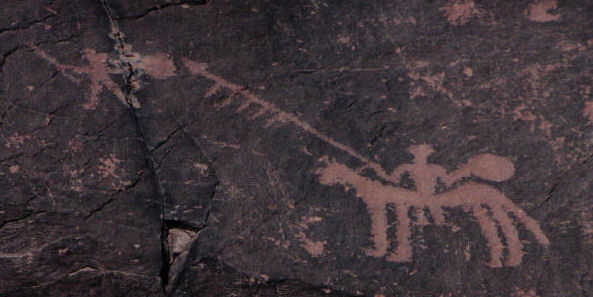
Sziklavésetek Foum Chena/Tinzouline-ből

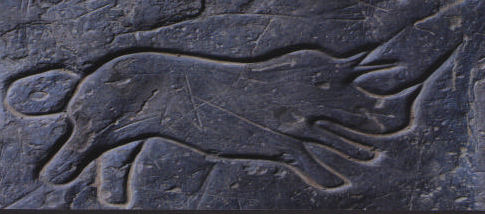
Orrszarvú ábrázolása Ait Ouazikból

A mezolitikus-neolitikus capsai kultúrát követően az újabb kultúrák már folytosan mennek át egymásba, amelyeket sokáig berbernek neveztek, de mivel nem bizonyítható azonosságuk a mai berberekkel, ezért sok szerző inkább a líbiai kultúrák elnevezést preferálja. Ha a berbereket a capsaiaktól származtatjuk, akkor Kelet-Algériában és Tunéziában kellett kialakulniuk; ez azonban régészeti és nyelvészeti szempontból is vitatható.
A megbízhatóan líbai/berber kultúrához kapcsolható leletek ritkák és többnyire kis méretűek (legfeljebb kb. 30 cm-esek). Marokkóban főként a Draa folyó középső szakaszén találtak ide tartozó sziklafaragványokat. Az összesen 257 ábrázolás közül 63-an szerepel lovas, de sok szaharai ábrázolással ellentétben ezek nem hordtak lándzsát vagy más fegyvert. Az Atlasztól délre, az algériai határnál fekvő Foum Larjam mellett több száz halomsír található, amelyeket egy nagyrészt letelepedett lakosság építhetett. Az i. e. 1. évezred és az iszlám 8. századi elterjedése között épültek. Fekete kövekből készültek, habarcs nélkül. Hosszuk 4–12 m, magasságuk 2–4 m, bejáratukat csapóajtó zárta. A halott feje mindig délkeletre, a bejárat irányába néz. A helyszínen felfedezett öt festmény embereket, egy csatajelenetet és geometriai mintákat ábrázol.
I. e. 2500 körül a Szahara, amely i. e. 9000 és 3000 között viszonylag sűrűn lakott volt, annyira kiszáradt, hogy számos népcsoport kénytelen volt kedvezőbb területeket keresni. A lassan egyre fokozódó aszály i. e. 5000 körül kezdődött. Kősivatagok (hammadák) és a kiszáradó tavak homokjából ergek (homoksivatagok) jöttek létre. A több mint 3000 m magasra emelkedő hegyek sokáig sok csapadékot kaptak és az innen eredő folyók mentén megmaradt az élet. A földalatti vízrezervoárok helyenként a felszínig értek, oázisokat hozva létre. A Szahara nehezen járható és ritkán lakott vidékké vált, amely egyben hídként is szolgált a sivatagtól északra és délre fekvő tájak között. Írásos források csak az i. e. 2. századtól állnak rendelkezésre, ekkorra azonban a berber kultúra erősen regionalizálódott és folyamatos kereskedelmi kapcsolatban állt a délre fekvő Száhel-övezet kultúráival, valamint a Földközi-tengeren keresztül Dél-Európával és a Közel-Kelettel is.
Az i. e. 3. századtól az i. sz. 3. századig használták a líbiai írást (más néven régi líbiai vagy numidiai írást), amely valószínűleg a föníciai ábécére vezethető vissza. Ebből alakult ki a berber nyelvek lejegyzésére használt tifinag írás, amelynek használatát Marokkóban, akárcsak más szaharai országokban, az 1990-es évekig büntették. Ma a tifinagot az iskolákban tanítják.

## Föníciaiak, karthágóiak

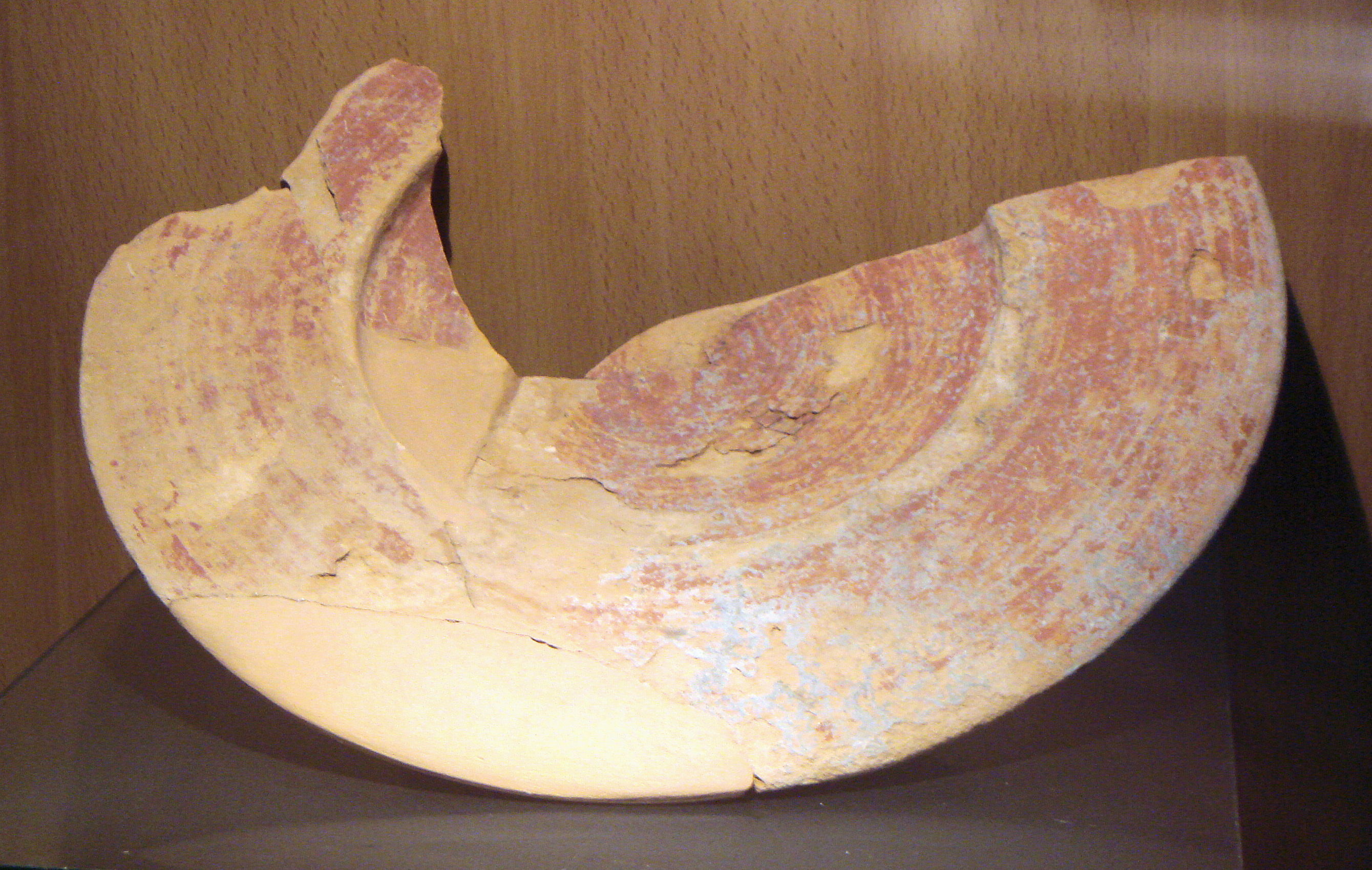
Föníciai tál Mogadorból (i. e. 7. század)

I. e. 800 körül a föníciaiak (elsősorban Türosz és Szidón városaiból) gyarmatokat kezdtek alapítani Észak-Afrikában, többek között Karthágót. A hispániai ezüst és ón kereskedelme Gadirban (Cádiz) összpontosult. A gadiri kereskedők (akiknek ekkor már nem volt kapcsolatuk magával Föníciával) az i. e. 7. századtól rendszeresen látogatták az Atlanti-óceán afrikai partvidékét, egészen Mogador (ma Essaouira) szigetéig, ahol két évszázadon át (de valószínűleg a mór-római korig is) működött egy kereskedőállomásuk. A szigeten bíborcsigákat is tenyésztettek.

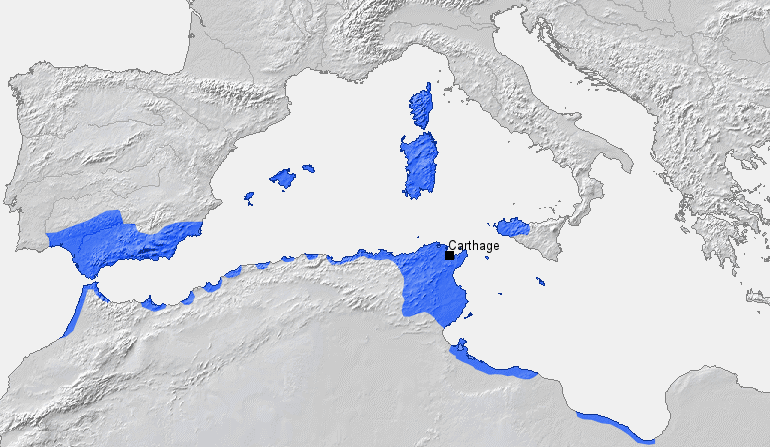
Karthágó befolyási zónája

I. e. 600 körül már Karthágó uralta az északnyugat-afrikai partvidéket. Bázisok láncolata húzódott egészen az Atlanti-óceánig, köztük a valószínűleg karthágóiak által alapított Tingis (Tanger).
A 6. században a város valószínűleg az Atlanti-óceánon lévő föníciai támaszpontokat is uralta. A kikötővárosokból (a mai Melilla, Emsa, Sidi Abdeslam del Bhar, Tanger, Kouass, Lixos, El-Djadida, Thamusida, Sala és Mogador) kiindulva befolyásuk alá vonták a belső területek berber törzseit, elsősorban a Lukosz és a Szebu folyók völgyében. Ellenőrizték Tamudát (Tetuán), Banasát és Volubilist. Az i. e. 4. században elfoglalták Gibraltárt, és valószínűleg elzárták az Atlanti-óceánra vezető átjárót. Karthágónak i. e. 580-ban sikerült megvédenie a Szicília nyugati részén lévő föníciai kolóniákat a szigeten lévő görög kolóniákkal szemben, így ő maradt a nyugat-mediterrán térség elsődleges nagyhatalma. Miután Türosz perzsa kézre került, Karthágó maradt az egyetlen jelentős föníciai hatalom.

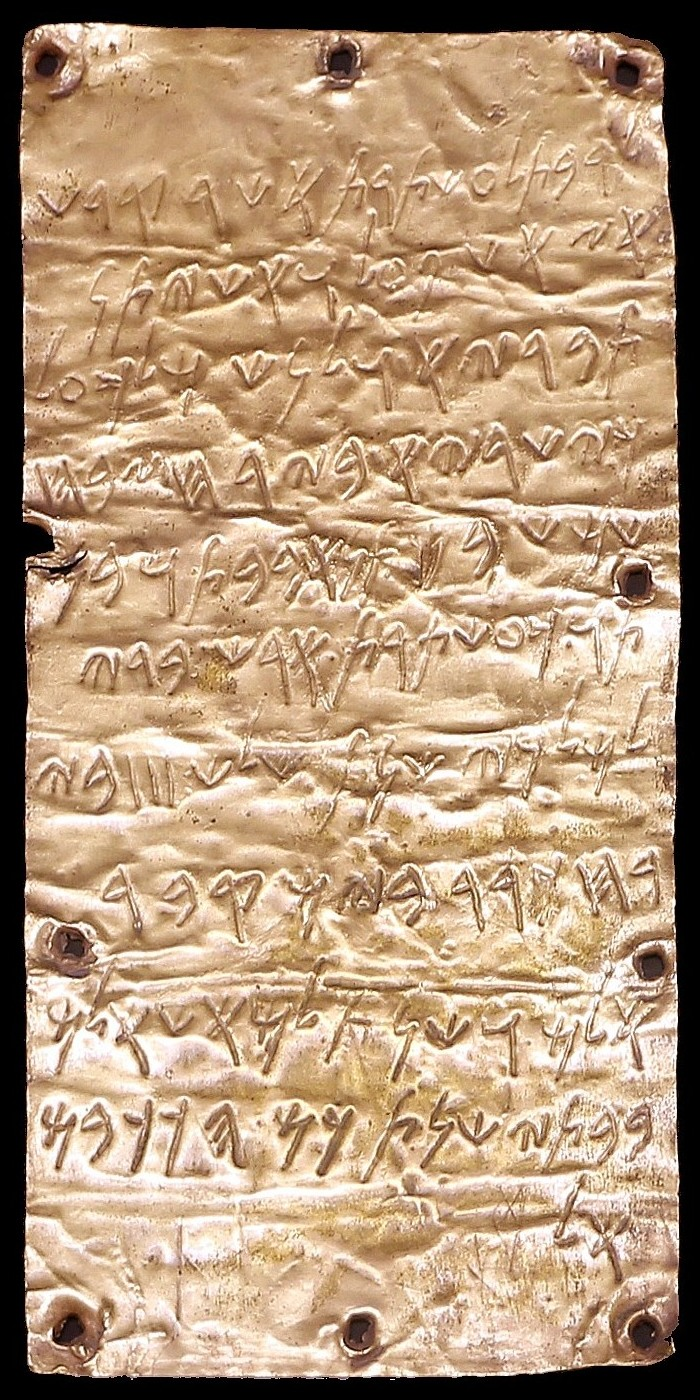
Pyrgiben talált, föníciai és etruszk nyelven írt szerződést tartalmazó aranylemez (Museo di Villa Giulia, Róma)

Délen kereskedelmi útvonalak vezettek a Szaharán túli régiókba, ahonnan – feltehetően közvetítőkön keresztül – különböző árukat szállítottak a tengerpartra. Az etruszkokkal ónt, aranyat és ezüstöt cseréltek vasra és rézre. A 400 ezresre becsült lakosságú Karthágó i. e. 508-ban kötötte az első barátsági szerződést Rómával, amelyet 348-ban és 279-ben újabbak követtek. Amikor azonban a szicíliai Messina i. e. 264-ben behódolt Rómának, kitört az első pun háború. A konfliktus után Karthágó megkezdte az Ibériai-félsziget déli és keleti részének tényleges meghódítását, és kiterjesztette befolyását a numidiai (mai algériai) partok mentén.

## Mauretania és Numidia
Az i. e. 2. század előtt keveset tudunk a nyugati mauri törzsekről. Ptolemaiosz összeállított egy listát azokról a népekről, amelyek az ő idejében Numidia nyugati részén éltek. Megnevezi a Sala és Volubilis környéki salinsai törzset, akik a 2-4. századi forrásokban salenses néven jelennek meg. Az ouoloubilianoi Volubilis környékén éltek. Ezen kívül ír a zegrenses és banioubai népről, de sokkal délebbre helyezi őket, mint ahogyan azt a későbbi források jelzik. Szerinte ők és az ouakouatai a feltehetően Marrákes síkságán élő nectibenek déli szomszédai. Utóbbiak valószínűleg az Augustus idején alapított Banasa területén éltek. Meknès városának neve neve feltehetően a térségben élő makanitai törzsre vezethető vissza.

A Numida Királyság i. e. 220 körül

A második pun háborúban jelentős szerepet játszott a mai Marokkótól keletre fekvő régióban elterülő Numida Királyság, amelyben ekkor polgárháború dúlt. A nyugati rész uralkodója Syphax volt, míg a keletié Massinissa. Mindketten az erőviszonyoktól függően váltogatták a karthágói és római szövetséget. I. e. 206-ban a rómaiakkal szövetséges, hazájából elűzött Massinissa Dél-Hispániából átkelt Észak-Afrikába, ahol Baga mauretániai király – aki először semmiképpen sem akart belekeveredni a Róma és Karthágó közötti háborúba -, 4000 harcost bocsátott rendelkezésére, hogy átvezesse őt Syphax birodalmán. A rómaiak győzelme (akik i. e. 146-ban teljesen elpusztították Karthágót) után Massinissa klienskirályként egész Numidiát uralta és i. e. 200-193 között nyugat felé terjeszkedett. Halála után fia, Micipsa szerezte meg a trónt, aki i. e. 118-ban halt meg és fiai között ismét polgárháború tört ki. Róma döntése értelmében a numida állam nyugati felét Jugurtha kapta, míg a keletit Adherbal. I. e. 112-ben Jugurtha megölte fivérét és fellázadt a római uralom ellen. Jól manőverező könnyűlovasságával hosszú évekig sikeresen ellenállt, de 105-ben apósa, I. Bocchus mauretaniai király elárulta és kiadta őt Rómának. Bocchus cserébe megkapta Nyugat-Numidiát. Őt a trónon fia, Mastanesosus követte, aki i. e. 49-ben halt meg. Őt fiai, Bogud és II. Bocchus követték, akik a római polgárháborúkban előbb mindketten Julius Caesart támogatták. Caesar halála után azonban Bogud Marcus Antonius pártjára állt és fivére elűzte; Bogudot a polgárháborúban, az actiumi csata előtt megölték.
II. Bocchus i. e. 33-ban halt meg és mivel örököse nem volt, királyságát Augustus császárra hagyta.
A régiót néhány évig közvetlenül kormányozták Rómából, majd i. e. 25-ben a császár Africa provinciához csatolta a Numida Királyságot és annak uralkodója, II. Juba cserébe megkapta Mauretaniát. Utóda, Ptolemaiosz leverte Tacfarinas lázadását, amely még i. sz. 17-ben kezdődött és a római uralom ellen irányult. I. sz. 40-ben Caligula császár meggyilkoltatta a Rómába látogató Ptolemaioszt, klienskirályságát pedig római provinciává alakította át. A helybeliek egy Aedemon nevű berber szabados vezetésével fellázadtak, de a felkelést néhány éven belül leverték.
A rómaiak i. e.33-tól kezdve több kolóniát alapítottak Mauretaniában. Ilyen volt Zilil (amelynek helye nem ismert), Banasa (teljes nevén Iulia Valentia Banasa); délen pedig Sala Colonia (a mai Rabat külvárosában) és Volubilis voltak a fő központok.

## A Római Birodalom részeként (i. sz. 40-285/429)

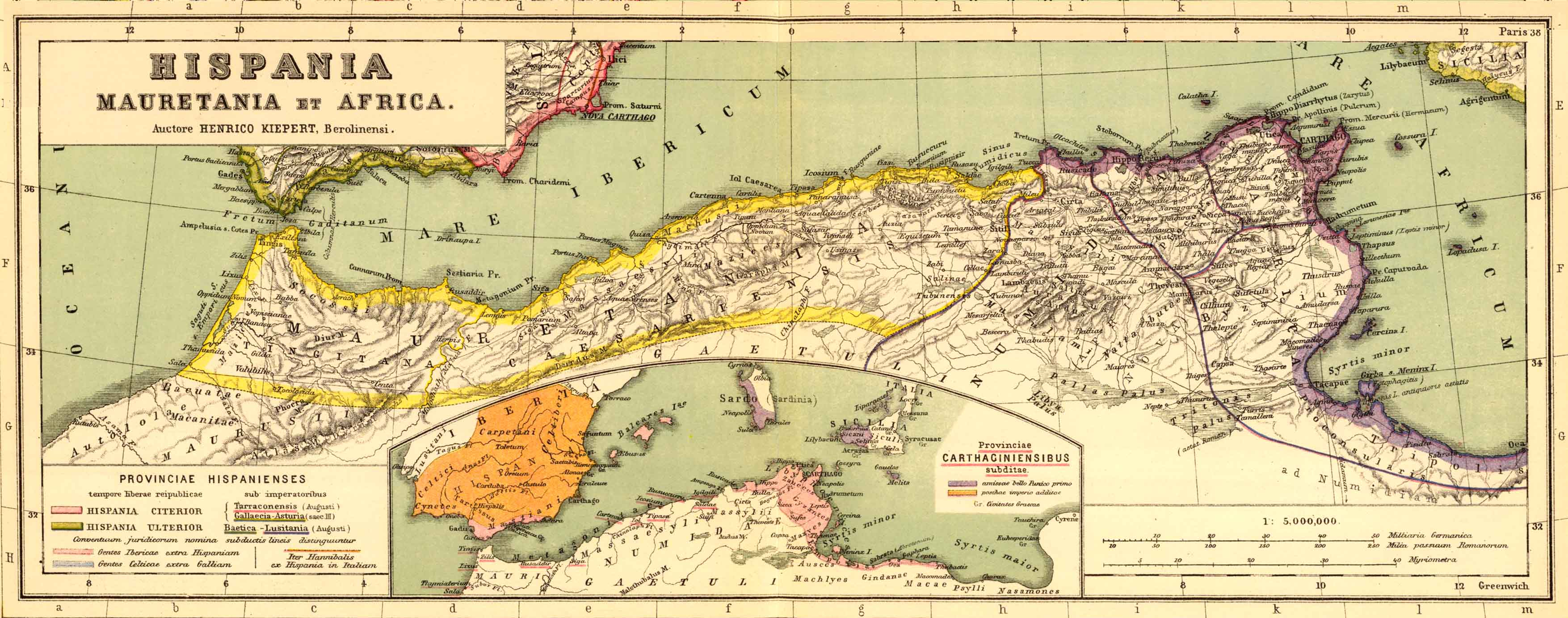
Észak-afrikai római provinciák az i. sz. 1. században

Az új provincia élére 42-ben Suetonius Paulinust nevezték ki. 44 körül Claudius császár Mauretania Tingitana és Mauretania Caesariensis provinciákra osztotta fel a volt királyságot. Előbbinek Tingis (Tanger), utóbbinak Caesarea Mauretaniae (ma az algériai Cherchell) volt a székhelye. A helytartónak 5-10 ezer katona állt rendelkezésére, akiket legalább 15 táborban osztottak szét. Salától kelet felé egy egyenes védvonal húzódott, amelyet ma Seguia Faraoun (Fáraók csatornája) néven ismerünk. A Szebu mentén Thamusida és Souk el-Arba erődjei álltak, Volubilis körül pedig Sidi Moussa bou Fri, Aïn Schkour (Mulaj Idrisztől északra) és Tocolosida (Bled Takourart) helyőrségei állomásoztak.
A rómaiak a Limes Mauretaniae-val, a déli védvonallal próbálták megvédeni Mauretania és Numidia déli határait a sivatagi nomádoktól. A limes azonban nem volt összefüggő, megerősített határvonal, már csak a hatalmas távolság miatt sem, amely az Atlanti-óceántól egészen Caesariensis tartomány keleti határáig húzódott. Az Atlasz völgyeiben gátakat (clausurae), árkokat (fossata), őrtornyokat, kis erődöket létesítettek. Az erődítményeket stratégiai megfontolások alapján kialakított úthálózat kötötte össze. A Severus-dinasztia uralkodói egy sor erődöt építtettek Mauretania Caesariensis nyugati részén.

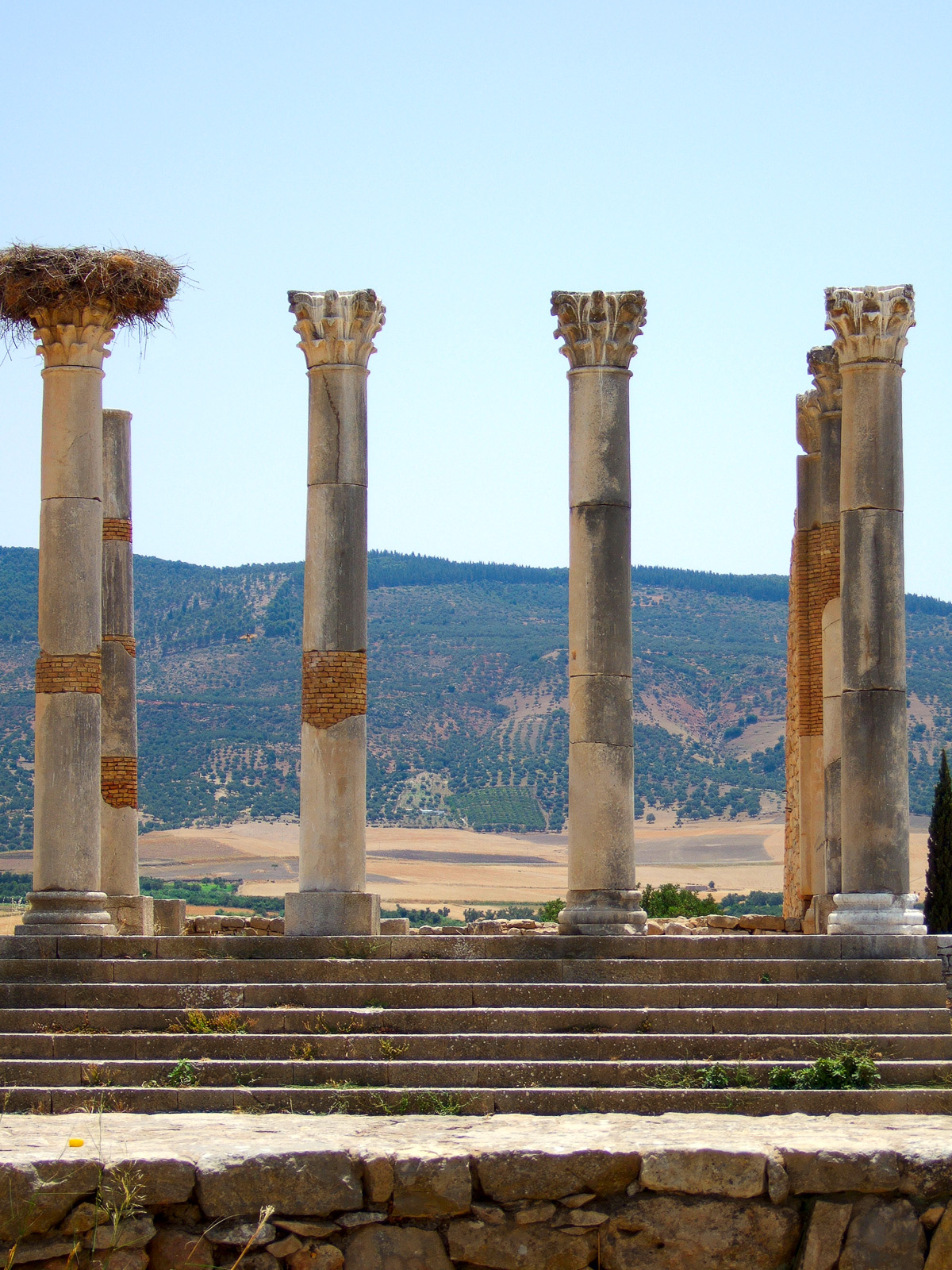
Volubilis

A 2. századtól Tingitana provincia rendjét a szárazföld belsejébe vezető Sububus (Szebu) folyó mentén újabb erődítmények (Thamusida, Banasa és Souk el Arba du Rharb) biztosították. A római csapatokat elsősorban a tengerparti erődökbe és a municipiummá előléptetett Volubilis környékére koncentrálták. A feliratok alapján a városban az őslakos berbereken kívül zsidók, szíriaiak és ibériaiak is éltek. A régió fő exportterméke az olívaolaj volt. A 2. század második felében nyolc kapuval rendelkező új városfal épült. A tengerparton fekvő Salát egy 11 km hosszú, fallal, négy kisebb erőddel és mintegy tizenöt őrtoronnyal megerősített árokkal zárták el az Atlanti-óceán és a Bou Regreg között. További erődítmények épültek Tamudában (Tetuán), Souk el Arba du Rharbban és Ksar el Kebirben az Atlanti-óceán és a Földközi-tenger partján.
Mauretania Tingitana tartomány keleti szélén hegyvidéki területek feküdtek, amelyeket a berberek uraltak. Csak Septimius Severus császár tett kísérletet arra, hogy a 3. század elején ezeket a területeket is elfoglalja. 202-ben Gaius Diadumenianus és utódja, Sallustius Macrinianus helytartók kivételesen egyszerre kapták meg Mauretania mindkét provinciáját. A harcok részletei nem ismertek, de Volubilistől keletre, Bou Hellou-nál győzelmi emlékművet állítottak.
A berberek felsőbb rétegei igyekeztek beilleszkedni a rómaiak által diktált társadalmi rendbe. Így például egy bizonyos Aurelius Iulianus, a délnyugati Rifben élő zegrenses törzs fejedelme (princeps gentium), feleségével és négy gyermekével együtt 177-ben római állampolgárságot kapott. De míg a zegrenses népet a provinciába betagoltak tekintették, szomszédaikat a baquates  törzset a szövetséges barbároknak fenntartott foederati státuszban tartották. Az északkelet-algériai Madauros városából származó Apuleius is ilyen integrálódott, "félig numida, félig gaetulus" embernek tartotta magát (a gaetulusok az Atlasztól és Mauritániától délre, Garamantiától nyugatra lakták a Szaharát, egészen a tengerpartig). A hozzá hasonló szerzők (mint pl. a líbiai származású Terentius, korának egyik legismertebb vígjátékírója is), akiknek művei a világirodalom részét képezik, mutatják meg, hogy a berberek korántsem csak az iszlám révén találták meg "kapcsolatukat a világtörténelemmel", ahogy azt néhány évtizeddel ezelőttig feltételezték.
A fentebb említett baquates törzzzsel Róma 277-ben kötött szerződést; Clementius Valerius Marcellinus, Mauretania Tingitana helytartója szerződött királyukkal, Iulius Nuffutiusszal. Egy két és fél évvel fiatalabb felirat tanúsága szerint mindkét fél továbbra is érvényesnek tekintette a megállapodásokat, bár a király időközben meghalt és fia vette át a nép vezetését. A  berber törzsek közül csak a baquates vezetője kapta meg a "rex" címet (és egyébként római polgárjoggal is rendelkezett.
A béke nyilvánvalóan nem tartott sokáig, mert néhány évvel a később Volubilist, amely talán 40 ezer lakossal rendelkezett, ki kellett üríteni. Valamennyi lakója nem menekülte el, mert még a 7. században is éltek itt romanizált lakosok; 655-ben legalábbis még létezett egy urbánus, keresztény közösség. 800 körül a lakosok közül sokan a 791 után alapított Mulaj Idriszbe költöztek át.
A helyi törzsek támadásai arra késztették Diocletianust, hogy a Mauretania Tingitana határát a Frigidae-Thamusida vonalra vonja vissza. Volubilis legkésőbb ekkorra nagyrészt elhagyatottá vált, míg Sala valószínűleg a 4. század elejéig római kori maradt.

### Társadalom a római korban

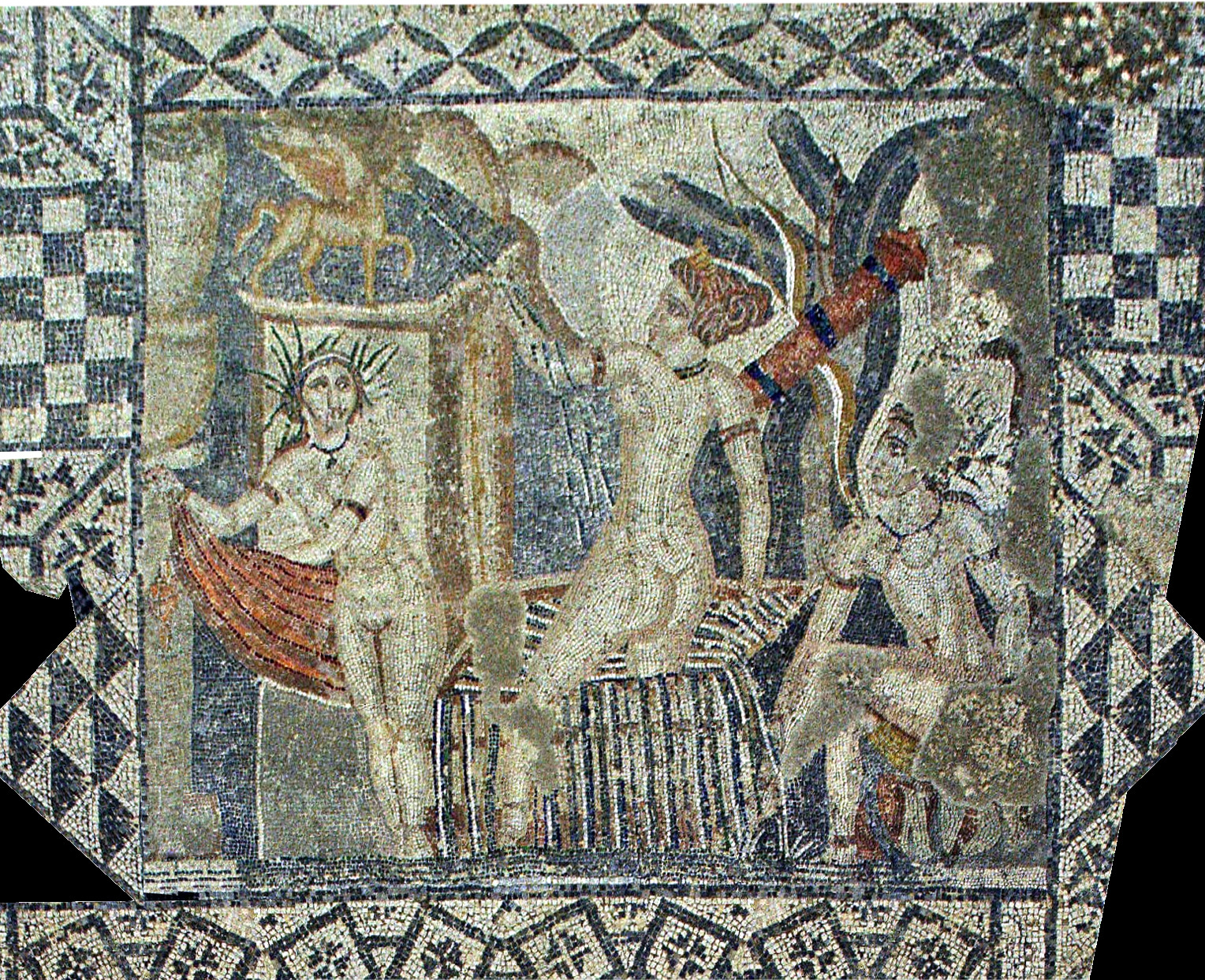
Diana kiszáll fürdőjéből (volubilisi mozaik)

A római vallás elsősorban Jupiter, Juno és Minerva formájában volt jelen Észak-Afrikában. Fontos szerepet játszott még Mars, a háború istene és Augustustól kezdve a császárok kultuszát is ápolták. Tovább éltek a régi istenek kultuszai, de új neveket kaptak; így egyesült Saturnus és Baál, vagy Caelestis és Tanit.
A római államszervezet a provinciákban mai mércével nézve rendkívül "karcsú", szinte minimalista volt. A hadseregen és a legfelsőbb joghatóságon kívül minden állami feladatot a városokra testáltak. A rendfenntartás, az utak karbantartása, az erődítések, és mindenekelőtt az adók beszedése a városi tanácsok feladata volt. Rajtuk kívül csak a szakmai szerveződések, a collegium-ok és a corpora rendelkezett még némi befolyással. Így minden városban talán 30-100 tanácstag, a curiales, döntött arról, hogy a terheket hogyan osztják el a polgárok között, és hogy ők maguk milyen részesedést kapnak a jogokból és a pénzeszközökből. Nem a pénz volt a hatalom és a befolyás alapja, hanem a városi tisztségek, a velük járó jogokkal és kiváltságokkal.
Észak-Afrika hosszú ideig jórészt megúszta a polgárháborúkat és az külső inváziókat. Míg a veszélyeztetett területeken, így Rómában is, a színházak, fürdők és arénák építése fokozatosan háttérbe szorult a városfalak és más védelmi létesítmények javára, addig Észak-Afrikában erre csak jóval később került sor.

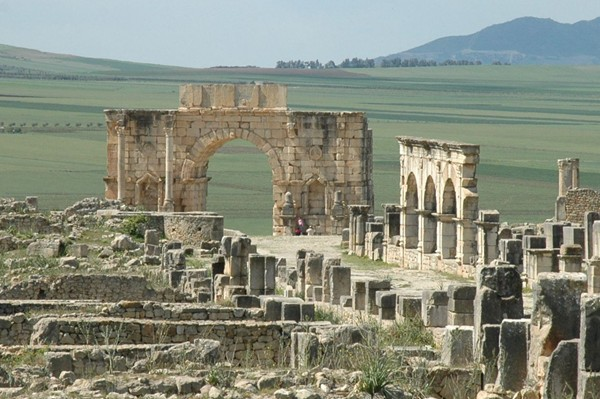
Caracalla diadalíve Volubilisben

Minden 14 és 60 év közötti férfi lakosnak éves adót kellett fizetnie. A római polgárok kis csoportja azonban mentesült ez alól, míg a felsőbb osztályok csökkentett adót fizettek.
Az összes adó befizetése után a földművesnél a termés nagyjából harmada maradt. A birodalom törvényei – feltehetően a nagybirtokosok kezdeményezésére – megteremtették a lehetőségét annak, hogy szinte korlátlan rendelkezési és rendfenntartói jogkört adjanak át a helyi nagybirtokosoknak, akiknek egyre növekvő földbirtokait így egyre inkább elzárták az állam befolyásától. Az 5. századig a földművelők egy része földjükhöz volt kötve és vagyonuk az uruké volt, míg másoknak három évtizednyi szolgálat után saját földjük lehetett vagy költözési jogot kaptak. I. Justinianus császár idején azonban már nem tettek különbséget szabad és nem szabad colonusok között. Nagy Konstantin uralmától kezdve az nagybirtokosnak megengedték, hogy a harminc évnél nem régebben megszökött colonusokat láncra verjék. 365-től kezdve a colonusok nem rendelkezhettek tulajdonukkal (valószínűleg elsősorban munkaeszközeikkel). 371-től kezdve az urak maguk szedhették be a colonusoktól az adókat. Végül 396-ban a földművesek elvesztették a jogot, hogy bepereljék az urukat.

## Vandál Királyság (429-535)

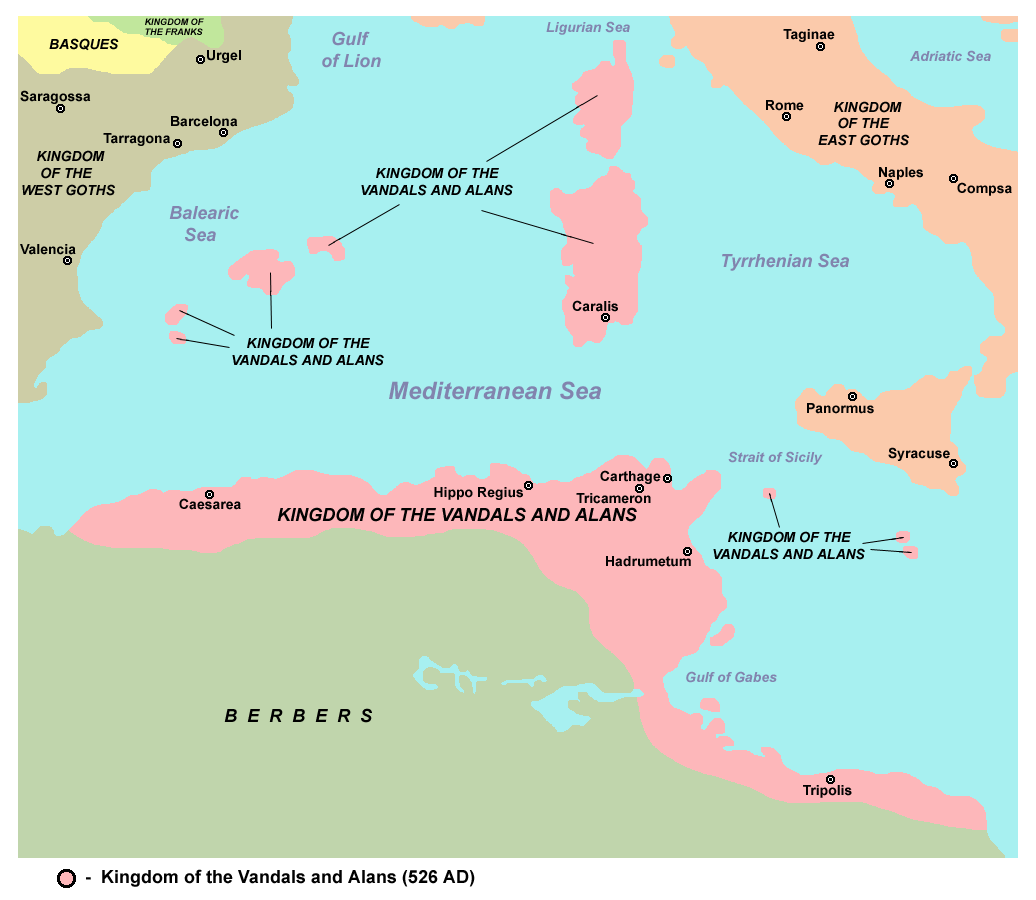
A Vandál Királyság

A népvándorlás során 429-ben 50-80 ezer vandál és alán kelt át Ibériából Észak-Afrikába Geiseric királyuk vezetésével; ez nagyjából 10-15 ezres haderőnek felelt meg. Néhány berber törzs a pártjukra állt, valamint a római államegyház által üldözött donatista keresztények is. 435-ben a Nyugatrómai Birodalom szerződést kötött a vandálokkal, amelyben átadták nekik a már úgyis meghódított Mauretania Tingitana és Mauretania Caesariensis provinciákat és Numidiát.
Geiseric azonban 439-ben a szerződést megszegve elfoglalta Karthágót, és kezébe került az ott állomásozó római flotta. Ennek segítségével a vandáloknak sikerült meghódítaniuk Szardíniát, Korzikát és a Baleári-szigeteket; 455-ben még Rómát is kifosztották. A túlságosan nyugatra fekvő Tingitanát azonban hosszú távon nem tudták megtartani.
A vandálok a kereszténység ariánus ágát követték, amelyet az első nikaiai zsinaton eretnekségnek nyilvánítottak, ezért az általuk meghódított területeken elkobozták a katolikus egyház vagyonát. A földbirtokok valószínűleg csak gazdát cseréltek, a császári birtokok a vandál király tulajdonába mentek át és a továbbiakban az uralkodó dinasztiát szolgálták.
Geiseric fia, Huneric még inkább a katolikus egyház ellen fordult. Bár a szárazföld belesében fekvő Cirtát még sikerült elfoglalniuk, határaik mentén a romanizált lakosság kisállamokat alakított és rendszeren zaklatták a Vandál Királyságot. Ilyen volt Masztiész Aurès-i királysága, aki még császárrá is kikiáltotta magát, vagy nyugaton a Mauro-római Királyság.
Huneric utódja, Thrasamund folytatta a korábbi egyházpolitikát. Az állam helyzete azonban külső kapcsolataiban és belső viszonylataiban is megromlott, főleg mert képtelenek voltak megfékezni a területeiket apránként elfoglaló berber törzseket.
Hilderic király már a katolikus kereszténységet (anyja vallását) követte. A 6. század elején a maurik egy bizonyos Antalas vezetésével legyőztek egy vandál sereget Kelet-Tunéziában. 530-ban megbuktatták Hildericet és Gelimert juttatták a trónra, de őt Bizánc bitorlónak tekintette. 533-ban Belisar vezetésével 16 ezres sereg szállt partra Karthágónal, a tricamarumi csatában legyőzték a vandálokat és megdöntötték a királyságukat.

## Bizánci uralom (6-7. század)

Bizánci uralom alatt lévő területek a Földközi-tenger nyugati részén (550 körül)

A bizánci uralom alá került Észak-Afrikában hét provinciát szerveztek meg: Africa Proconsularis (vagy Zeugitana) és Byzacium a mai Tunézia területén, Tripolitania (Észak-Líbia), Numidia (nagyjából Kelet-Algéria), Mauretania Caesariensis (Északnyugat-Algéria) és Mauretania Tingitana (Észak-Marokkó); valamint ide tartozott még Szardínia szigete is. Ezenkívül öt dukátus volt Tripolitaniában (székhelye Leptis Magna), Byzaciumban (Capsa és Thelepte), Numídiában (Constantina), Mauritániában (Caesarea) és Szardíniában.
590-ben létrehozták a karthágói exarchátust, hogy egyesítsék a katonai és polgári hatalmat. 600 körül az exarchai tisztséget idősebb Hérakleiosz töltötte be. Fia, akit szintén Hérakleiosznak hívtak 610-ben megdöntötte a bizánci trónbitorló Phókasz uralmát. Amikor a perzsák 603-tól kezdve elkezdték megszállni a Bizánci Birodalom keleti tartományait (Egyiptomot például 619-ben), Hérakleiosz császár azt tervezte, hogy a fővárost Karthágóba helyezi át. Erre azonban a hadi helyzet javulása miatt nem került sor.
536-ban az afrikai helyőrségek egy része fellázadt és az egyik katonát, Sztotzaszt választották meg vezetőjüknek. A lázadók ostrom alá vették Karthágót, de mikor Belisarius ismét partra szállt Afrikában megfutamodtak. Sztotzasz néhány hívével a Mauretaniában lévő Altavába menekült, ahol feleségül vette az egyik fejedelem lányát és állítólag 541-ben felvette a királyi címet. 546-ban egy – egyébként győztes – csatában egy nyílvessző végzett vele.
A berberek autonómiatörekvése már a vandálok idején is megerősödött, amikor a nyugati Tingitana tartomány kiterjedt részei függetlenné váltak (részben a vandálok elnyomó valláspolitikája miatt). A vandál uralom bukásakor Mauretania, Numidia és Byzacena berber népei meghódoltak Belisariusnak, de kérték címeik megerősítését. Röviddel később, 534-ben azonban fellázadtak a bizánciak ellen. A felkelés egyik vezetője Cusina volt, akinek anyja "római" volt. Vereséget szenvedett és Numidiába menekült Iaudas fejedelemhez. 535-ben Iaudas is fellázadt, de 539-ben őt is legyőzték és Mauretaniába vonult vissza. 542 és 543 között a régiót nagy pestisjárvány sújtotta, így a harcok elcsitultak.

## Arab hódítás, az iszlám terjedése

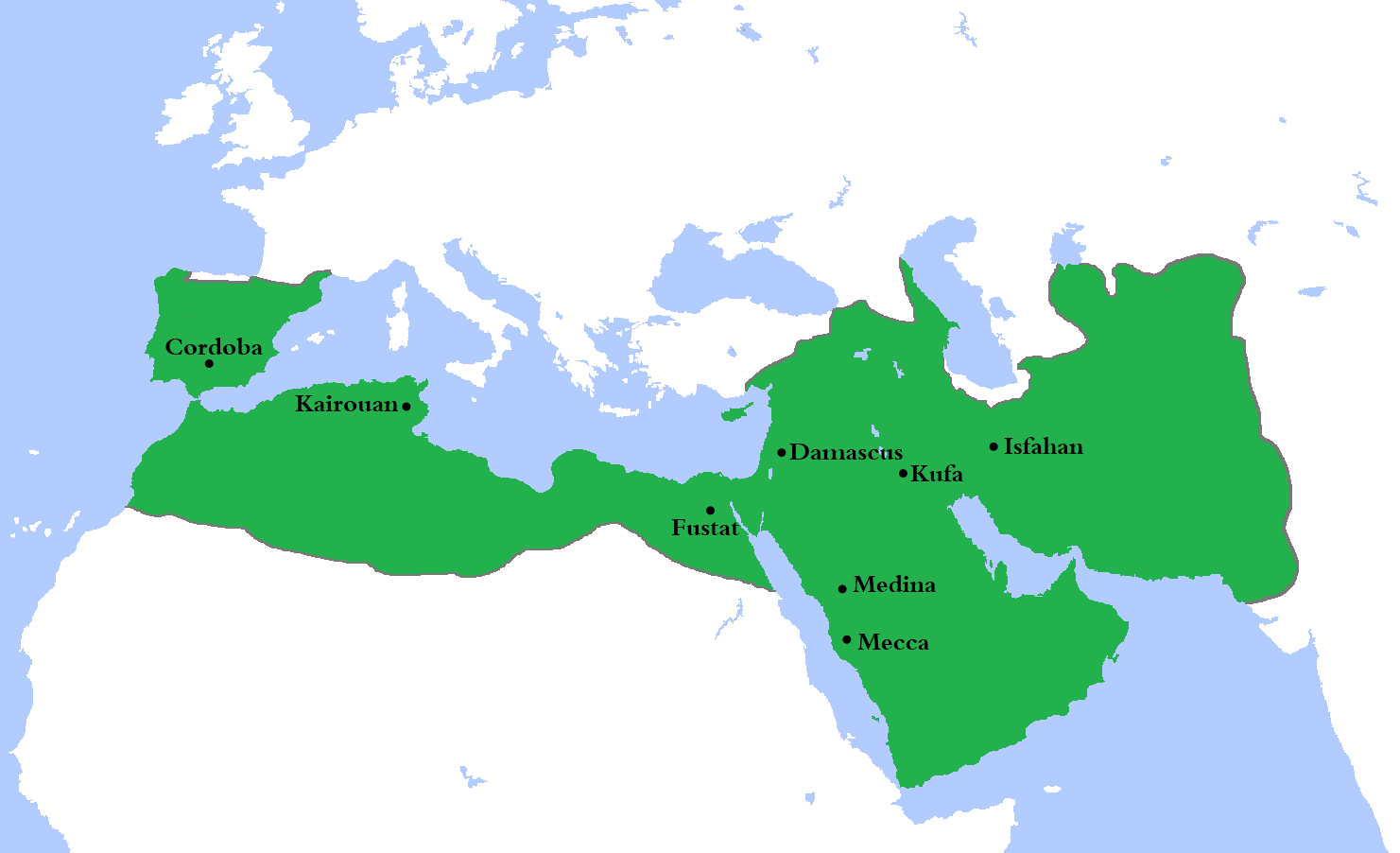
Az Omajjád Birodalom legnagyobb kiterjedése idején

642-ben az arabok elfoglalták Egyiptomot. 646-ban Grégoriosz észak-afrikai kormányzó fellázadt II. Kónsztasz császár ellen. A következő évben az arabok megtámadták a provinciát és a kormányzó a szufetulai csatában elesett. Utóda, Gennadiosz jókora hadisarc fejében elérte az arabok távozását. A következő néhány évtizedben a dinasztikus harcok és az iszlám síita és szunnita ágra való szakadása megtorpantotta a terjeszkedést. 670-ben azonban Ukba ibn Náfi ismét hadjáratot indított a mai Tunézia területére és ott megalapította Kairuán városát. Ukba állítólag egészen az Atlanti-óceánig eljutott, azonban 683-ban elesett, amikor a berber keresztény Kuszaila fejedelem rajtaütött a seregén, az arabok pedig visszahúzódtak Egyiptomba. Kuszaila Kairuánban rendezte be fővárosát, de öt évvel később Zuhajr ibn Kajsz vezetésével újabb hadsereg érkezett, a berber vezér pedig csatában elesett. Az arabok azonban nem tudták megszilárdítani a hatalmukat, mert még ebben az évben Zuhajr meghalt egy bizánciakkal vívott összecsapásban és a hódítást a szíriai és arábiai dinasztikus belvillongások is akadályozták.
Kuszaila helyét Dihja királynő (vagy al-Káhina, a papnő) vette őt, ő állt a berber ellenállás élére. 698-ban még sikerült megállítania a muszlimok terjeszkedését, ám a 701-es tabarkai csatában döntő vereséget szenvedett és ezzel a szervezett ellenállás összeomlott.
Ekkoriban a berberek egyik jelentős csoportja a baranik (a másik a butrok voltak, de ez a különbségtétel már a középkorban eltűnt) részlegesen romanizálódott és többségükben keresztények voltak. Ők további csoportokra oszlottak: a közép- és dél-marokkói maszmúdákra, a szintén Marokkóba visszaszorult zenátákra és a sivatagi nomád szanhádzsákra. Utóbbihoz tartozott a letelepedett kelet-algériai kutáma törzs is, amelyből később az Almorávidák származtak. A kereszténység a következő generációk során fokozatosan eltűnt. Vallásukat ekkor ruházatukkal is kifejezték; a muszlimok burnuszba öltöztek, míg a keresztények rövid tunikát hordtak.
A Magrebben sok zsidó is élt, ami hozzájárult ahhoz a legendához, hogy Káhina szövetsége zsidó volt. Ibn Khaldún arab történetíró szerint több berber törzs a zsidó vallást követte, a marokkóiak közül a fendelava, a behlula és fazaz törzsek, akárcsak a Káhina királynőnek alávetett, az Aurès területén élő dzseravák. A zsidók a rómaiak erőszakos térítése elől menekülhettek hozzájuk. A szájhagyomány szerint a Draa völgyében is léteztek zsidó államok az iszlám invázió előtt. A 20. századig jelentősebb berber zsidó közösségek léteztek Varzázátban, Tiznitben, Ufranban (Anti-Atlasz), Illighben (Agadirtól délkeletre) és Demnate-ban.

## Dinasztikus és vallási harcok

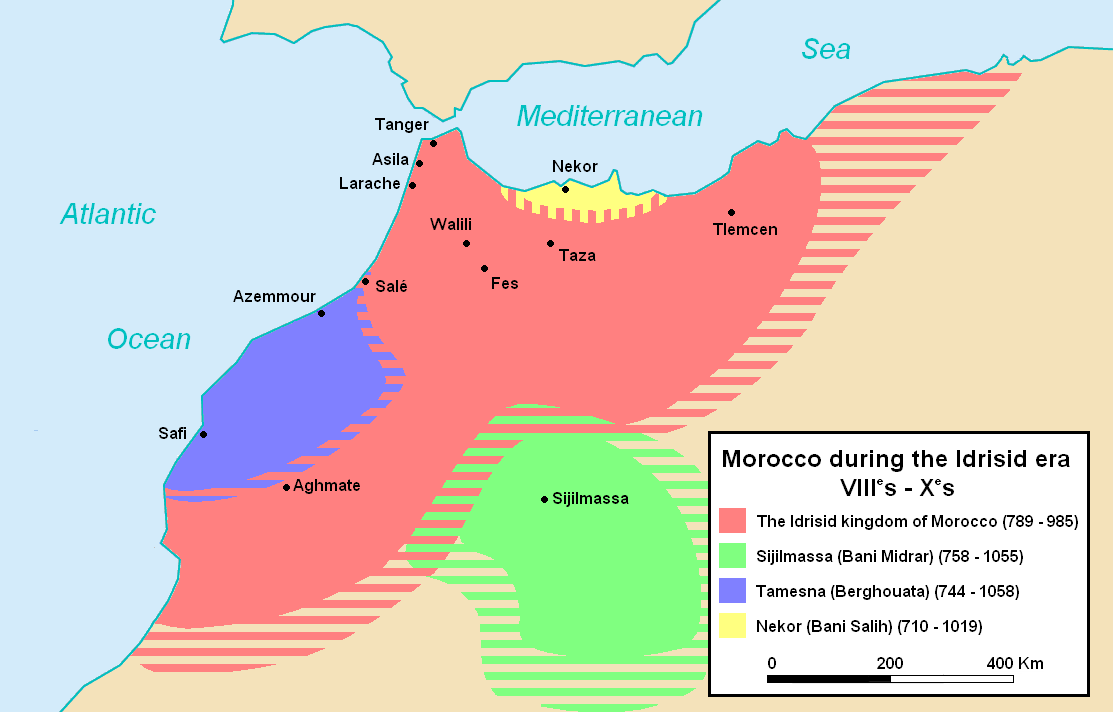
Az Idríszida (piros) és Szálihida (sárga) dinasztiák, valamint a Bargavata és Szidzsilmaszai állam ellenőrizte területek (800 körül)

Bár eleinte ellenálltak, a berberek többsége áttért az iszlámra, elsősorban azok, akik csatlakoztak az arabok seregeihez. Kulturálisan azonban különállóak maradtak, mert új uraik hasonló megvetéssel tekintettek rájuk, mint a görögök és a rómaiak. Még a görög eredetű "barbár" szót is átvették, amit azokra alkalmaztak, akik nem, vagy szerintük nem megfelelően tanulták meg az arab nyelvet. Ezért nevezik ma is berbereknek azt a népet, amelynek önmegnevezése "imazig". A hadseregben kevesebb zsold járt nekik és asszonyaikat néha elvitték rabszolgának, mint azt a leigázott népeknél tették. Ezt a gyakorlatot csak II. Omár kalifa (717-720) tiltotta meg és muszlim tudósokat küldött az imazigok végleges megtérítésére. A ribátokban (erődítményekben) vallási iskolákat hoztak létre, de sok berber inkább az iszlám háridzsi irányzatához csatlakozott, amely minden muszlim egyenlőségét hirdette.
A háridzsiták először 739/740-ben, Tanger közelében lázadtak fel a berber Majszara al-Matgari vezetésével. 742-re egész Algériát ellenőrzésük alá vonták, és már Kairuánt fenyegették. Majszara egyesítette a miknasza, bargavata és magrava törzsszövetségeket, legyőzött egy Andalúziából átkelő sereget és felvette a kalifa címet, de aztán meggyilkolták. Ennek ellenére a lázadók meg ezután is megfutamítottak egy állítólag 70 ezres omajjád sereget. A mérsékelt háridzsitákkal szövetséges varfadzsúma berberek 756-ban meghódították Észak-Tunéziát. Egy másik háridzsita csoport, a Tripolitániából származó ibáditák még imámot is kineveztek, aki a kalifával egyenrangúnak tartotta magát. Ők 758-ban meghódították Tunéziát. Az Abbászidáknak (akik 750-ben megdöntötték az Omajjádokat) csak 761-ben sikerült visszafoglalniuk Tripolitániát, Tunéziát és Kelet-Algériát.
A Magreb nyugati része fokozatosan függetlenítette magát a kalifátustól, a berbereket pedig az Ibériai-félszigeten letelepedett menekült Omajjádok is támogatták. Az Atlanti-óceán partvidékén már 749-ben megalakult a bargavaták állama, 757-ben pedig a miknaszák megalapította a sivatagban a Szidzsilmaszai Emirátust. Damaszkusz legkésőbb az algériai Rusztamida (772) és a marokkói Idríszida (789) államok megalakulásakor vesztette el végleg az ellenőrzést a nyugati Magreb felett.

### A bargavaták
A kis bargavata királyság alapítója Szalih ibn Tarif (749-795) volt, aki részt vett Majszara felkelésében, és prófétának nyilvánította magát. Olyan hitrendszert hirdetett, amelyben az ortodox, síita és háridzsi iszlám elemei keveredtek a pogány hagyományokkal.
Utódai, al-Jasza (795-842), Junusz (842-885) és Abu Gufajl (885-913) alatt megerősödött a törzsi fejedelemség és megkezdték a szomszédos törzsek térítését. Kezdetben jó kapcsolatokat ápoltak a Córdobai Kalifátussal, de a 10. század vége felé viszonyuk megromlott. A bargavaták az Omajjádok támadását kétszer verték vissza, sőt sikeresen védekeztek a Fátimidákkal szemben is. A 11. században konfliktusba keveredtek a Banu Ifran törzzsel és bár emiatt meggyengültek, mégis sikeresen védték magukat az Almorávidáktól. Ibn Jászín, az Almorávidák szellemi vezetője 1059-ben a bargavaták ellen vívott a csatában esett el. Az államot végleg 1149-ben számolták fel az Almohádok.

### Szidzsilmasza, Rusztamidák
Szidzsilmasza városát egy Szahara-széli oázisban alapította meg Szemgu ibn Vasszul 757-ben, és ez szolgált a miknasza törzsbeli Banu Midrar klán központjául. A 670-ben alapított tunéziai Kairuán után ez volt a második iszlám alapítású város a Magreb országaiban. A háridzsita város a 11. század közepéig ellenőrizte a szubszaharai Afrikával folytatott aranykereskedelmet és sikeresen védte magát az ortodox iszlámhoz tartozó szomszédaitól. A támadások miatt jól kiépítette védelmét ás a citadella a város területének jelentős részét körbezárta. A 11. századig Szidzsilmasza volt a transzszaharai kereskedelem nyugati útvonalának kiindulópontja. A Ghánai Birodalommal folytatott kereskedelem révén a város igen gazdag volt, ahogyan azt olyan utazók, mint al-Bakrí vagy al-Makdiszí is megfigyelték. A Mediterráneumból származó luxuscikkeket aranyra, elefántcsontra és rabszolgákra cserélték. Kapcsolataik egészen a levantei régióig terjedtek.
A 761-es abbászida hatalomátvétel után Ibn Rusztam perzsiai imám Észak-Afrikába menekült és megalapította Tahert városát. Ibádita közösséget hozott létre és befolyásának kiterjesztésével megalapította a Rusztamida dinasztia vezette emirátust. Országa Szidzsilmaszával és az ibériai Omajjádokkal szövetkezett, így tartotta magát az ellenséges nyugati Idríszidákkal és keleti Aglabidákkal szemben. A síita Fátimidák 909-ben foglalták el az államot, az életben maradt háridzsiták a sivatagbeli Szedratába vonultak vissza.

### Az Idríszidák

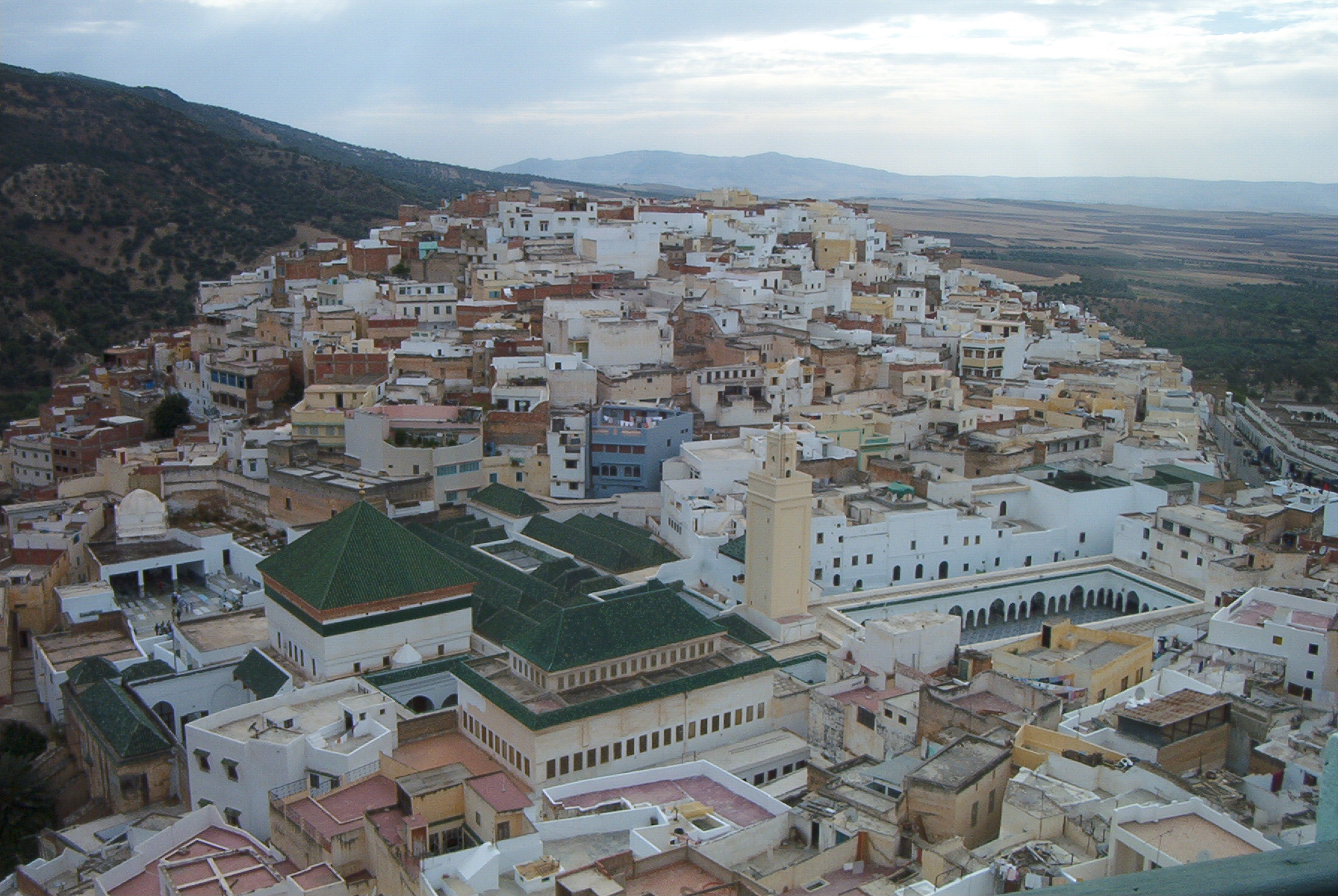
Mulaj Idrísz

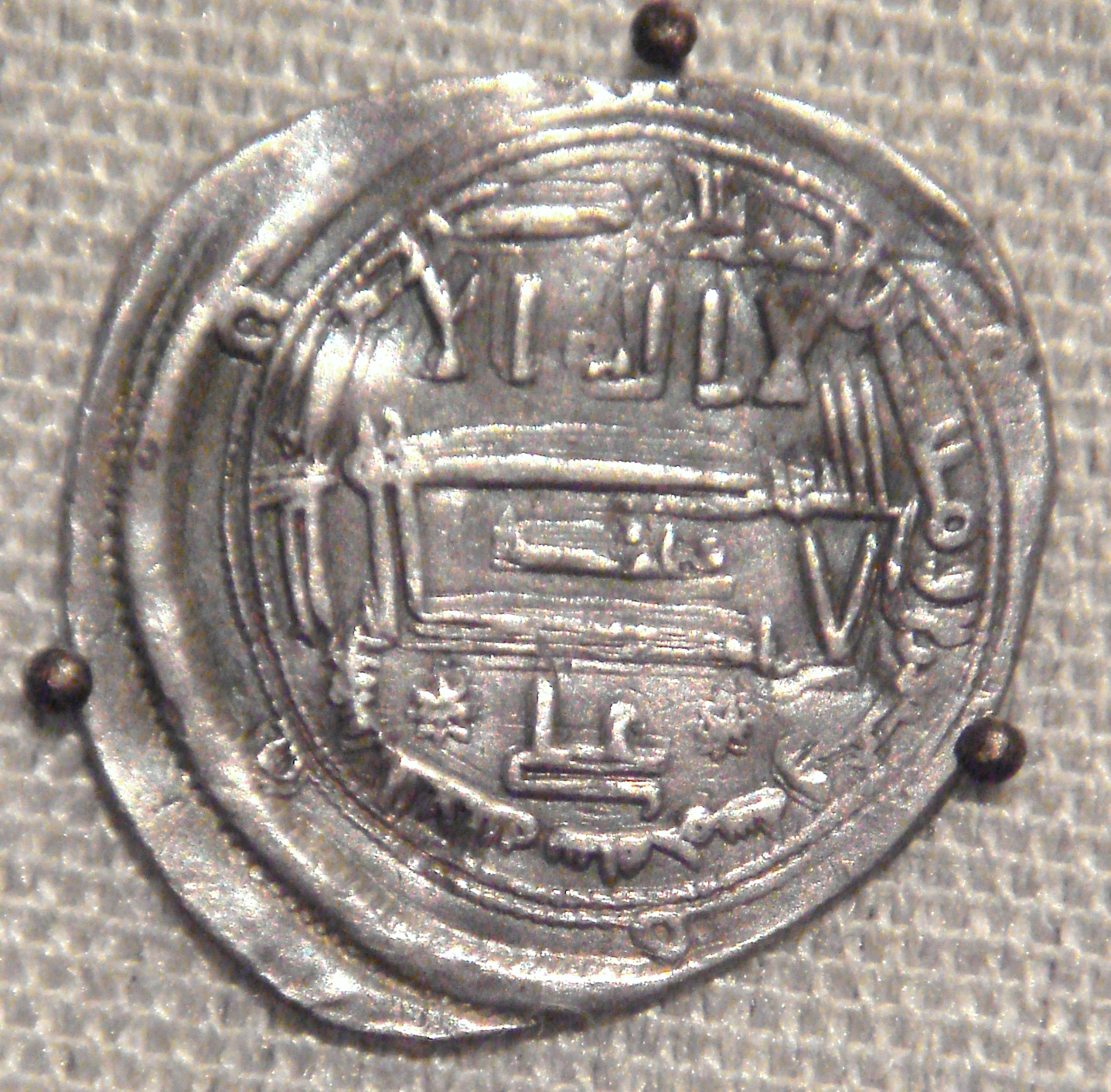
Ali ibn Muhammad idríszida emír ezüstdirhamja (839/40)

A Maghreb nyugati része nagy stratégiai jelentőséggel bírt az ibériai Omajjádok számára, mert csak az Abbászidáktól (később a Fatimidáktól) független Magreb jelentett biztonságot egy onnan fenyegető invázióval szemben. Ezért az Omajjádok támogatták az ottani államalakulatokat, köztük a Fez központú Idríszidákét is.
A dinasztiát Idrísz ibn Abdalláh serif (789-791) alapította, aki Al-Haszan ibn Ali imám dédunokája, így Mohamed próféta leszármazottja volt. Síita lévén a szunnita Abbászidák üldözték, ezért 786-ban a Észak-Afrikába menekült. Itt a berber zanata törzs befogadta és Valilában (a volt római Volubilisben) telepedett le.
II. Idrísz 806-ban várossá bővítette az apja által létrehozott fezi erődöt. Miután ide telepítettek le a Kairuánból és Andalúziából érkező menekülteket, Fez hamar a kultúra és a vallás központjává fejlődött. Az Idríszidák hadjáratokkal bővítették fennhatósági területeket mind a Magas-Atlaszban, mind Tlemcenben és az állam – az Atlanti-óceán partján fekvő bargavata fejedelemség, a Rif északi részén élő Szálihidákkal, valamint a Kelet-Marokkóban és Nyugat-Algériában élő miknaszák és szidzsilmaszai magravák mellett – a térség egyik legerősebb hatalmává fejlődött. Bár a dinasztián belüli viták politikai hanyatláshoz vezettek, vallásos befolyásuk nem csökkent.
917-ben a miknaszák a szintén síita Fátimidák nevében egy időre megszállták a Szálihida Emirátust. 922-ben megtámadták Fezt is és foglyul ejtették az idríszida IV. Jahját. Bár az Idríszidáknak néhány évvel később sikerült visszaszerezniük Fezt, két évvel később vezetőjüket meggyilkolták és a miknasza Musza ibn Abil-Afija hajtotta uralma alá a várost.
III. Abd al-Rahmán, aki 912-961 között uralkodott Andalúziában és Córdoba kalifájává kiáltotta ki magát, kihasználta a zavaros helyzetet és 927-ben Melillát, 931-ben pedig Ceutát is elfoglalta. Szövetkezett az Idríszidákkal, a miknaszákkal és a magravákkal a Fátimidák ellenében. A Fátimidák, akik közvetlenül soha, csak vazallusaikon keresztül támadták az Omajjádokat 985 körül lemondtak a Marokkó meghódítására irányuló terveikről és erőiket inkább Egyiptomra összpontosították. Észak-Marokkót ezután a dinasztia 1031-es bukásáig az Omajjádok uralták. Az Idríszidák maradékát, akik végül már arabul sem beszéltek, elűzték Marokkóból.
A szanhádzsa és zanata berber törzsszövetségek közötti évszázados villongások végeredményeképpen a zanaták Marokkóba menekültek, számos klánjuk pedig az Ibériai-félszigetre települt át. Ugyanakkor a szanhádzsák győzelmével szinte mindenütt az iszlám ortodoxia vált dominánssá; annak ellenére, hogy ez a törzsi csoport kezdetben a síiták bajnokaként tüntette fel magát.

### A Szálihidák
A Szálihida-dinasztiát a himjarita arab Szálih ibn Manszúr alapította, aki I. al-Válid omajjád kalifa megbízásából megtérítette a maszmuda szövetséghez tartozó gumara berbereket és hűbérbirtokként megkapta a Tétouan és Melilla közötti területeket. Ez a fejedelemség az Idríszidák mellett Marokkó egyik legfontosabb államává fejlődött.
A 8. század végén az alapító unokája, Szaid ibn Idrísz Nekorba helyezte át a székhelyét. A város meggazdagodott az Andalúziával folytatott kereskedelem révén. A Szálihidák jó kapcsolatokat ápoltak Córdobával, és megszilárdították kapcsolataikat a tlemceni Szulajmánida dinasztiával, akik (az Idríszidákhoz hasonlóan) a Prófétáig vezették vissza a leszármazásukat. Volt olyan szálihida emír, aki négyszer zarándokolt el Mekkába, hogy hasonló legitimációt szerezzen, de így is több berber felkelést kellett levernie.
A Szálihidák azon kevés dinasztia közé tartoztak a Nyugat-Maghrebben, amelyek a szunnitákat támogatták és kis országukban ez a felekezet tette ki a lakosság többségét.
Nekort 858-ban a vikingek elfoglalták és nyolc éven át megszállva tartották. Az udvar tisztségviselőit nagy összegekért kellett kiváltani. A hódítók, akik addigra már kifosztották Algecirast, a Baleári-szigeteket és a dél-francia partokat is végigsarcolták. Csak 866-ban vonultak ki Nekorból, amelynek védelmét a Szálihidák ezután megerősítették.
A dinasztia a 10. század elején belekeveredett az Omajjádok és a Fátimidák közötti harcba. Al-Mahdi fátimida kalifa felszólította II. Szaid ibn Szálih emírt a behódolásra, aki ezt megtagadta. 917-ben Nekort elfoglalta a Fátimidák taherti kormányzója, a miknasza berber Maszala ibn Habusz. Szaid fiai az Omajjádokhoz menekültek és segítségükkel visszaszerezték fővárosukat. 921-ben azonban Maszala visszatért és visszavette Nekort; a következőkben a Fátimidák többször (9288/29, 935) indították támadást a kis emirátus ellen.

## Arab betelepítés
A Fátimidák magrebi kormányzói, a Zíridák idővel önállósították magukat. A kisgyermekként trónra kerülő al-Muizz ibn Bádísz (1016–1062) erős flottát épített ki, amivel több portyát vezetett Dél-Itália és a bizánci területek ellen. 1049-ben már elég erősnek érezte magát ahhoz, hogy a szunnita lakosság többségének támogatásával elutasítsa a síita Fátimidák uralmát, akik a Banú Hilál és a Banú Szulajm nomád arab törzseket bízták meg a lázadás leverésével. A nomádok 1051-1052-es inváziója hatalmas pusztításhoz és jelentős népvándorláshoz vezetett. A vándorlások megbontották a nomád és földművelő berberek közötti egyensúlyt, és a népesség keveredéséhez vezettek. Az arab nyelv, amelyet addig csak a városi elit és az udvar beszélt, befolyásolni kezdte a berber nyelveket. Sok berber nyugatra és délre menekült. A fokozódó arabizálódást és iszlamizálódást a többi vallás kiszorulása kísérte: míg 1000 körül 47 keresztény püspökség volt Észak-Afrikában, IX. Leó pápa idejére (1049-1054) már csak 5 maradt.

## Az Almorávidák

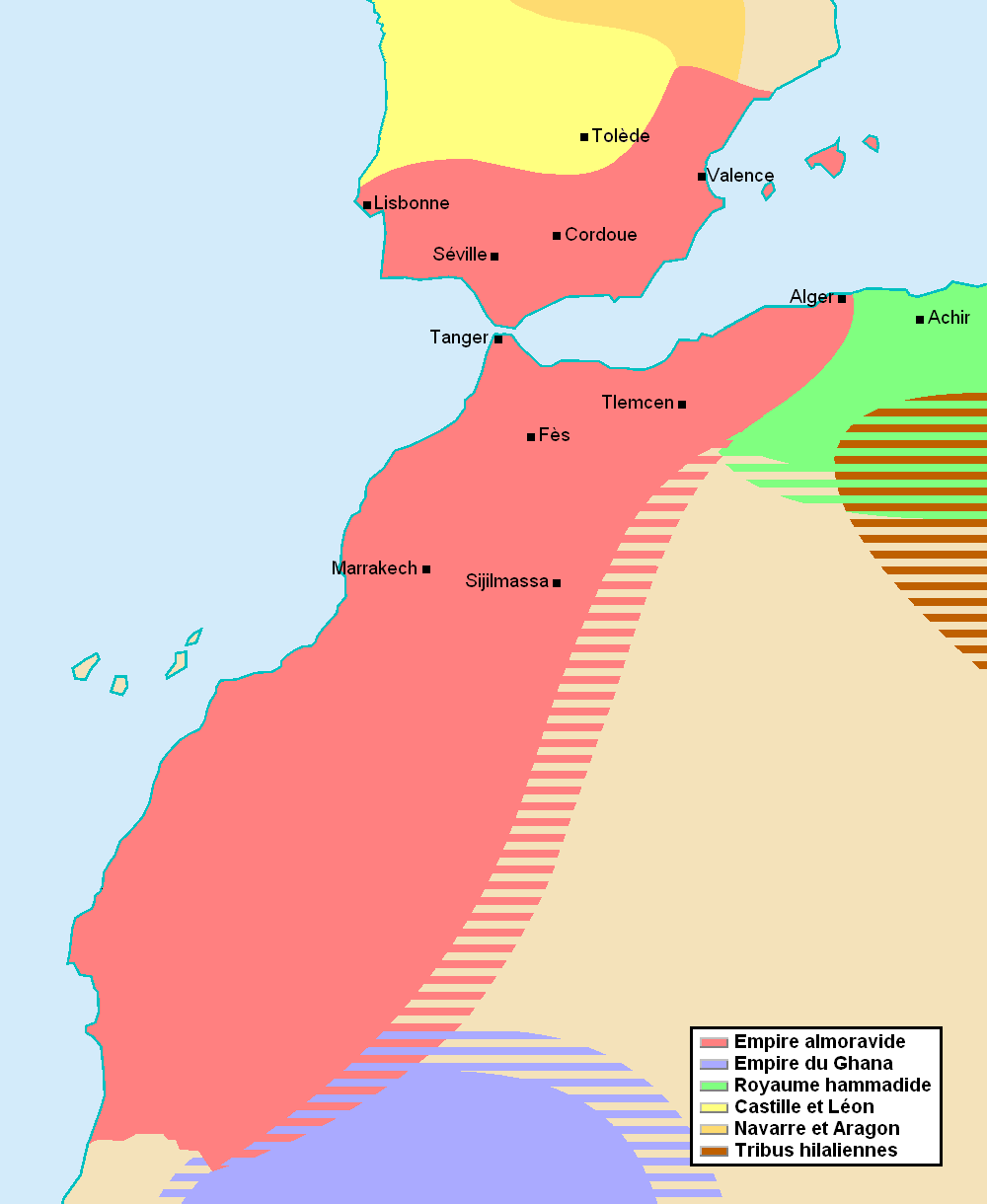
Az Almorávidák (piros) birodalmának legnagyobb kiterjedése

1039 körül a mai Mauritánia területén élő gudala törzs (amely a berberek szanhádzsa szövetségéhez tartozott) vezetője elzarándokolt Mekkába és rádöbbent hogy a népe vallási élete mennyire felszínes. Hazaútján Dél-Marokkóban felfogadott egy málikita tanítót, Abdalláh ibn Jászínt, hogy magyarázza törzsének az iszlámot. Ibn Jászínról azonban kiderült hogy rendkívül szigorúan értelmezi a Koránt és a fejedelem halála után a törzs elűzte. A szomszédos lamtuna törzs befogadta és Ibn Jászín hamarosan a spirituális vezetőjük lett, azt prédikálva, hogy félretéve törzsi és nyelvi különbségeiket, kötelességük az erkölcsös, szigorú iszlám terjesztése, ha kell fegyverrel is. Szigorú rendet vezetett be, többek között megtiltotta a borfogyasztást és a zenét, de eltörölték a nem az iszlám által előírt adókat és a hadizsákmány egyötödét a vallástudósoknak engedték át. Egy későbbi legenda szerint a Szenegál-folyó egyik szigetén erődöt (ribátot) épített, ott rendezte be székhelyét. Követőit "a ribát embereinek" (al-Murábitun) nevezték, innen kapta a mozgalom Európában az Almorávida nevet. Hamarosan elfoglalták a teljes nyugat-szaharai kereskedelmi útvonalat, amelynek északi végpontja, Szidzsilmasza 1054-ben került az uralmuk alá. 

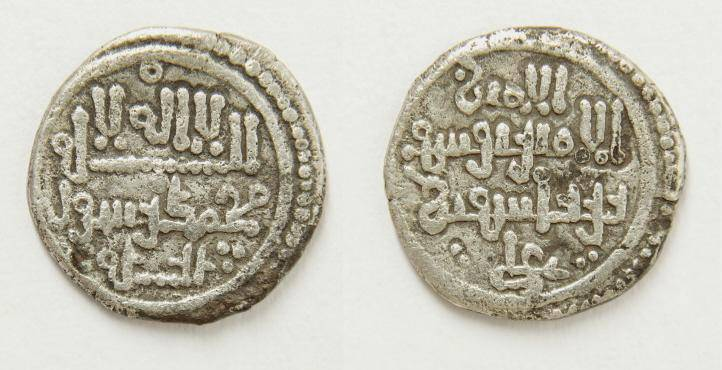
Júszuf ibn Tásfín (1061–1106) ezüstdirhamja

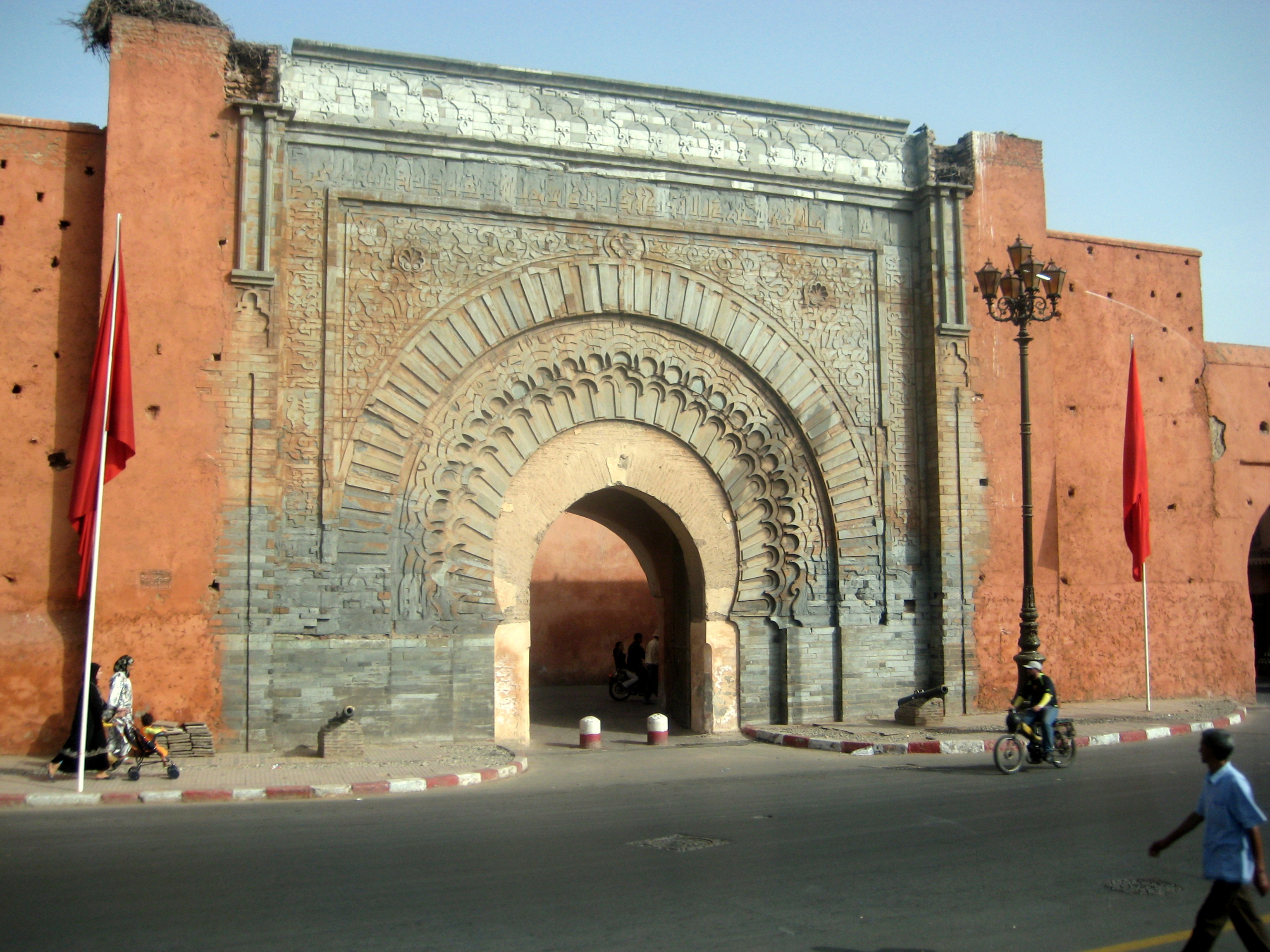
Marrákes városkapuja (12. század)

1057-ben elesett legfőbb katonai vezetőjük, Jahja ibn Umar, de helyét a fivére, Abu Bakr ibn Umar vette át, aki még tehetségesebbnek bizonyult. Vezetésével elkezdték meghódítani a sivatagon túli területeket mind északon, mind délen. Ő alapította meg 1070-ben Marrákest, 1076-ben pedig elfoglalta a Ghánai Birodalom fővárosát, Kumbi Szálehet. Bár Abdallah ibn Jászín 1059-ben elesett a bargavatákkal folytatott harcban, ez nem fékezte az Almorávidák lendületét. Abu Bakr ibn Umar 1061-ben unokatestvérét, Júszuf ibn Tásfínt bízta meg a meghódított északi tartományok kormányzásával, míg ő délen hadakozott. Júszuf meghódította Fezt, 1075-re pedig bevonult a Rif-hegységben lévő Magravába és a és a Szálihida Emirátusba. 1082-ben elvette Nyugat-Algériát a Hammádidáktól, így az egész nyugati Magreb az Almorávidák uralma alá került.
1086-ban az andalúziai muszlim fejedelmek segítségül hívták Júszuf ibn Tásfínt az őket szorongató VI. Alfonz kasztíliai király ellen. A sagrajasi csatában le is győzték a keresztényeket, ám az Almorávidák 1090-ben visszatértek és a súlyos adók alatt nyögő lakosság támogatásával elűzték a helyi fejedelmeket és annektálták majdnem egész al-Andaluszt. Csak az El Cid által kormányzott Valencia és a Húdidák vezette Zaragoza maradt független. A puritán Almoravidák uralma azonban nem kis ellenállással találkozott az andalúz városokban. Vallási szigoruk nemcsak a keresztények és zsidók ellen irányult, hanem azokat a muszlimokat is elítélték akiket nem találtak eléggé buzgónak.
Bár Júszuf fia, Ali (1106-1143) meghódította Valenciát és Zaragozát, valamint a Baleári-szigeteket is, az Almorávida birodalom hamarosan hanyatlásnak indult. Zaragozát 1118-ban elfoglalta Aragónia, Dél-Marokkóban pedig új puritán vallási mozgalom, az Almohádok kezdett terjedni. A hatalmas birodalom Abu Bakr 1087-ben bekövetkezett halála után a klánok közötti konfliktusokban szétesett. 1138-ban súlyos vereséget szenvedtek el VII. Alfonz kasztíliai királytól, a következő évben pedig az ouriquei csatában Alfonz portugál gróf verte meg őket, aki az elhódított területeken hamarosan megalapította a Portugál Királyságot. Ali 1143-as halálát követően az Almorávidák kénytelenek voltak kivonulni egész Andalúziából. 1147-ben az Almohádok elfoglalták Marrákest és megölték az utolsó Almorávida emírt, Isak ibn Alit.
Az Almorávidák legjelentősebb történelmi örökségei közé tartozik az iszlám további terjesztése Nyugat-Afrikában, Marokkó málikita alapú vallási egyesítése, valamint a kisebb közösségek, mint a háridzsiták elűzése a régióból

## Az Almohádok (1145-1235)

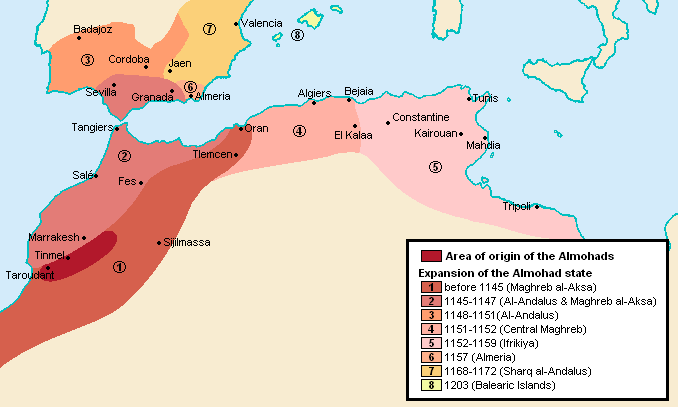
Az Almohádok terjeszkedése 1203-ig

Az egyeduralkodóvá váló, az állami tisztviselőket befolyásoló málikita jogtudósok ellen hamarosan ellenállás kezdett szerveződni, elsősorban a keleti és andalúziai misztikus mozgalmak követői léptek fel ellenük. 1121-ben a Magas-Atlaszból származó, maszmúda törzsbeli Ibn Túmart megalapította a puritán Almohád mozgalmat, amelyhez hamarosan nyolc törzs is csatlakozott. Ibn Túmart felszólította híveit a Koránhoz és a hagyományhoz (hadíszokhoz) való visszatérésre, és ellenezte a négy jogi iskola dominanciáját; ugyanakkor ellenezte a Korán szó szerinti értelmezését. Az Almohádok hangsúlyozták Isten abszolút egységét, ezért is nevezték magukat "egységvallóknak" (al-muvahhidún). Elsődleges feladatuknak az Almorávidák elleni harcot tekintették, akik szerintük eltávolodtak Allahtól és fényűzésben, dekadenciában tobzódtak. Ibn Túmart 1124-ben az Atlasz egyik völgyében megépítette Tinmal erődjét, amely mozgalma spirituális és katonai központjául szolgált. 1128/29-ben leszámolt belső ellenfeleivel, akiket tömegesen kivégeztetett. 1130 elején az Almohádok lejöttek a hegyekből, de első akciójuk katasztrofálisan sikerült: ostrom alá vették Marrákest, de a védők kitámadtak és az al-buhajrai csatában szétverték a fanatikusok seregét. Augusztus végén Ibn Túmart is meghalt, halálát állítólag három évig titkolták.

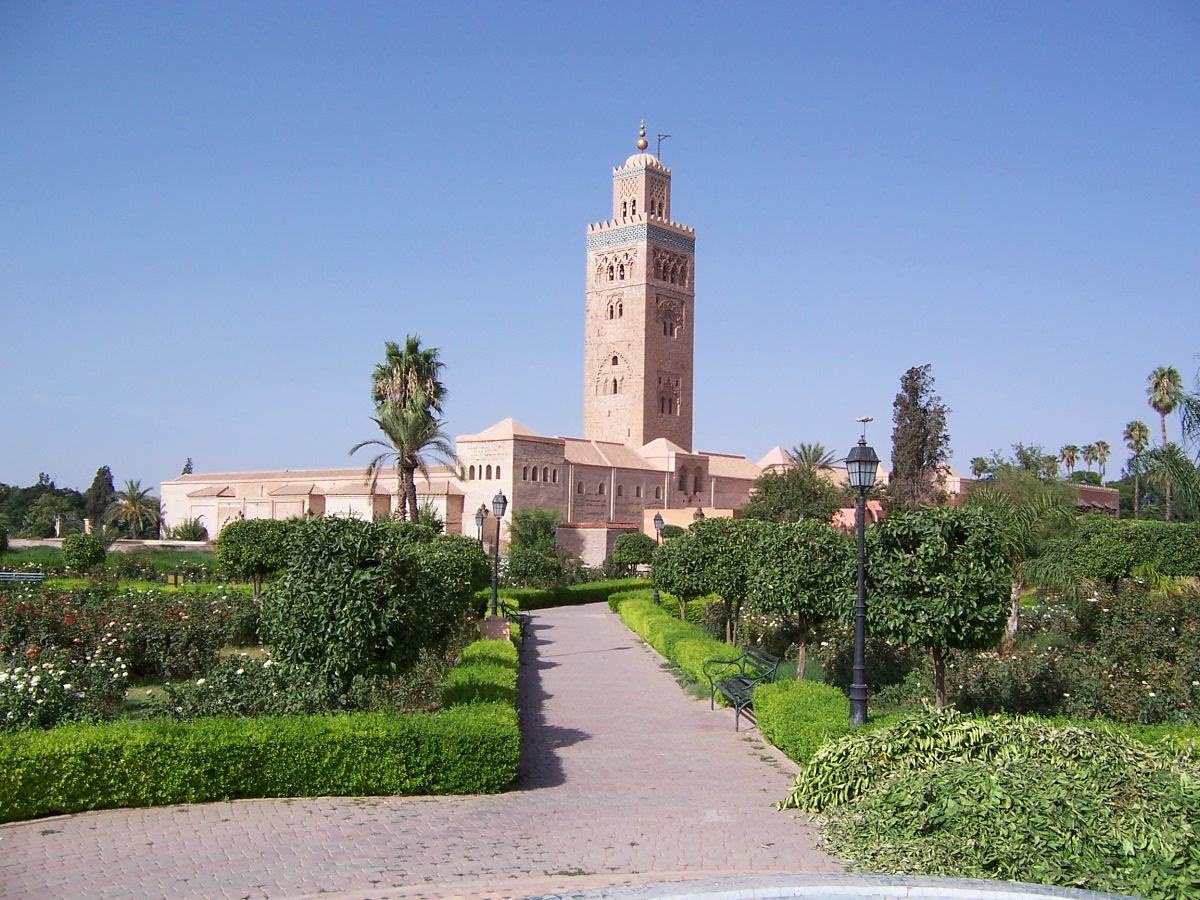
Az Abd al-Mumin által alapított Kutubijja-mecset Marrákesben

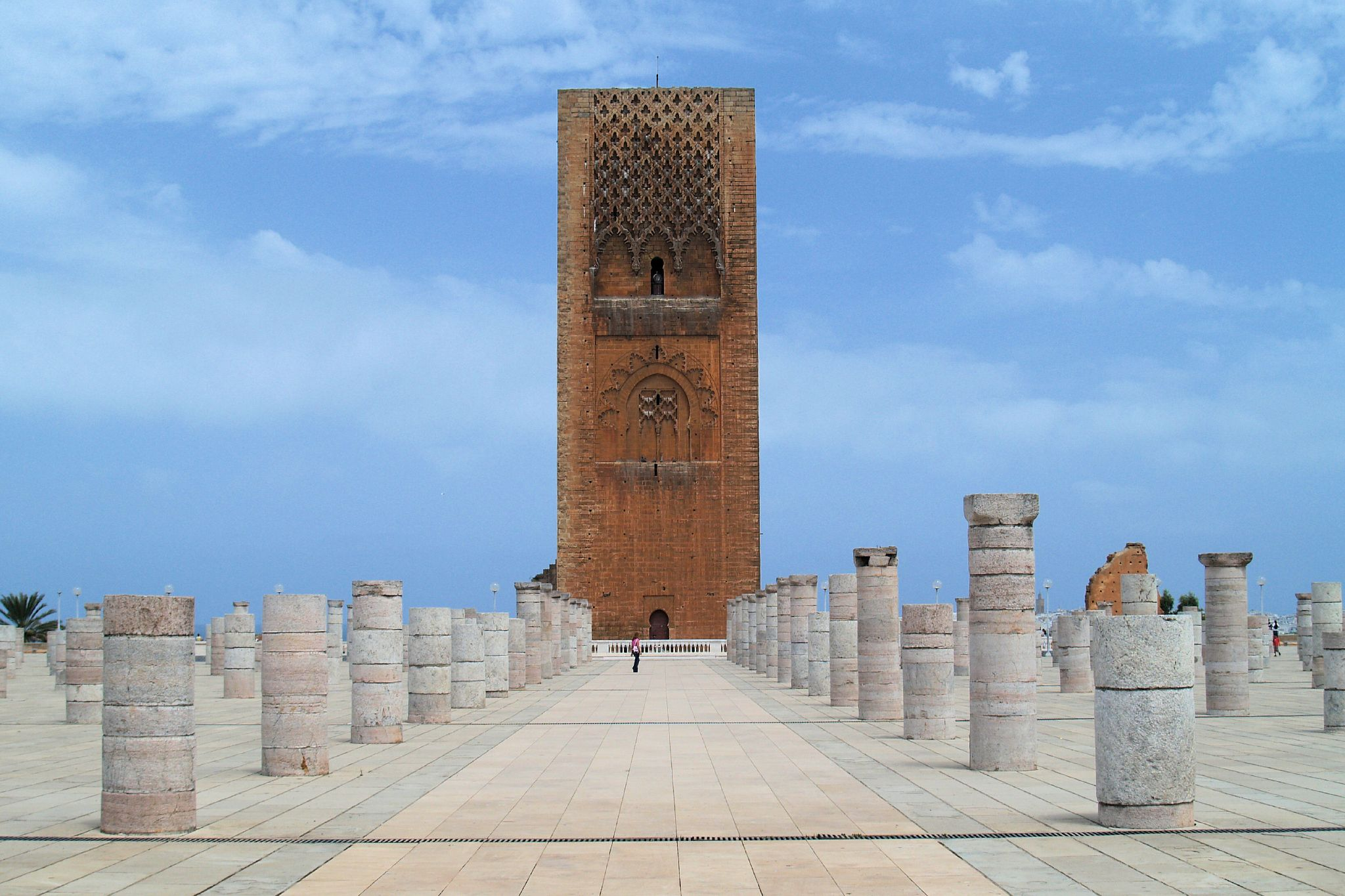
A rabati Hasszán-torony

Utódja, Abd al-Mumin a kezdeti kudarc ellenére összefogta és megszervezte a mozgalmat, majd 1133 és 1148 között fokozatosan egész Marokkót meghódította. 1146-ban elesett Fez és Marrákes. A következő évben átkelt Andalúziába, ahol szintén annektálta a kis emírségeket, 1149-re pedig az Almorávidák minden hatalmukat elvesztették. A hódítások nyomán brutális tisztogatásra került sor, amelynek állítólag 32 ezer ember esett áldozatul. 1151-ben az Almohádok megtámadták a Hammádidák államát a mai Algéria területén, 1155 és 1160 között pedig elfoglalták a tunéziai Zírida dinasztia országát.
Az Almohádok Ifríkijából és Tripolitániából Marokkóba telepítették át az arab beduin törzseket, ami tovább gyorsította a berberek arabosodását. A Banú Hilált például az egykor az Atlanti-óceán partvidékén élő, eretneknek tartott és kiirtott bargavaták helyére költöztették.
Az Almohádok birodalmát a mahmuda berberek uralták. Először fordult elő, hogy az egész Magreb egyetlen dinasztia alatt egyesült. Alapítója, Abd al-Mumin 1163-ban halt meg Ribát el-Fathban (a mai Rabat elődjében), miközben újabb ibériai hadjáratot készített elő. 1172-re az Ibériai-félsziget valamennyi muszlim része az Almohádok tartománya volt.
Az Almohádok rendkívül intoleráns valláspolitikát folytattak. Granadában és más városokban bezárták a keresztény templomokat és zsinagógákat, és halállal fenyegették azokat, akik nem térnek át az iszlámra. A híres zsidó tudós Maimonidész családja inkább elmenekült, évekig vándoroltak az Ibériai-félszigeten, 1160-ban Fezben telepedtek le, majd 1165-ben inkább a toleránsabb Kairóba költöztek.
A dinasztia hanyatlása a 13. század elején kezdődött, amikor a Baleári-szigeteket uraló vazallusaik, a Banu Ganija fellázadt. Bár a felkelést leverték, súlyos vereségeket szenvedtek az előretörő ibériai keresztény hadaktól és a dinasztia belharcai csak fokozták a hanyatlás gyorsaságát. Az Almohádok 1235-re kiszorultak az Ibériai-félszigetről, a Magreb-országokat pedig három berber törzs vette el. Ifrikija a Hafszid-dinasztiáé lett, Fezt 1248-ban pedig a zanata Banu Marín foglalta el; 1269-ben övék lett Marrákes is. Egy másik zanata szövetség, a Zijanidák Nyugat-Algériát hódították meg.

## A Marínidák

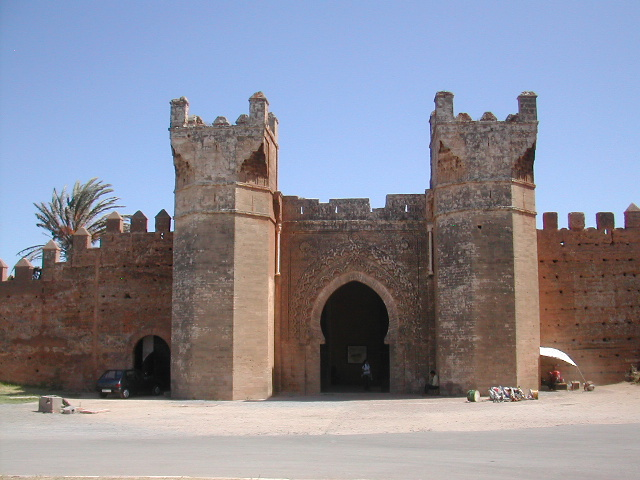
Sella marínida városkapuja

A Banú Marín törzs a zenata szövetséghez tartozott, és a 11. században még a mai Kelet-Algériában élt. A Banu Hilál nyugatra, a mai Orán környékére szorította őket. A többi  zenatához hasonlóan általában ellenségesen viszonyultak az Almohádokhoz, de pl. 1195-ben részt vettek az alarcosi csatában, ahol az almohád Jakúb al-Manszúr legyőzte a VIII. Alfonz vezette kasztíliai sereget.
1217-ben megpróbálták elfoglalni a mai Kelet-Marokkót, de Fez mellett az Almohádok visszaverték őket. Ekkor a törzs vezetője, Abu al-Hakk is elesett és a Banú Marín a Szahara peremére költözött. A törzs felemelkedése 1244-ben kezdődött, amikor Abú Jahja Abú Bakr vette át a vezetését. 1245-ben meghódították Meknést, 1248-ban pedig elesett Fez. Az 1258-ban uralomra került Abú Júszuf Jakúb az Almohád uralom maradékait is felszámolta a Magas-Atlaszban, 1269-ben pedig elfoglalta Marrákest, végül 1273/74-ben Marokkó legészakibb részét is uralma alá hajtotta. Négy hadjáratot vezetett az Ibériai-félszigeten a keresztények ellen. 1276-ban Fez mellett új fővárost alapított, Új-Fezt (Fez el-Dzsedid). Utódja, Abú Jakúb Júszuf (1286-1307) idejében fellázadt a Rif-hegységben élő, a Marínidákkal rokon Banú Vattasz törzs.
Az ibériai keresztény államok óta egyre nagyobb nyomás alatt tartották a muszlimokat és az őket támogató Marínidákat i. 1344-ben meghódították Algecirast. Eközben Abú al Haszan marínida szultán megpróbálta újraegyesíteni a Magrebet és 1347-ben sikerült elfoglalnia Ifríkiját és Tuniszt. A következő évben azonban az itteni lakosság fellázadt és a marínida uralom összeomlott. Abú Inán Fárisz 1356-ban ismét megpróbálkozott a keleti hódítással, de vereséget szenvedett az arab törzsszövetségektől, és ugyanolyan sietve kellett távoznia, mint apjának. 1358-ban vezíre megfojtotta, a dinasztia pedig hanyatlásnak indult.

## Nagyhatalmak között
Marokkó a 15. és 16. században nagy birodalmak közötti konfliktuszónába került. Az Ibériai-félsziget új nagyhatalma, Spanyolország és a keleti Oszmán Birodalom elsősorban a Földközi-tengeren ütközött meg egymással. Marokkóban és környékén a nagyhatalmak összecsapásai helyi és vallási konfliktusokkal vegyültek. A társadalom és a gazdaság alkalmazkodott ehhez a helyzethez. Portugália és Spanyolország a kereskedelem terén versengett és az észak-afrikai tengerparton támaszpontokat szereztek; eközben az oszmánok a mai Algériában terjeszkedtek.

### A Vattászídák (1472-1554)

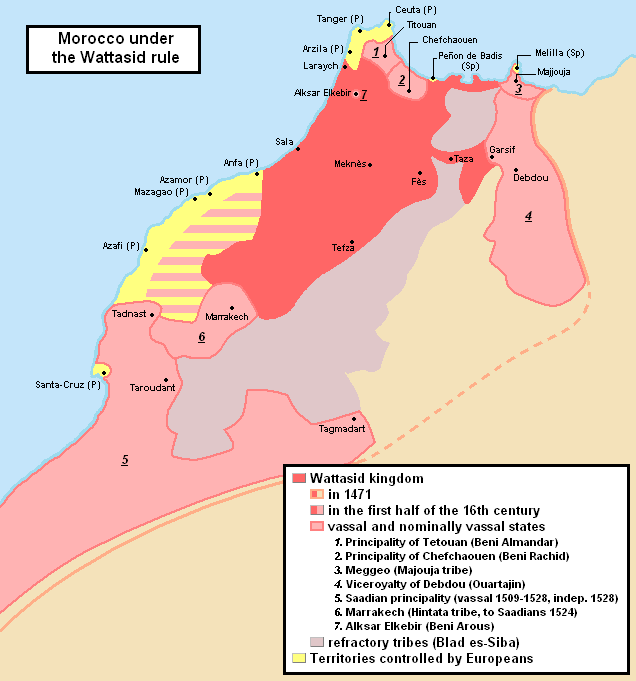
A Vattászídák állama

A Rif-hegységbeli Vattászídák tekintélyes berber dinasztia volt, közülük kerültek ki a Marínidák nagyvezírjei és régensei. Fokozatosan egyre nagyobb hatalomra tettek szert, míg 1459-ben II. Abd al-Hakk szultán el nem rendelte kiirtásukat. 1465-ben a feziek fellázadtak és megölték Abd al-Hakkot. Az ezt követő zűrzavarból a vérengzésből megmenekülő vattászída Muhammad as-Sajk al-Mahdí emelkedett ki, aki 1472-ben megalapított a Marokkó északi részét uraló Fezi Királyságot.
A Vattászídáknak azonban nem sikerült helyreállítaniuk a rendet. Nem tudták megerősíteni hatalmukat a beduin és berber törzsek felett, nem tudták megakadályozni, hogy a portugálok atlanti-óceáni kikötőket hódítsanak meg. A keresztények 1471-ben megszállták Tangert és 20 évre szóló békét kényszerítettek ki, ami nem tett jót a szultán megítélésének. A Rif-hegységben is maradtak kis független marínida és idríszida fejedelemségek.
Eközben a dél-marokkói Szúsz régióban a keresztény hódítók ellen fellépő, a Szaad-dinasztiát alapító Abú Abdalláh al-Káim sarif nagy tekintélyre tett szert és harcolni kezdett a gyengének, európaiak bábjának tartott Vattászídák ellen. 1525-ben átvették a hatalmat Marrákesben és miután a várost a fezi szultán csapatai hiába ostromolták, a két fél felosztotta az országot. A Szaaditák 1541-ben visszafoglalták Agadirt a portugáloktól, majd kikényszerítették a kivonulásukat Szafiból és Azammurból is. Ezáltal annyira megerősödtek, hogy sikerrel felléphettek a Vattászidák ellen is és 1549-ben – az oszmán segítség dacára – megdöntötték a fezi dinasztiát.

### A Szaaditák

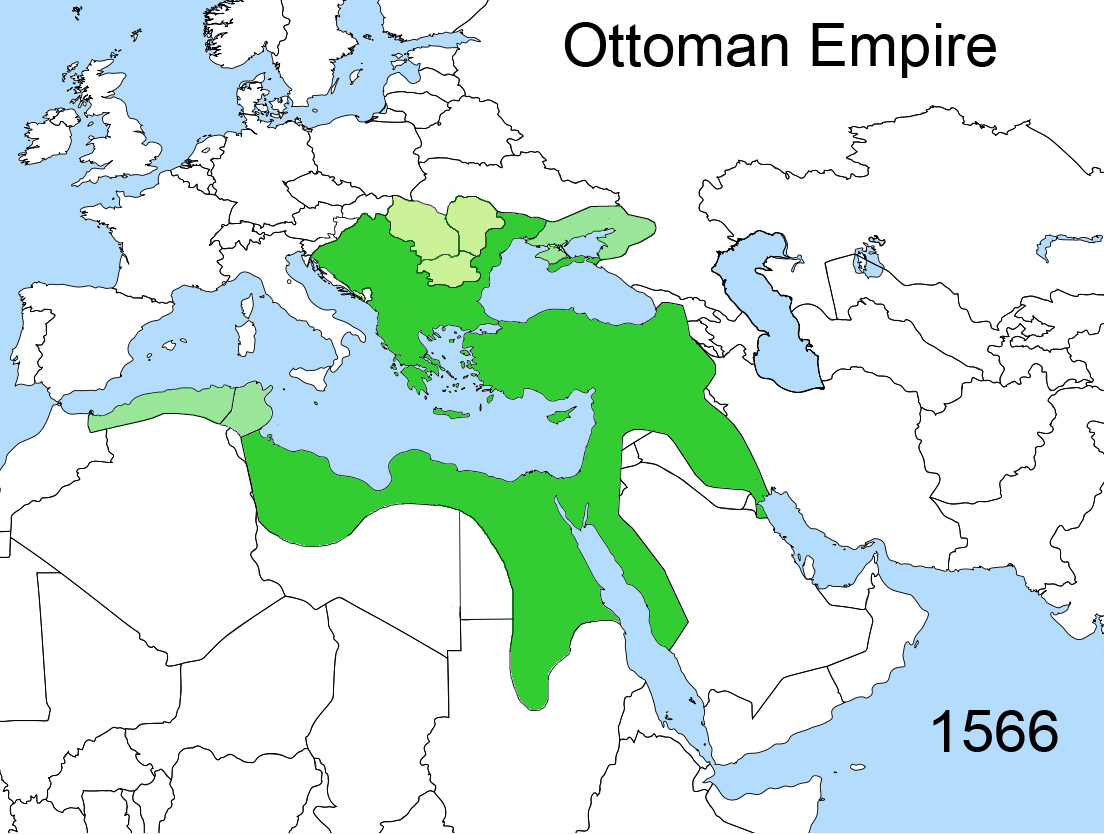
Az Oszmán Birodalom 1566-ban

A Szaaditák nemcsak a portugálokkal, hanem mindenekelőtt az Oszmán Birodalommal szemben is megállták a helyüket, amely a 16. század elején Marokkó kivételével az egész észak-afrikai mediterrán tengerpartra kiterjesztette uralmát. 1519-ben a szomszédos Algériát is vazallusává tette. Bár egy időben sikerült megszállniuk Fezt és beavatkoztak a trónöröklésbe, Ahmad al-Manszúr (1578-1603) szultán ügyes manőverezéssel de facto függetlenné vált és Marokkót olyan regionális hatalommá tette, amelynek befolyása messze túlmutatott a Szaharán.
A spanyolországi üldöztetések elől az ottani zsidók és mórok egy része Marokkóba menekült. 1534-ben a spanyolok elfoglalták Tilimsant (Tlemcen) és lemészárolták a lakosság egy részét. 1500 zsidót rabszolgává tettek, de a fezi és oráni zsidók megváltották a szabadságukat.

### Spanyol és portugál terjeszkedés

A Habsburgok spanyol ágának országai 1580-ban

1492-ben Kasztília elfoglalta az Ibériai-félsziget utolsó muszlim városát is. A kivándorolni szándékozó mohamedánokat nem tartóztatták és már a következő évben hatezren költöztek át a Magreb országaiba. A keresztény kormányzat előbb önkéntes alapon próbálta áttéríteni a maradókat, de 1499-től ezt kötelezővé tették. Az áttérni nem hajlandó zsidókat már 1492-ben kiűzték Spanyolországból. A spanyolok Észak-Afrikában is akartak terjeszkedni, de a Nápolyi Királysággal kapcsolatos, Franciaországgal fennálló vitáik hátráltatták ezirányú terveiket. Amerika felfedezése azonban új, ígéretesebb teret nyitott a spanyol expanziónak; Afrikában megelégedtek tengerparti támaszpontok (presidiók) elfoglalásával. A presidiók azonban az anyaország élelmiszer- és fegyverellátástól függtek. A spanyolok 1458 és 1550 között Alcazarquivirt, 1471-1580 között Tangert (majd 1640-1668 között újra), 1471 és 1550 között Aszilát (1577-1580 között ismét), majd 1488 és 1541 között Szafit tartották megszállva. 1489-ben rövid ideig Fortaleza da Graciosát is elfoglalták.  Malilát (Melilla) 1497-ben szállták meg.

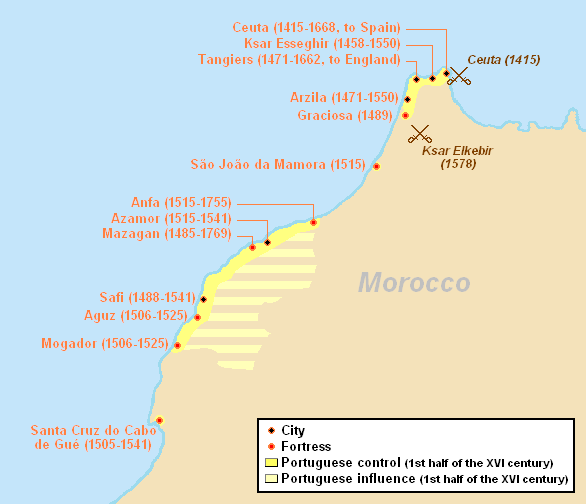
Portugál birtokok Marokkóban (1415–1769)

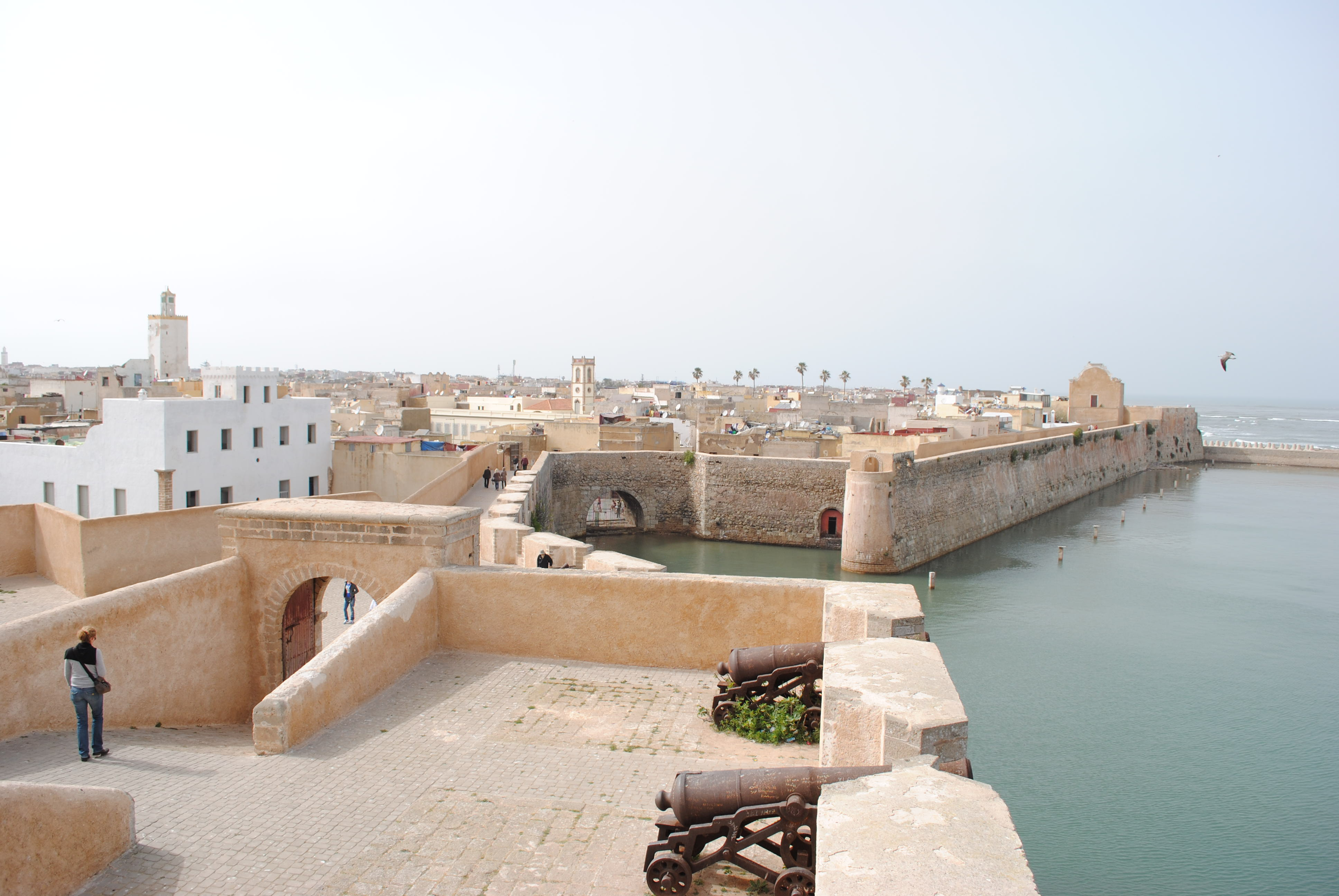
El Dzsadída portugál erődje

A spanyolokkal versengő portugálok szintén hosszú erődláncolatot hódítottak meg Marokkó atlanti-óceáni partvonalán. Annak ellenére, hogy az 1578-as háromkirályok csatájában megsemmisítő vereséget szenvedtek a muszlimoktól, 1458 és 1755 között számos megerődített kikötőt tartottak ellenőrzésük alatt, amelyeket összefoglalóan Rei do Algarve dalém mar em África (az Afrikai-tenger Algarvei Királysága) néven emlegettek. Az 1479-ben kötött alcáçovasi szerződésben megegyeztek a rivális spanyolokkal Észak-Afrika e részének felosztásáról. Így 1505-ben elfoglalták Agadirt (1541-ig), 1506-ban El Dzsadidát (1580-ig, majd 1640-1769 között ismét), Mogadort (1510-ig) és Agúzt (1526-ig), majd 1513-ban Azamúrt (1541-ig) és 1515-ben Casablancát, amely 1580-tól 1640-ig Portugáliával együtt Spanyolországhoz, majd 1640-től 1755-ig ismét a független Portugáliához tartozott.
A spanyolok inkább Orán és Tunisz felé orientálódtak, de azért Marokkóban is elfoglaltak néhány tengerparti várost, például a Kanári-szigetek magasságában fekvő Ifnit, amelyet 1476-tól 1524-ig (ismét 1868-1969) tartottak uralmuk alatt, majd 1505-ben (1532-ig) a Melilla melletti Cazazazát. Ehhez jött még Larache 1610-ben (1689-ig) és La Mamora 1616-ban (1681-ig).
A muszlimok képtelenek voltak hatékonyan ellenállni, ehhez híján voltak a modern technológiának vagy a nagy népességnek, nem voltak centralizált államaik és nagy urbánus központjaik. Marokkó azonban a nagyhatalmak közötti ütközőállamként képes volt fenntartani magát.
Franciaország és az Oszmán Birodalom 1536-os szerződésének titkos záradékában a két hatalom megígérte hogy segíti egymást a spanyolok elleni konfliktusokban. A másik részről V. Károly spanyol király (és német-római császár) felajánlotta az oszmán szolgálatban álló Hajreddín Barbarossa kalóztengernagynak az Algírtól Tripoliig terjedő régiót, ha hajlandó a vazallusa lenni. A kölcsönös bizalmatlanság miatt azonban az ügylet nem jött létre. 1557 és 1584 között a Habsburgok és az oszmánok harca áttevődött a Földközi-tengerre is. A muszlim kalózok a keresztény országok hajóit és kikötőit fosztogatták. Bár 1571-ben Lepantónál a spanyol-velencei döntő győzelmet aratott a török flotta felett, két évvel később Ciprus végleg a szultán kezére került; Tunisz pedig 1574-ben lett az Oszmán Birodalom tartománya.

### A háromkirályok csatája
1574-ben meghalt a szaadita Abdalláh al-Gálib szultán és a trónt fia, II. Abú Abdalláh Muhammad al-Muvakkil örökölte. Két évvel később nagybátyja, Abú Marván Abd al-Malik oszmán segítséggel elűzte; a segítségnek azonban ára volt, gyakorlatilag a szultán vazallusává vált. A trónfosztott Abú Abdalláh a portugál királyhoz, az ifjú I. Sebestyénhez fordult támogatásért és arra hivatkozott hogy nagybátyja Isztambul szolgájaként megtámadná a keresztény fennhatóságú kikötőket. Sebestyén 1578 júniusában 500 hajóval partra szállt Marokkóban és csatlakozott hozzá Abú Abdalláh mintegy 6000 hívével; összesen 24 ezres sereg állt a rendelkezésükre. Ezzel szemben Abd al-Maliknak 25 ezer katonáján kívül 15 ezer török janicsár is a rendelkezésére állt. Az Alcácer Quibir-i csatában (amelyet háromkirályok csatájának is hívnak) a portugálok döntő vereséget szenvedtek, elesett a nemesség színe-java, maga Sebestyén király, viszont a marokkóiak részéről Abú Abdalláh és Abd al-Malik is. Csak százan tudtak eljutni a hajókhoz, a haderő nagy része fogságba esett. Hogy a váltságdíjat kifizethessék, a portugál államkincstár jelentős részét át kellett adni Marokkónak.

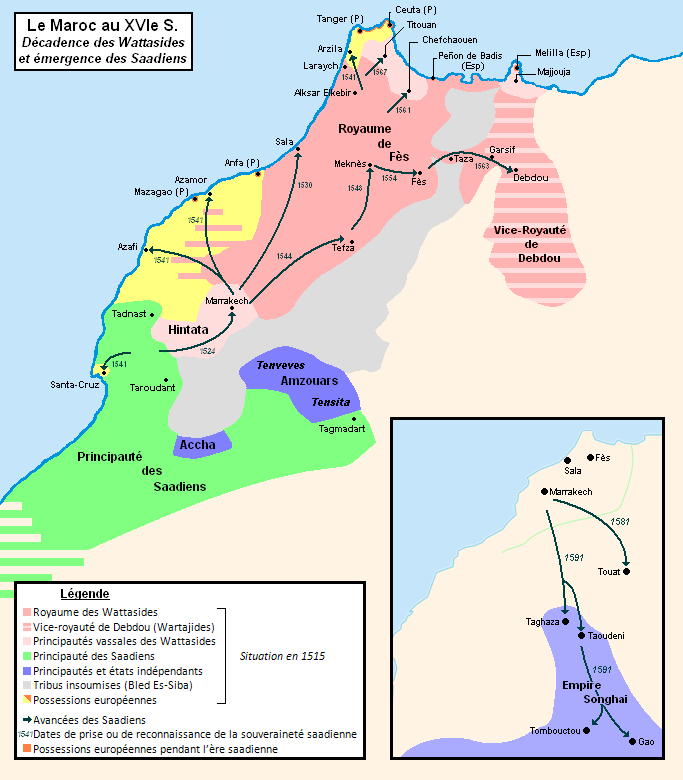
Marokkó a 16. században

#### A nigeri kaland (1590–1591)

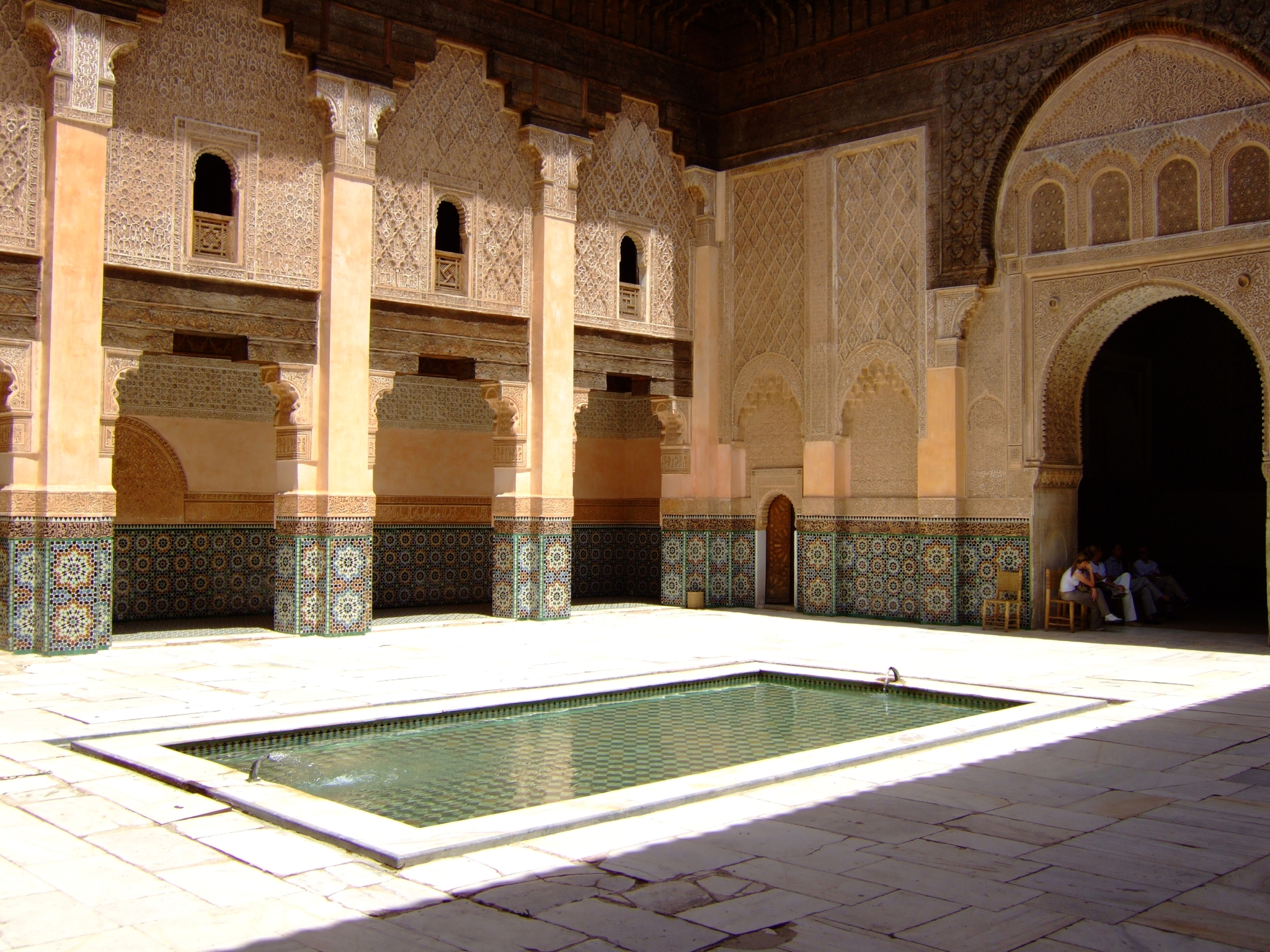
Az 1570-ben épült Ben Juszef medresze Marrákesben

Abd al-Malik halála után öccse, Ahmad al-Manszúr került Marokkó élére és a dinasztia legsikeresebb uralkodójának bizonyult. Új kereskedelmi megállapodásokkal próbálta kihasználni a Spanyol Birodalom (amelynek 1580-ban a Sebestyén halála miatt örökösödési válságba került Portugália is az uralma alá került) – és a protestáns államok, mindenekelőtt Anglia közötti ellentéteket. Felvirágzott a transzszaharai kereskedelem is. 1584-ben a marokkóiak átvették az ellenőrzést a szaharai Taghaza sóbányái felett, 1591-ben pedig egy merész katonai akcióval megdöntötték a Niger menti Szongáj Birodalmat és elfoglalták Gao és Timbuktu kereskedelmi központjait. Ezzel azonban csak azt érték el, hogy a szaharai kereskedelem Marokkó helyett kelet felé, Tripoliba és Tuniszba terelődött át.
Ahmad al-Manszúr kénytelen volt elfogadni az oszmán fennhatóságot, hogy véget vessen a török kalózflották part menti támadásainak. Ezzel egyidejűleg megkezdte a törökökből, berberekből és moriszkókból álló erős hadsereg kiépítését, átszervezte a közigazgatást és újjászervezte az államháztartást. Támogatta a tudományt és a kultúrát, számos építkezésbe kezdett. Ekkor épült Taza erődje és kibővítették Fez erődítményeit is. Marrákesben – állítólag firenzei építészek tervei alapján – elkészült az el-Badí palota. Ahmad al-Manszúr udvarának legjelentősebb tudósai közé tartozott a neves életrajzíró Siháb ad-Dín Ibn al-Kádí († 1616), az irodalmár és udvari történetíró Abd al-Azíz al-Fístálí († 1631) és a vallástudós Muhammad ibn Kászim al-Kasszár († 1604) a fezi nagymecset muftija.

#### A királyság szétesése
Al-Manszúr 1603-ban meghalt és mivel nem volt kijelölt örököse, hatalmi harcok törtek ki. Fezben és Marrákesben a Szaad-dinasztia egy-egy ága uralkodott. A Rabat melletti Saléban a Spanyolországból menekült moriszkók független kalózköztársaságot alapítottak, amely 1668-ig állt fenn. Fez egy szúfi vallási-politikai szervezet, a Dila Testvériség uralma alá került, 1659-ben pedig az Alaviták elfoglalták Marrákest, így a Szaad-dinasztia uralma véget ért.
A Dila Testvériséget, a fontos szúfi szervezetet vagy taríkát Abu Bakr ibn Muhammad (1537-1612), a híres misztikus, al-Dzsazúlí (Marrákes ún. hét szentjének egyike) tanítványa alapította. A testvériség székhelye a Közép-Atlaszban lévő ad-Dila volt (romjai Hénifrától mintegy 30 km-re délre fekszenek). Abu Bakr utódja, Muhammad ibn Abi Bakr (1612-1637) alatt a Testvériség kiterjesztette befolyását a Magas-Atlasz törzseire. A szervezet Muhammad al-Haddzs idején (1635-1688) érte el legnagyobb kiterjedését.
1637 után a Testvériség tagjai megkezdték Marokkó meghódítását, 1640-ben Meknèsben legyőzték a Muhammad al-Ayyashit, aki akkor a saléi köztársaságot vezette. Fez 1641-ben elfoglalása után megdöntötték a szaaditák északi ágának uralmát. Marokkó déli részén viszont az Alavitáknak sikerült érvényesülniük, akik 1664-ben Meknès közelében három napos csatában legyőzték a Dila Testvériség csapatait. 1668-ban elpusztították az ad-Dilát, a testvériséget pedig feloszlatták.

### A Saléi Köztársaság (1627–1668)

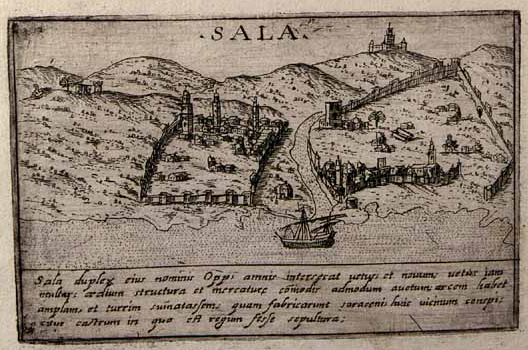
Salé a 17. században

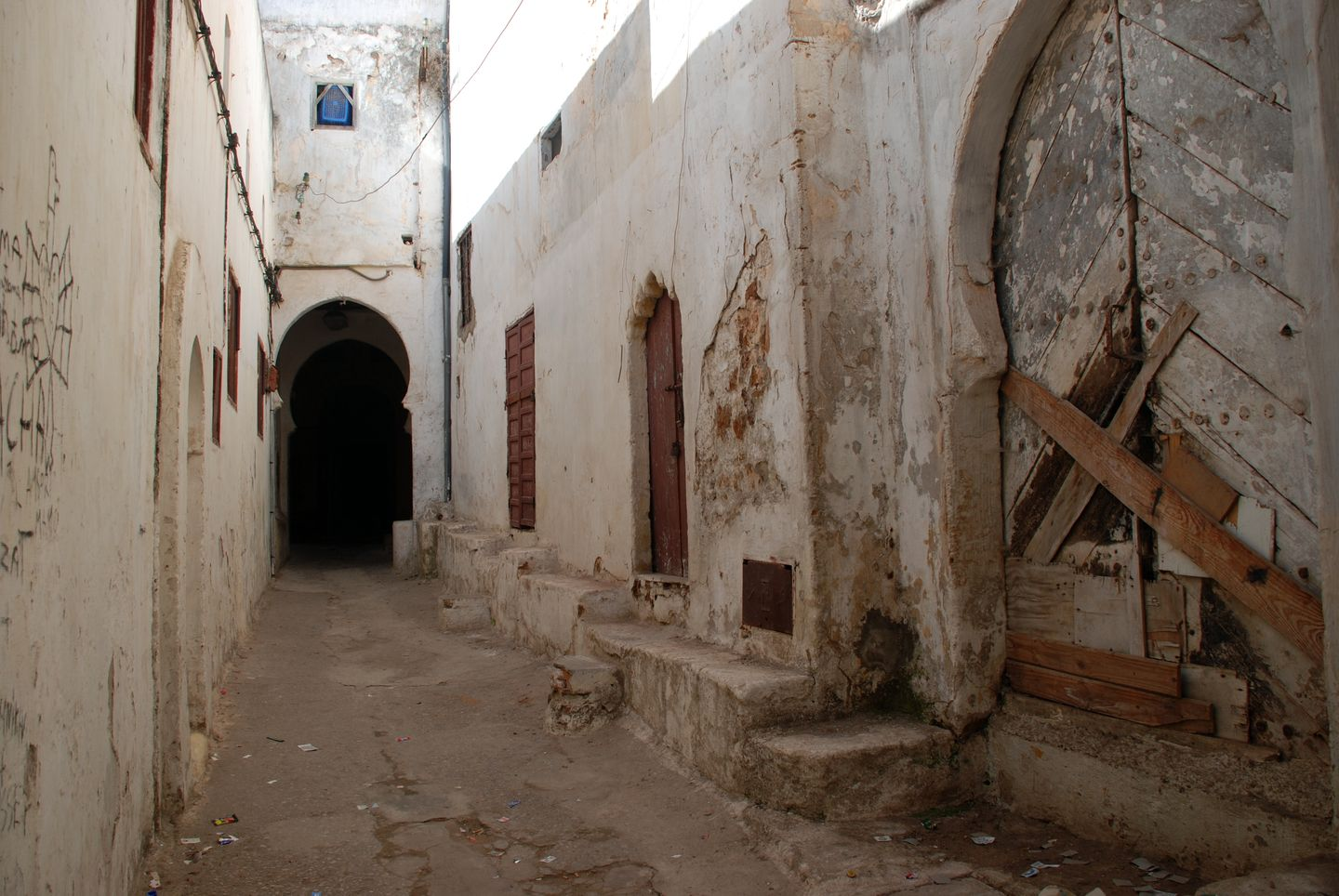
Salé óvárosa

A spanyolországi mórok az erőszakos keresztény térítés elől nagy számban menekültek Marokkóba. Egy részük Rabat régi medinájában, a Bou-Regreg folyó torkolatának túlsó oldalán fekvő Saléban telepedett meg, ahol saját negyedük volt. Hozzájuk csatlakozott 1619-ben a holland származású kalóz, Jan Janszoon, ismertebb nevén Murád Reisz. Kezdetben saját számlájára kalózkodott, majd kalózflottát szervezett. 1623-ban Mulaj Ziden szaadita szultán kinevezte őt Salé kormányzójává, de ez valószínűleg csak a tényleges helyzet formális elismerése volt a szultán részéről. Az iszlámra tért holland 1624-ben feleségül vette a szultán egyik lányát. 1627-ben a szintén a városban megtelepedett, a szultán ellen lázadó és a spanyolok ellen szent háborút hirdető Muhammad al-Ajjásí független államot kiáltott ki. Murád politikailag elszigetelődött és inkább visszaköltözött Algírba. Al-Ajjásí folytatta a kalózkodást és az európai hajók sarcolásából nagy jövedelemre tett szert. Idővel Salé környéke és az északabbra fekvő parti sáv is az uralma alá került.
A kalózköztársaságot két városbíró (alcalde), a tanács (díván) és a flotta parancsnoka irányította, amelyeknek az erődben (kaszbah) volt a székhelye. A flottaparancsnok Al-Ajjásí két erődöt építtetett a városfalakon kívül, amelyeket alagút kötött össze palotájával. A rabati ún. andalúzok (akik Ibéria más részéről származtak, mint a saléi "hornacherók", gyakran nem engedelmeskedtek al-Ajjásínak, mire ő ágyútüzet nyitott saléi erődjeiből Rabatra. A két város többször is háborúzott egymás ellen: 1631-ben al-Ajjásí vette ostrom alá Rabatot és tartotta blokád alatt 1632 októberig; 1636-ban pedig az andalúzok támadták meg a kaszbahot és szállták meg teljesen a folyó déli partját. A kiegyezésre az angol Thomas Rainsborough admirális segítségével került sor. Néhány hónappal később azonban al-Ajjásí ismét megtámadta az andalúzokat, akik a Dila Testvériségtől kértek segítséget. A testvériség 1640-ben elfoglalta az al-Ajjásí uralma alatt lévő Meknès városát, majd a következő évben a kalózvezér elesett az ellenük vívott csatában. A testvériség (vagyis akkori vezetője, Muhammad al-Háddzs) ezután elfoglalta Salét és tíz éven át ők irányították a városállamot. Ez idő alatt európai kereskedők is megtelepedtek a városban. 1651-ben a Salé feletti uralom Mohammad fiára, Abdullahra szállt. Kereskedelmi szerződéseket kötöttek a hollandokkal, akiknek nem volt kifogásolták azt, hogy a saléi kalózok továbbra is fosztogatják a spanyol hajókat. 1661-ben Andullahnak egy lázadás miatt le kellett mondania, 1668-ban pedig az Alavita szultán, Mulaj ar-Rasid megszüntette a város függetlenségét.

## Az Alaviták

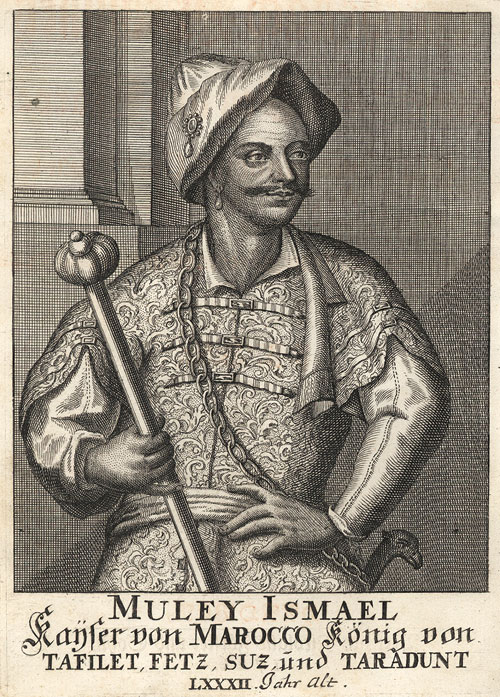
Mulaj Iszmáil

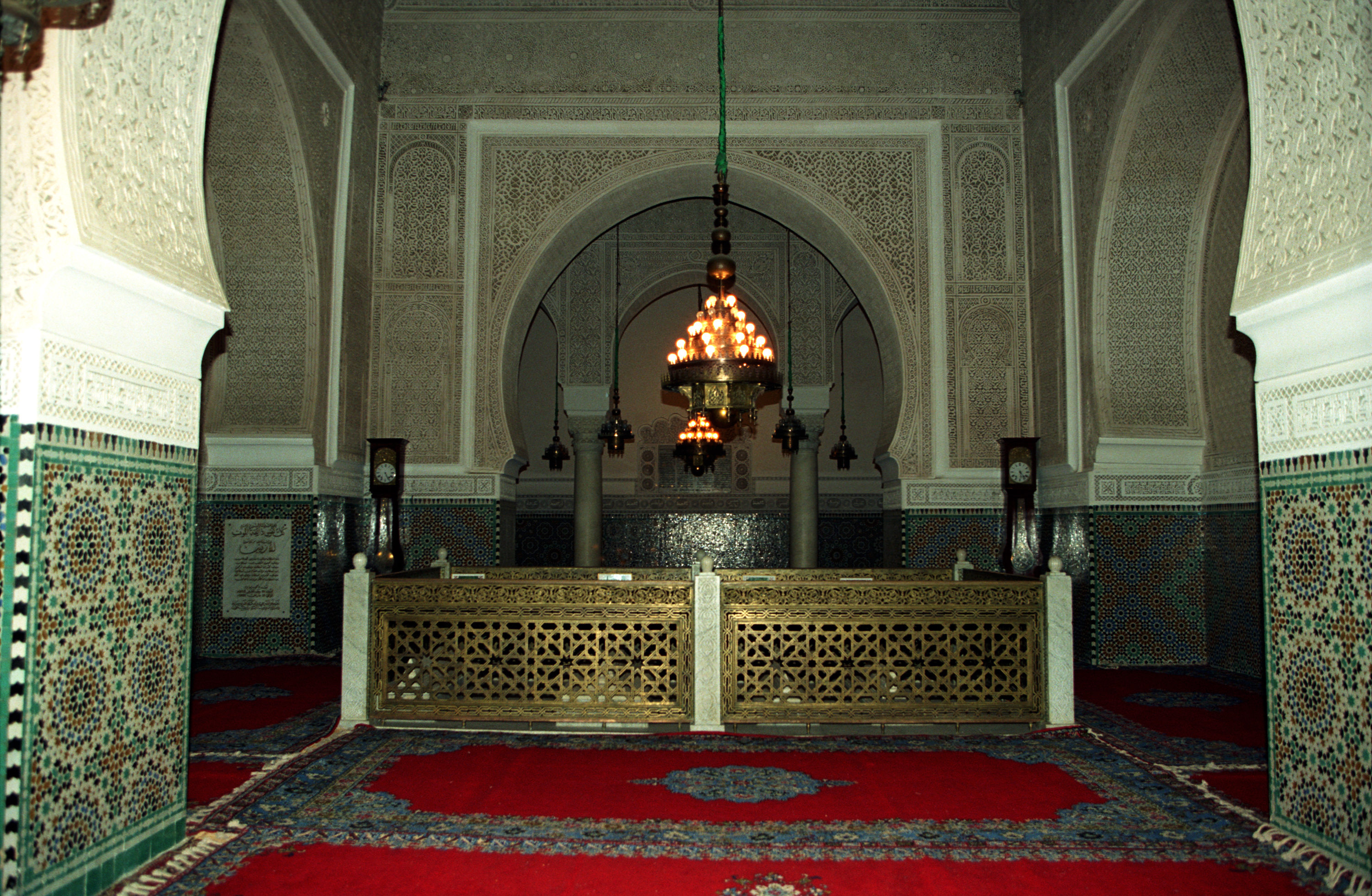
Mulaj Iszmáil sírja

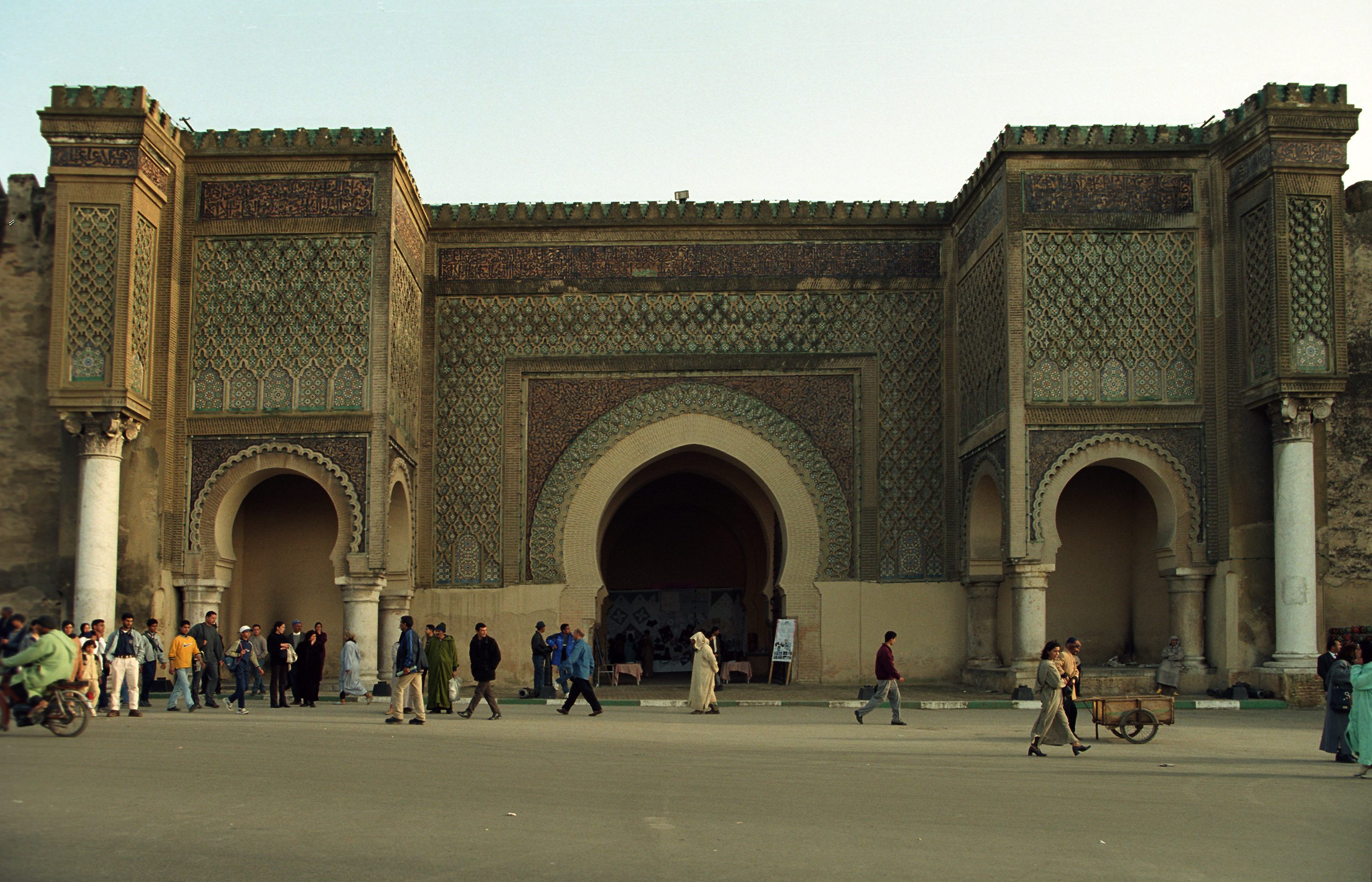
Meknès városkapuja (1732)

A mai napig uralkodó Alavita-dinasztia hatalmát Mulaj ar-Rasid (1664-1672) alapozta meg. Uralkodása eleinte csak Marokkó déli részére terjedt ki, Marrákes 1659-es elfoglalásával megdöntötte a Szaaditák déli ágát. Ezután hadat üzent az északot uraló Dila Testvériségnek és 1664-ben Meknèsnél döntő győzelmet aratott felettük. 1666-ban bevonult Fezbe és egész Marokkó szultánjává nyilvánította magát. 1668-ban Salét is annektálta.
Őt öccse, Mulaj Iszmáil (1672-1727) követte a trónon. Átszervezte a katonaságát, felállított egy mintegy 40 ezer, főleg fekete rabszolgából álló hadsereget, az ún. "Fekete sereget" (Abíd al-Buhárí, szó szerint al-Buhárí rabszolgái). Letörte a törzsek függetlenségi törekvéseit, 1684-ben elfoglalta az angolok által megszállt Tangert, öt évvel később a spanyol uralom alatti Larache-t, 1691-ben pedig a szintén spanyol Aszilát. Ugyanebben az évben megalapította a marrákesi hét szent kultuszát.
A Nyugat-Európával folytatott kereskedelemből származó állami bevételek lehetővé tették a kiterjedt építkezési tevékenységet. Megerődítette a városokat és fővárosát Fezből Meknèsbe költöztette, ahol hatalmas palotakomplexumot építtetett. Ezt azonban halála után egy 1755-ös földrengés nagyrészt romba döntötte. 1727-es halálát követően a Fekete sereg szétesett, tagjai a városokba költöztek vagy rablóbandákba szerveződtek. Egyes tagjaik leszármazottjai az udvari intrikákban is többször szerepet játszottak egészen a 19. század végéig.
Mulaj Iszmáil 1727-es halála után hatalmi harcok törtek ki hét fia között és az egységes marokkói állam összeomlott. A főváros visszakerült Fezbe. A béke csak 30 évvel később, Mulaj Muhammad (1757-1790) hatalomra jutásával állt vissza.
Bár a Dila Testvériséget 1668-ban feloszlatták, a szúfizmus befolyása korántsem tört meg; ez főleg Marokkó és az Oszmán Birodalom határvidékén volt nyilvánvaló. A többi szúfi szervezet közül a Tidzsaníjja Taríka 1784-től kezdve konfliktusban állt a törökökkel. Egy 1788-as fegyveres konfliktus után Ahmad al-Tidzsáni szúfi vezetőnek 1789-ben el kellett hagynia Algériát és utána Fezben élt 1815-ös haláláig. Fia, Muhammad al-Kabir összefogta a törzseket, hogy kiűzze a törököket Nyugat-Algériából; 1827-ben azonban elesett az ellenük vívott csatában. Eszméje azonban beteljesült – bár nem egészen abban a formában ahogyan megálmodta – amikor három évvel később a franciák megszállták Algírt és kiűzték a törököket.

### Zsidók a középkori Marokkóban

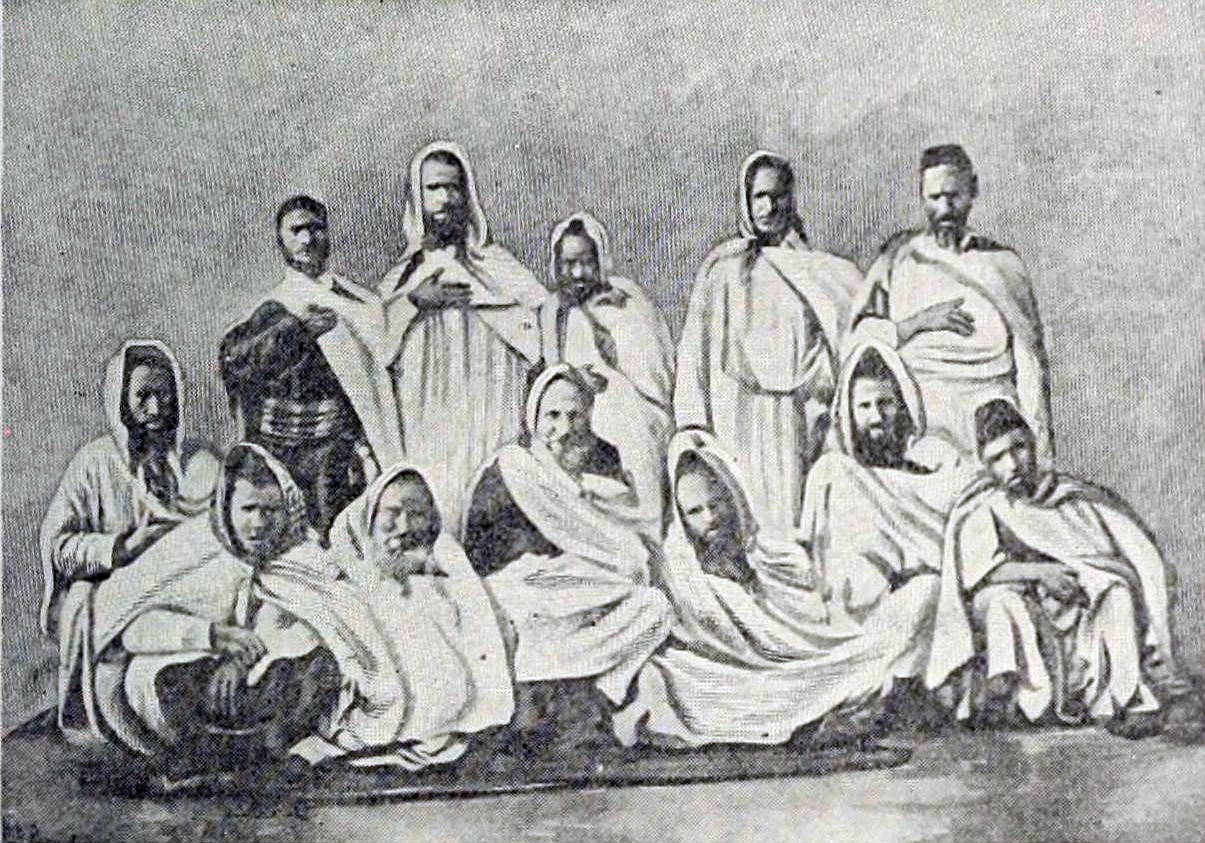
Zsidó berberek az Atlaszban (kb. 1900)

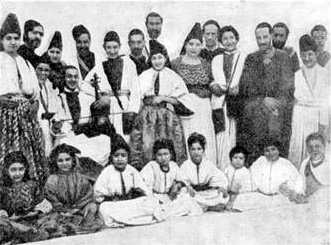
Fezi zsidók (1900)

A zsidó vallás már a római korban elterjedt Észak-Afrikában. Az iszlám térhódítása után – eltekintve az Almohádok erőszakos térítéseitől – viszonylag biztonságban, üldöztetésektől mentesen élhettek. Egyik uralkodó sem akarta őket kiűzni, mint az Ibériai-félszigeten; kivéve ha áttértek az iszlámra majd visszatértek volna az izraelita vallásra, mert ebben az esetben (az ibériai marránusokhoz hasonlóan) száműzték őket. A reconquista után a keresztény Spanyolország, majd később Portugália mintegy 150 ezer zsidót űzött el, akik közül legtöbben Észak-Afrikába költöztek át. Itt néhány generáció után asszimilálódtak az "őshonos" zsidó berberekhez és arabokhoz, a tosavimokhoz. Fizetniük kellett a nem muszlimokra kivetett adót, a dzsizját, amit az egész közösségre róttak ki, és azon belül vagyon alapján szedtek be. Ezen kívül szedték a nagyobb ünnepek különadóját, a hadíját és az általános adókat.
Cserébe a kormányzat gondoskodott a kereskedelmi útvonalak biztonságáról, és számos városban saját zsidó negyedeket, mellahokat hozott létre. Az első mellahot 1438-ban Fezben alapította II. Abd al-Hakk, az utolsó marínida szultán. Állítólag Fez mecseteiben bort találtak, amiért azonnal a zsidókat okolták és rájuk támadtak. A szultán a zsidókat védve egy fezi megerődített negyedbe költöztette. A városrész egy sós pusztán (arabul mellah) épült, innen kapta a nevét. Mellahokat más helyeken is építettek, gyakran a királyi palota vagy a kormányzó kaszbahja közelében. A 19. századra az ilyen zsidó negyedek Marokkó-szerte elterjedtté váltak.
1465-ben, a marínidák elleni felkelés során Fezben a marokkói történelem egyik legkiterjedtebb pogromjára került sor, amelynek során a zsidó közösséget majdnem teljesen kiirtották. Később Mulaj Muhammad es-Sejk vattászída szultán (1472-1505) megengedte, hogy az erőszakkal iszlámra áttértek visszatérhessenek hitükhöz. A 16. században a megtizedelt közösség fokozatosan talpra állt, amiben segítségükre voltak a Spanyolországból 1492-től kezdődően nagy számban menekülő szefárdok. Bár normalizálódott a helyzetük, a zsidók továbbra is a társadalom peremén maradtak. Olyan gettószerű városrészekben éltek, amelyek egyébként az iszlám országok közül csak Perzsiában léteztek. Feltűnő lábbelit kellett viselniük – Fezben ez szalmaszandál volt -, és olyan megvetett munkákat végeztek, mint például a pöcegödrök ürítése, bőrcserzés, gyakran közülük kerültek ki a mészárosok és hóhérok.
Bár a liturgiáikban és költészetükben megmaradt a héber nyelv, a hétköznapokban arabul beszéltek. Az ibériai bevándorlók maguk között még a 18. században is a kasztíliai nyelvet használták, amelynek ismerete egyébként megkönnyítette számukra a keresztényekkel folytatott kereskedelmet. Mulaj Iszmail idejében már a szultán számos kereskedője, bankára, diplomatája a zsidók közül került ki. Ők szedték be adóbérlet formájában a szultán számára a vámokat, az ő kezükben volt a hitelezés. Az európai látogatóknak feltűnt, hogy ők irányították a rabszolga- és fogolykereskedelmet; hatalmas összegű váltságdíjak folytak a kezükön keresztül.

## Európai politikai befolyás a 18-19. században

### Francia kapcsolatok

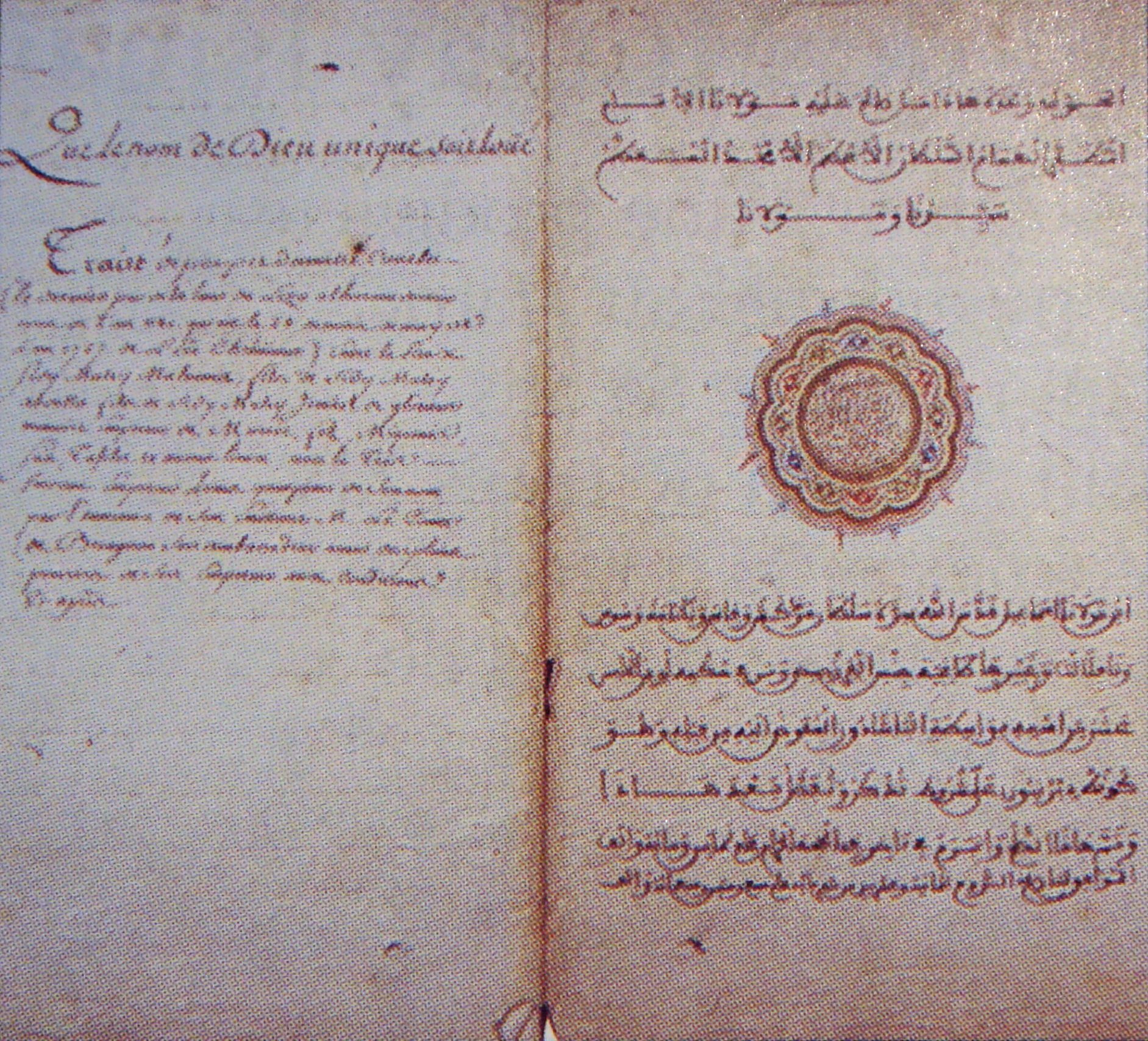
III. Mohamed Franciaországgal kötött kereskedelmi szerződése (1767)

A Spanyolország ellen szövetségeseket kereső Mulaj Iszmáil jó kapcsolatokat alakított ki XIV. Lajos francia udvarával. Francia katonák és mérnökök segítették a szultánt hadserege felszerelésében és kiképzésében, középületek építésében. A hétéves háború után a marokkói kalózkodás miatt a két ország viszonya megromlott. A francia flotta lőtte Rabatot és Salét, de Larache-nál vereséget szenvedtek. Miután Párizs megfelelő biztosítékokat kapott az Alavitáktól, ismét követeket cseréltek, és konzulátusokat hoztak létre. Szavíra kikötőjét 1760-ban Théodore Cornut mérnök segítségével építették meg, 1767-ben pedig kereskedelmi szerződést kötöttek. 1777-ben Marokkó az Egyesült Államokkal is kereskedelmi szerződést kötött.

### Algéria francia meghódítása (1830), első francia-marokkói háború (1844)
Mulaj Szulejman 1822-es halálát követően unokaöccse, Mulaj Abd ar-Rahmán követte őt a trónon, aki visszaszorította a vallási testvériségek és marabutok befolyását és hatékony közigazgatást épített ki. Ennek során a törzsek több alkalommal is fellázadtak ellene. A kiürült államkassza miatt elnézte a kalózkodást, ezért az osztrák flotta 1829-ben lőtte Larache-t, Aszilát és Tétouant. 1836-ban amerikai hadihajók tették ugyanezt, így végül a szultán kénytelen volt véget vetni a kalózkodásnak.
1830-ban a francia csapatok elfoglalták Algírt, Oránt és Beleb el-Anabot (Bône), és megkezdték Algéria annektálását. Az ellenállást Nyugat-Algériában Abd el-Kader vezette, akit a marokkói szultánon kívül a Kadiríjja szúfi testvériség is támogatott. Marokkó befogadta az algériai menekülteket és 5 ezer lovast küldött Tlemcen védelmére; ezeket azonban rövidesen vissza kellett vonnia. Párizs 1837-ben elismerte ugyan Abd el-Kadert Algéria emírjének, de még ugyanebben az évben elfoglalták Constantine-t. Ezt követően megszállták Nyugat-Algériát és Abd el-Kader 1844-ben Marokkóba menekült.
A franciák azt követelték, hogy Abd ar-Rahmán hagyjon fel a gerillavezér támogatásával és ismerje el Algéria francia meghódítását. Hadihajóik 1844. augusztus 4-én Tanger-t, augusztus 15-én Szavírát lőtték. Miután az islyi csatában a marokkóiak teljes vereséget szenvedtek, a szultán kénytelen volt engedni a francia követeléseknek.

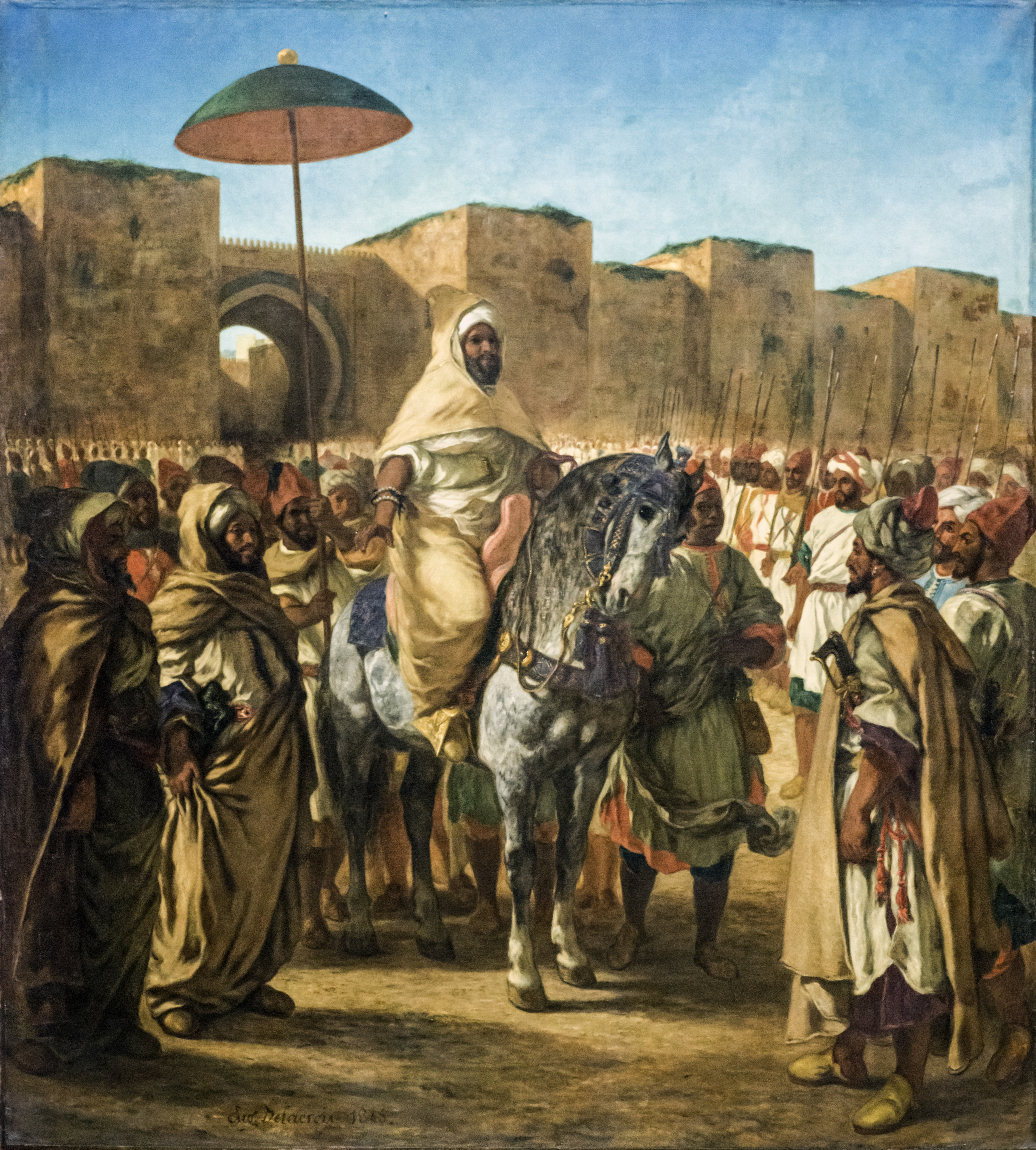
Abd ar-Rahmán szultán (Eugène Delacroix képe)

### A spanyol háború (1859–1860)
Mulaj Abd ar-Rahmán 1859-es halála után fia IV. Mohamed került az ország élére. Spanyolország szinte azonnal területi engedményeket követelt: berber fosztogatásokra hivatkozva ki akarták szélesíteni a Ceutát övező zónájukat. Amikor a szultán ezt visszautasította, hadat üzentek. A Leopoldo O'Donnell vezette spanyol hadsereg 35-40 ezer gyalogosból, kétezer lovasból és 150 ágyúból állt. Decemberben 60 ezer marokkói lovas támadta meg, de visszaverte őket és több összecsapás után 1860. februárjában elfoglalta Tetuánt. Márciusban egy döntő győzelem után fegyverszünetet kényszerített ki. A békeszerződés 20 millió piaszter kártérítés kifizetését írta elő; ennek teljesítéséig Tetuán spanyol megszállás alatt maradt. A város csak 1956-ban, a függetlenség elnyerése után került vissza Marokkóhoz. A háború 4 ezer spanyol és 6 ezer marokkói életét követelte.

### A nagyhatalmi politika tárgya
1880-tól kezdve Marokkó egyre inkább az európai nagyhatalmak gyarmatosító versenyének tárgyává vált, akárcsak az Oszmán Birodalom afrikai tartományai. Francia-Algériát nem csak az törökök, hanem Marokkó rovására is bővítették. 1881-ben Algériába betörő fosztogatók ürügyével Jules Ferry francia miniszterelnök annektálta Tunéziát. Nagy-Britannia 1882-ben Egyiptomot, Olaszország 1911-ben Líbiát kaparintotta meg.
1880. július 3-án a marokkói szultán és több európai állam, valamint az Egyesült Államok megkötötte a madridi konvenciót, amely garantálta az ország feletti szuverenitását, de egyúttal koncessziókat is kellett adnia az érintett hatalmaknak.
Az 1893-94-es Margallo-háborút a spanyol Melilla erődítéseinek kiterjesztése váltotta ki. A Rif-hegység berber törzsei hónapokig tartották ostromzár alatt a citadellát és a kisebb erődöket, míg a spanyol flotta lőtte őket. Az egyik kitörés során elesett Juan Margallo kormányzó is, akiről a konfliktus a nevét kapta. Az ellenségeskedéseknek az 1894 áprilisában megkötött fezi béke vetett véget.
1905-ben kitört az első marokkói válság, azt követően hogy Franciaország és szövetségese, Nagy-Britannia az 1899-es szudáni szerződéssel biztosította a francia befolyást Marokkó felett. Németország a szultán szuverenitásának helyreállítása ürügyével maga is hozzáférést követelt. A válságot az 1906-os algecirasi egyezménnyel oldották fel, melyben a nagyhatalmak (az Osztrák-Magyar Konferencia kivételével) egyöntetűen elutasították a német követeléseket. 

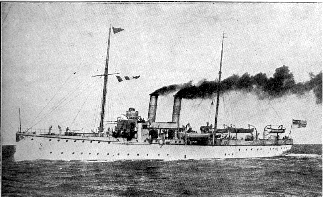
Az SMS Panther

A marokkói állam gyengeségét jelzik az 1904-ben elrabolt amerikai állampolgár, Ion Perdicaris elrablása körüli események. Perdicarist Ahmed el-Rajszuni berber törzsfő és kalóz rabolta el és elengedéséért cserébe 70 ezer dollárt és két Tanger melletti körzet kormányzóságát követelt Abd al-Azíz szultántól. Az USA egy hét hadihajóból álló flottával jelent meg Tangerben és kényszerítette a szultánt el-Rajszuni feltételeinek elfogadására.
1909-ben újabb katonai konfliktusra került sor a melillai enklávéban a terjeszkedő spanyolok és a berber törzsek között. Kezdeti vereségeit követően Spanyolország 35 ezer katonát vetett be és túlerejével meghódolásra kényszerítette a törzseket.
1911-ben a második marokkói válság során Németország megpróbálta kiterjeszteni afrikai gyarmatbirodalmát és egyúttal tesztelte a francia-brit szövetség erejét. Mikor a franciák egy szultánellenes felkelés leverésére csapataikkal bevonultak Fezbe és Rabatba, a francia protektorátus elismeréséért cserébe II. Vilmos császár kompenzációt követelt Közép-Afrikában és álláspontja megerősítésére Agadirba küldte az SMS Panther ágyúnaszádot (innen kapta a válság másik nevét, az "agadiri párducugrást"). A Panthert később két másik német hadihajó váltotta fel. A tárgyalások eredményeképpen a németek kameruni gyarmatát Francia-Kongóból bővítették ki.

## Francia gyarmat (1912–1956)

### Marokkó spanyol-francia felosztása

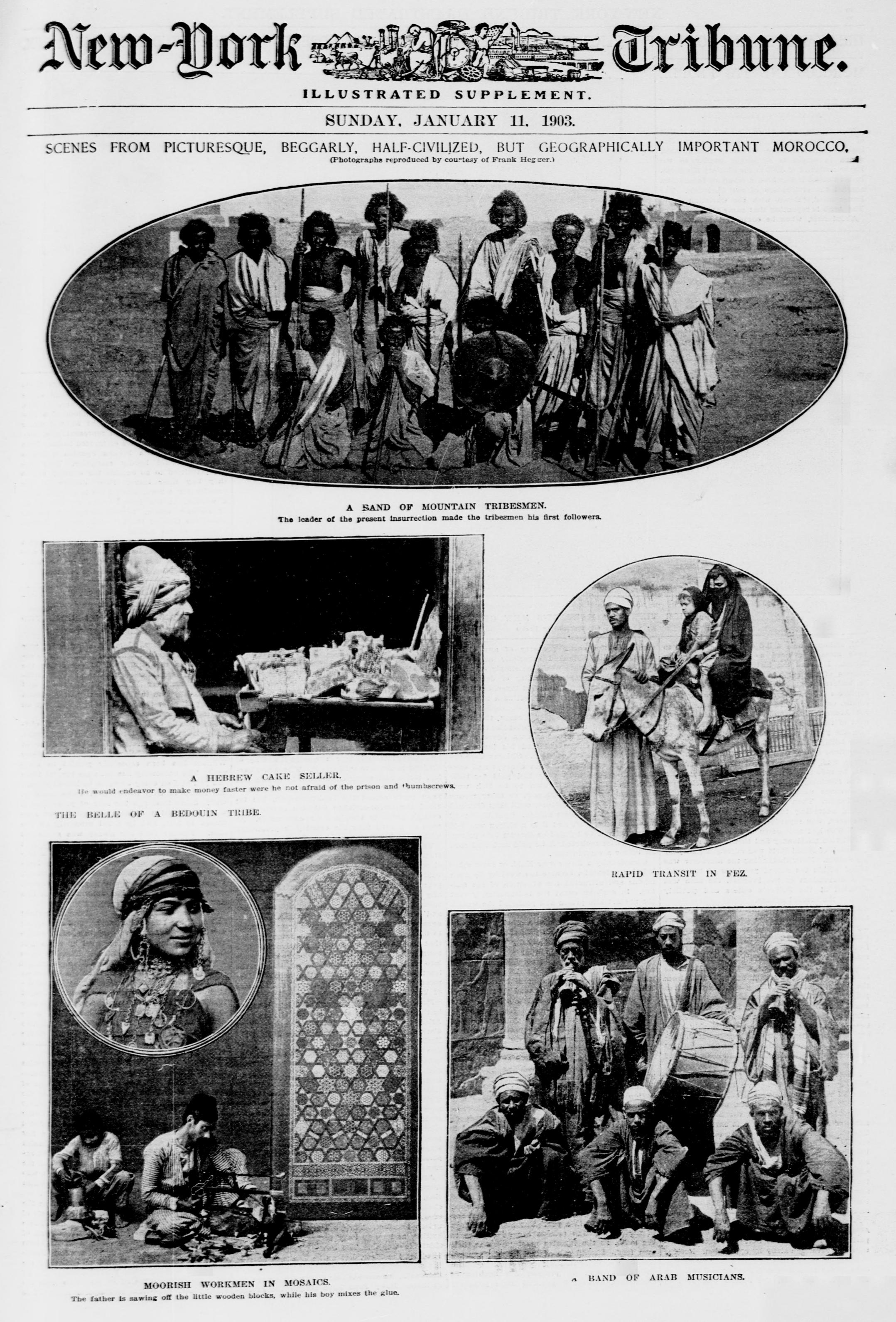
Marokkó a festői, de nyomorgó, félcivilizált ország a New York Tribune címlapján 1903-ban

Az 1912. március 30-án megkötött fezi szerződéssel Marokkót több övezetre osztották fel. Az oroszlánrész Franciaországé lett. Mulaj Abd al-Hafízt leváltották, és helyette Mulaj Juszufot nevezték ki szultánnak, de a politikai döntéseket a gyarmati közigazgatás hozta meg. A főváros Rabat lett, ahová az addig Marrákesben tartózkodó szultánnak át kellett költöznie. Az első világháborúban összesen 40 ezer marokkói harcolt a francia oldalon.
Spanyolország két kisebb sáv formájában részesült Marokkóból: az egyik északon, a Földközi-tenger partján húzódott, a másik, a Tarfaja-övezetet délen kapcsolódott a spanyolok nyugat-afrikai gyarmataihoz. Spanyol-Marokkó fővárosa Tetuán volt. 

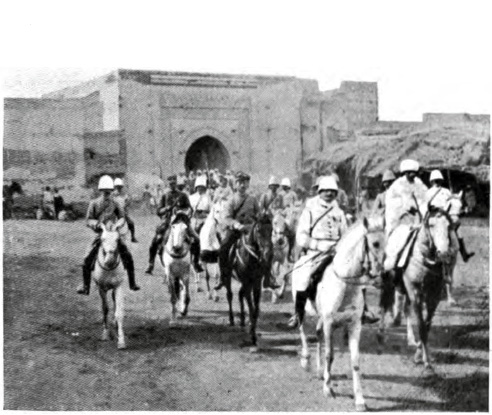
Charles Mangin tábornok bevonul Marrákesbe (1912)

### A zaján háború (1914–1921/24)

A zaján háború színtere

A gyarmat vezetését Louis-Hubert Lyautey vette át, aki a törzsi rendszert a helyén hagyta, de a szultánt leváltotta és átköltöztette Rabatba. Erre Marrákesben Ahmed al-Hiba a törzsek támogatásával kikiáltotta magát szultánná. A kormányzó Charles Mangin tábornok vezetésével ötezres sereget küldött, amely elfoglalta a várost, de Al-Hiba embereivel elmenekült és egészen 1919-ig folytatta az ellenállást a hegyekben.
Amikor a franciák ki akarták terjeszteni uralmukat az Atlasz-hegységre is, ott a Muha u Hammu Zajáni vezette Zaján konföderáció; Moha u Szaid Aït Virrája; és Ali Amhaus vezette Darkavijja vallási testvériség ellenállásával találkoztak. Hammu (Abd al-Hafíz szultán apósa) 20 ezer harcossal rendelkezett. A franciák 1914 júniusában 14 ezer katonát küldtek Hénifra ellen és több hetes harcokra került sor, melynek során több százan elestek. Három gyorsan mozgó, géppuskákkal felszerelt egységet állítottak fel, főként algériai és szenegáli katonákból. Ekkor azonban kitört az első világháború és a csapatokat kivonták. Lyautey 37 zászlóaljat küldött Franciaországba, többet mint amennyit kértek. Az európai frontra nem mertek osztrák vagy német idegenlégiósokat küldeni, így azonban ők maradtak a gyarmatokon és Marokkóban ők alkották az ottani idegenlégiós egységek többségét. 1914/15 telén a franciák megtámadták a telelésre készülő berbereket, de azok gyakorlatilag megsemmisítették őket: 623 emberük elesett, csak 431-en menekültek el; ez volt Franciaország legsúlyosabb veresége Marokkóban (a zajánok közül 182-en vesztek oda). Mikor Törökország belépett a világháborúba, a felkelők újabb támogatást kaptak, de egy súlyos vereségük után fegyverszünetet kellett kötniük. Ennek lejárta után, 1917-ben Lyautey a Muluja-völgyben ismét súlyos vereséget szenvedett és 238 katonát veszített.
A központi hatalmak igyekeztek minél több francia erőt lekötni a gyarmati háborúban. A volt szultánnal, Abd al-Azízzal nem tudták felvenni a kapcsolatot, mert őt a franciák elővigyázatosságból délre száműzték. A másik lemondatott szultán, Abd al-Hafíz Spanyolországban tárgyalt a németekkel és a törökökkel; ugyanakkor azonban információkat adott el Franciaországnak is. Németország pénzzel és fegyverekkel támogatta a berber felkelőket és a velük harcoló, az Idegenlégióból érkező dezertőröket és kiképzőket is. A törökök együttműködtek a német titkosszolgálattal és propagandaanyagot terjesztettek arab, francia és berber nyelveken.
A franciák Algériából áthozott csapataik mellett Marokkó egyik oligarchájával, Tami EL Glauival szövetkeztek, akit kineveztek Marrákes pasájává és elnézték neki, hogy nem mindig legális eszközökkel hatalmas vagyont gyűjtött. El Glaui 10 ezres magánhadseregével a Dadès-szurdokban legyőzte a felkelőket, míg Hénifra térségében a franciák nyomultak előre.  Hammu fia, Hasszán 1920 júniusában letette a fegyvert, cserébe kinevezték Hénifra pasájává. Mikor Hammu az egyik összecsapásban elesett, a franciák Hasszán embereinek segítségével leverték a maradék ellenállást. Moha u Szaid a hegyekbe húzódva folytatta a gerillaharcot és bár ő 1924-ben elesett, hívei 1936-ig fegyverben maradtak a Magas-Atlaszban.

### Rajszuni felkelése

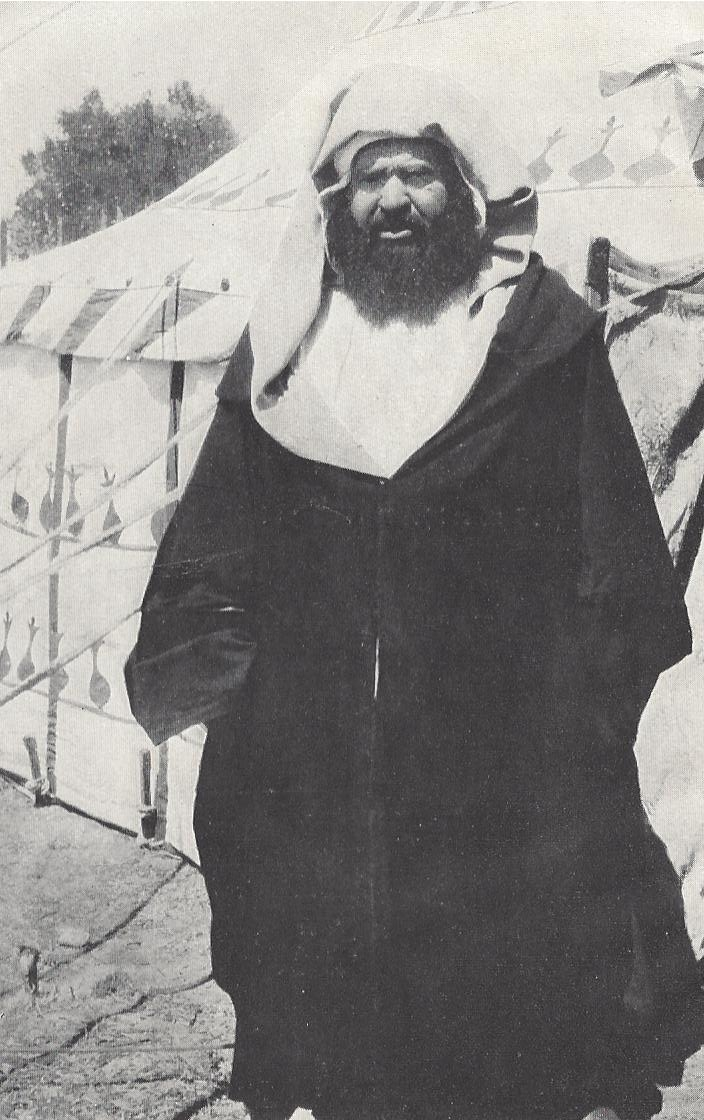
Ahmed er Raiszuni, a hadúr és kalóz

Ezzel párhuzamosan északon, Spanyol-Marokkóban is feszült volt a helyzet. 1919 elején a volt hadügyminisztert, Dámaso Berenguer Fustét nevezték ki a gyarmat élére azzal, hogy távolítsa el Ahmed er Rajszunit Tanger kormányzói székéből. Rajszuni gerillaháborúval válaszolt. Sikerrel vette fel velük a harcot; volt hogy megtévesztésül spanyol egyenruhába öltöztette embereit, a spanyoloktól gránátokat és harci gázt is zsákmányolt. 1922-ben azonban kiegyezett velük, sőt, a Rif-háborúban a spanyolok oldalán harcolt. Ezért marokkói oldalról sokan árulónak tartották. 1925-ben a Rif-felkelők elfogták és börtönében meghalt.

### A Rif-háború (1921–1926)

A Rif Köztársaság kiterjedése

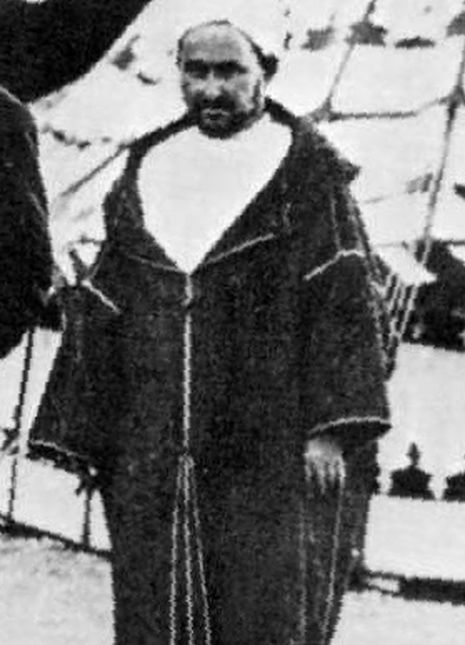
Abd el-Krim

A Rif-hegységben élő berber törzsek már 1911-től kezdve lázadoztak a spanyol megszállás és a bányászat (ami a környezeti károkon túl a törzsek kitelepítésével járt) ellen. 1920-ban Abd el-Krim személyében új vezetőre tettek szert. Abd el-Krim nyugati típusú oktatásban részesült, egyetemet végzett, fivére bányamérnöknek tanult. A gyarmati hatóságok tisztviselőjeként, újságíróként, majd kádiként (bíróként) dolgozott Melillában. 1916-ban letartóztatták, mert azzal vádolták, hogy a német konzullal együttműködve államellenes összeesküvést készített elő (Walter Zechlin konzul valóban tárgyalt a befolyásosabb családokkal és fegyvereket ígért nekik ha fellázadnak a gyarmattartók ellen). 1918-ban megszökött és elkezdett dolgozni egy függetlenségpárti törzsszövetség létrehozásán. A spanyolok ekkoriban alapították meg gyarmati hadseregüket, a Spanyol Idegenlégiót (ekkor még Tercio de Extranjeros néven), amelynek Marokkó volt a fő működési területe. Abd el-Krim 1920 októberében megszervezte első, ekkor még csak 300 fős csapatát. Az első összecsapásra nem kellett sokáig várni, 1921 januárjában Manuel Fernández Silvestre tábornok jelentős haderővel, 25 ezer fővel benyomult a törzsi területekre, hogy leverje a lázongó berbereket. Kitört a Rif-háború.
A tábornok merészen előrenyomult a hegyek között de a berberek gerillataktikával állandóan nyugtalanították csapatait. Lőszere hamarosan fogyatkozni kezdett és amikor július 22-én Annualnál Abd el-Krim 4-6 ezer emberrel megtámadta, Silvestre elrendelte a visszavonulást. A visszavonulás rendetlen meneküléssé vált, a berber segédcsapatok átálltak a felkelőkhöz és a spanyolok a 20. századi történelmük legnagyobb katonai katasztrófáját szenvedték el, a berberek 13 ezer emberüket mészárolták le (Silvestre öngyilkos lett), majd szinte ellenállás nélkül elveszítették a Rifben lévő összes, 130-nál több erődítményüket. Abd el-Krim azonban Melillánál megállt, mert attól tartott, hogy a város elfoglalása nemzetközi beavatkozást váltana ki. Így azonban Melilla a spanyol ellentámadás hídfőjeként szolgálhatott.
1921 szeptemberében Abd el-Krim kikiáltotta a Rif Köztársaságot. Államát főként családja segítségével irányította, legtöbbjük – nagybátyját leszámítva – a nyugati iskolákban tanult, fiatalabb generációhoz tartozott. Fővárosát Adzsdirben rendezte be. A törvénykezés alapja a saría volt, ami lehetővé tette a konfliktusok vérbosszú nélkül történő rendezését. Büntették a rabszolgaságot és a korrupciót, a hasis eladását és fogyasztását. A nemzeti valuta, a riffane bevezetése kudarcot vallott, és az iskolarendszert is csak kezdetlegesen sikerült kiépíteni. A saját légierőt sem sikerült létrehozni, egyetlen, röplapok terítéséhez használt repülőgépüket a spanyolok a repülőtéren semmisítették meg.
Eközben Spanyolországban – nem kis mértékben a marokkói helyzet miatt – politikai válság tört ki és Miguel Primo de Rivera tábornok 1923. szeptemberében diktátorként átvette a hatalmat. Átszervezte a hadsereget, kivontak 29 ezer katonát és a korábbi főbiztost Luis Aizpurù Mondeéjar tábornok váltotta fel. 1924 végére Abd el-Krim ellenőrizte a gyarmat háromnegyedét, bár a spanyolok vegyi fegyvert, mustárgázt is bevetettek a lakosság ellen. Franciaország, mivel nem akarta hogy a felkelés Francia-Marokkóra is átterjedjen, a határsértésekre hivatkozva a spanyolok mellé állt. 1925 júliusában Philippe Pétaint (a Vichy-rezsim későbbi vezetőjét) nevezték ki a francia Rif-hadsereg főparancsnokává és szeptemberre mintegy 160 ezer katonát vonultatott fel a határra. Ehhez járult még a spanyolok 90 ezres hadserege. Velük szemben 60-80 ezer rif harcos vonult fel, akik nem tudtak ellenállni a nyomasztó túlerőnek. 1925. októberében elfoglalták Adzsirt, 1926 májusában Abd el-Krim megadta magát. A spanyolok 1927 júliusára számolták fel a maradék ellenállást.

### A Tangeri Nemzetközi Zóna (1923–1956)
Tanger 1892 óta semleges övezetnek számított, státuszát az 1906-os algecirasi egyezmény is megerősítette. A város Marokkó 1912-es felosztásából is kimaradt és nemzetközi demilitarizált területté nyilvánították. 1923-ben létrehozták a Tangeri Nemzetközi Zónát, melyet a nagyhatalmak (Spanyol- és Franciaország, Nagy-Britannia, később az Egyesült Államok), illetve a szultán képviselői igazgattak.
Amikor 1940-ben Franciaország vereséget szenvedett Németországtól, a spanyol parancsnokság alatt álló marokkói csapatok elfoglalták a nemzetközi zónát, majd Spanyol-Marokkóhoz csatolták. A zóna azonban az aláíró államok nyomására megtartotta demilitarizált státuszát. V. Mohamed szultán a Tangerben élő zsidókat marokkói állampolgárokként kezelte, és nem volt hajlandó deportálni őket. 1945 októberében Spanyolország a négy nagyhatalom nyomására kiürítette a várost és a terület ismét nemzetközi zóna lett. 1956. októberében egy nemzetközi konferencián minden korábbi, Tangerrel kapcsolatos szerződést és megállapodást érvénytelennek nyilvánítottak és a város visszakerült az időközben függetlenné vált Marokkóhoz.

### A második világháború
A második világháború kitörésekor a szultán felszólította honfitársait, hogy vegyenek részt a harcokban a szövetségesek oldalán. Amikor Franciaországot 1940-ben kapitulált, a gyarmatok a Vichy-i kormány fennhatósága alatt maradtak, de a szultán megtagadta a rezsim zsidóellenes törvényeinek alkalmazását Marokkóban.
1942. november 8-án megkezdődött a Fáklya hadművelet, a szövetségesek partraszállása az észak-afrikai francia gyarmatokon. Marokkóban a Brushwood hadművelet volt a legjelentősebb akció, melynek során 16 ezer amerikai katona elfoglalta a Casablanca közelében lévő Fedala kikötőjét. A gyors győzelem lehetővé tette Casablanca csekély veszteséggel történő elfoglalását. 

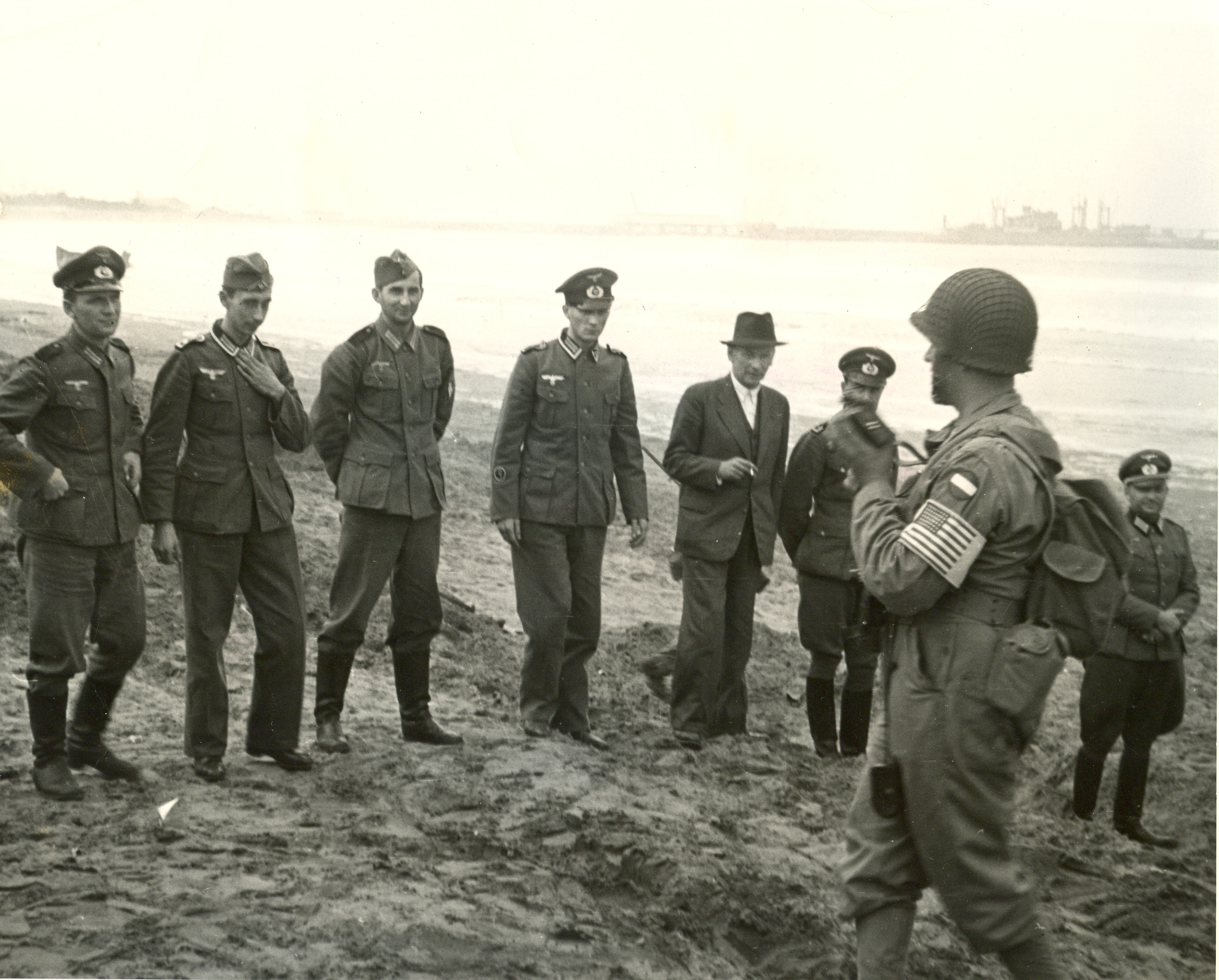
Elfogott német katonák Fedalánál

### Függetlenségi küzdelmek

Spanyol-Marokkó

A gyarmati kormányzás elleni politikai tiltakozások már az 1930-as években megkezdődtek. 1934-ben nacionalisták kis csoportja, a Comité d'Action Marocaine követelte a marokkói hatóságok bevonását a kormányzásba és a képviseleti tanácsok létrehozását. Amikor a követelések eredménytelennek bizonyultak, a csoport megpróbált szélesebb körű támogatást szerezni, de 1937-ben betiltották. 1944-ben az Isztiklál (Függetlenség) Párt kiáltványt adott ki, amelyben teljes függetlenséget, nemzeti újraegyesítést és demokratikus alkotmányt követelt. A szultán maga is egyetértett a kiáltvánnyal, amelyet átadtak a francia kormányzónak. A franciák azonban kijelentették, hogy marad a protektorátusi rendszer, az Isztiklál főtitkárát pedig a németekkel való együttműködéssel vádolták meg. Fezben és más városokban zavargások törtek, amelyeknek 30 áldozata volt.
Amikor a szultán 1947-ben Spanyol-Marokkóba látogatott, a látogatását szimpátiatüntetések kísérték. A kompromisszumkészebb Eirik Labonne kormányzót ekkor Alphonse Juin tábornok váltotta fel. Bár megígérte, hogy a városokban választott képviselőtestületeket hoznak létre, Marokkóba is franciákat kezdett betelepíteni, akárcsak korábban Algériában. A szultán ezután megtagadta a rendeleteinek aláírását. Juint 1951-ben Augustin Guillaume váltotta, de V. Mohamed szultán beszédeiben továbbra is szorgalmazta országa függetlenségét. A helyzet egyre feszültebbé vált, egyik oldalon a nacionalista csoportok, másikon a francia gazdasági érdekek és betelepült franciák álltak szemben egymással.
1952 decemberében Casablancában zavargások törtek ki Ferhad Hased tunéziai munkásmozgalmi vezető meggyilkolása miatt. Ezután a kormányzó betiltotta a Kommunista Pártot és az Isztiklált, 1953. augusztus 20-án lemondatták és Madagaszkárra száműzték a szultánt; helyére rokonát, Mohammed ibn Aarafát helyezték. Miután 1954-ben Algériában kitört a függetlenségi háború, Párizs próbált engedményeket tenni Marokkóban és V. Mohamed 1955. november 16-án visszatérhetett a hazájába. 1956-ban megkezdődtek a függetlenségi tárgyalások Francia- és Spanyolországgal is.

### Izrael állam megalakulásának hatása (1948)
Izrael 1948-as megalakulását követően Marokkóban gyűléseken és tüntetéseken támogatták a zsidó államot megtámadó arab államokat és felszólítottak az európai és zsidó áruk bojkottjára. Miután V. Mohamed is elítélte Izrael megalakítását, június 7-én a kelet-marokkói Oujda városában és a szomszédos Djéradában pogromra került sor, amelyben 47 zsidót meggyilkoltak. A nacionalisták Franciaországot vádolták azzal, hogy szándékosan lejáratja a muszlimokat és a gyarmati hatóságokat a rend nélkülözhetetlen fenntartójaként tüntetik fel. Sok, egyébként zsidóellenes muszlim elborzadt az elszabaduló erőszaktól. Oujda pasája, Szi Muhammad al-Hadzsavi meglátogatta a zsidó áldozatok családjait, mire egy muszlim fanatikus késsel megtámadta és súlyosan megsebesítette. Az Isztiklál lapja, az Al-Alam sajnálatát fejezte ki a pogrom és merénylet miatt, de gyűjtést indított a vádlottak védelmére. A bíróság két vádlottat halálra ítélt, sokan hosszú börtönbüntetést vagy pénzbüntetést kaptak.
A 250 ezres zsidó kisebbség nagy többsége ekkor már felkészült a kivándorlásra. A határt lezárták, ezért illegálisan, Algérián és Marseille-n keresztül hagyták el az országot. 1949-ben a hatóságok engedélyezték Casablancában a Cadima zsidó szervezet létrehozását, amely megszervezte az emigrációt, de eleinte csak havi 600 engedélyt adtak ki. 1957-1961 között mintegy 18 ezren vándoroltak ki, nagyrészt még mindig illegálisan. Az 1960-as évekre a marokkói zsidók száma 60-ezerre, 1971-re 35 ezerre csökkent. Ma kb. 5 ezren élhetnek az országban.

## A Marokkói Királyság
Marokkó 1956. március 2-án vált függetlenné; az ország spanyol része április 7-én csatlakozott hozzá. Északon a frank váltotta a spanyol pesetát, de a Rif-vidéken ez hatalmas inflációhoz és 1958 októberétől 1959 februárjáig tartó felkeléshez vezetett. 1958-ban a déli, addig spanyol kézen lévő Tarfaja is visszakerült Marokkóhoz, Ifni azonban csak 1970-ben. 1978-ban az amerikaiak átadták utolsó katonai támaszpontjukat, Hénifrát.

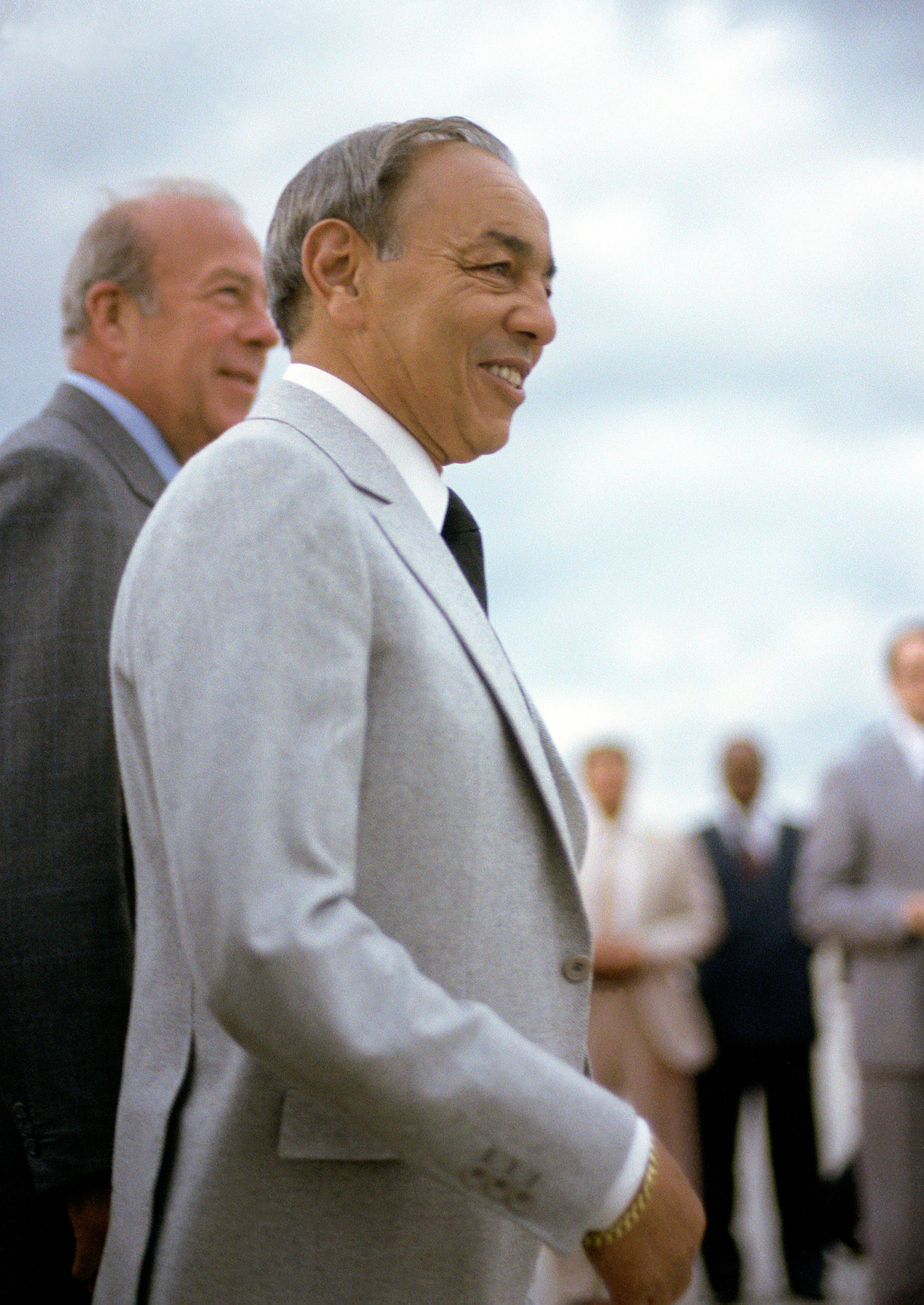
II. Hasszán király amerikai látogatásán (1983)

A függetlenségét visszanyerő országnak számos súlyos problémákkal kellett szembenéznie. A közoktatás szinte névleges volt, a gyarmati idők alatt a gyerekeknek csak 15%-a járt ténylegesen iskolába. A gyarmati uralom 44 éve alatt összesen 1415-en szereztek érettségit (baccalauréat), ezekből 775-en zsidó vallásúak voltak. A tömeges földelkobzások következtében 3,5 millió marokkói föld nélkül maradt. Sem az állami, sem a civil szervezetek nem készültek fel az önálló működésre, a szociális védőháló egészen minimális volt.
Az önállóvá vált Marokkó első kormányát a hadsereg ezredese, a berber származású Mbarek Bekkai vezette 1955 decemberétől 1958 májusában történő lemondásáig; ekkor helyét külügyminisztere, Ahmed Balafrej vette át. Az első kabinet minden jelentősebb csoport képviselőjét magába foglalta, köztük a zsidókét is. 

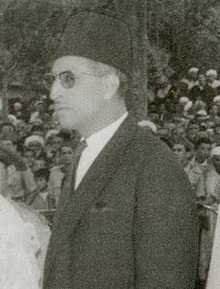
Mbarek Bekkai, a független Marokkó első miniszterelnöke

1957-ben a szultán felvette a királyi címet. Ő választotta ki a minisztereket, ő volt a hadsereget és a rendőrség feje. Ugyanakkor egy 60 tagú tanácsadó testületet nevezett ki. Az Ifniben és Mauritániában felkelést kirobbantó függetlenségi harcosokat beolvasztották a hadseregbe. Eközben Marokkó támogatta az algériai felkelőket, de továbbra is fenntartotta kapcsolatait Párizzsal, mert függött annak műszaki és monetáris támogatásától.
A nacionalista Isztiklál Párt magáévá tette Nagy-Marokkó koncepcióját, Mauritánia és Nyugat-Szahara annektálását követelte, de Algéria és Mali egyes részeire is voltak területi követelései. 1959-ben az Isztiklál kettévált, egyik részéből megalakult a Népi Erők Nemzeti SZövetsége (Union Nationale des Forces Populaires), amely a szocialista eszmék felé hajlott, míg a megmaradt Isztiklál inkább tradicionalista volt. V. Mohamed nekilátott a nézetkülönbségeik kibékítésének, de 1961-ben meghalt. Az állam élén fia, II. Hasszán követte.
1962-ben Marokkó alkotmányos monarchiává alakult át. 1965-ben azonban II. Hasszán feloszlatta a parlamentet, és maga vette át a kormányzást. A baloldal mellett most már az Isztiklál is ellenzékbe került, mivel Hasszán az 1963-as parlamenti választásokra őt támogató pártot alapított; ennek sok berber tagja volt, akik nem érezték úgy, hogy az Isztiklál képviselné őket.
Az ország első katonai konfliktusára 1963 októbere és 1964 februárja között került sor, amikor a határvonalaik rendezetlensége miatt Algériával vívott határháborút (ún. "homokháború").
1970-ben elfogadtak egy alkotmányt, amely egykamarás parlamentet írt elő. 1971. július 10-én a hadsereg sikertelen puccskísérletet hajtott végre és megtámadták a király szhirati palotáját. A következő év augusztusában lázadó katonák megpróbálták lelőni II. Hasszán repülőgépét, hogy utána átvegyék a hatalmat; ez az akció is kudarcba fulladt. Az 1977-es manipulált választásokon a király pártja elsöprő többséget szerzett a parlamentben. Népszerűségét elsősorban déli hódításainak, Nyugat-Szahara annektálásának köszönhette. Külpolitikájában egyébként Marokkó a nyugati hatalmakhoz kötődött.

### A nyugat-szaharai konfliktus

Nyugat-Szahara

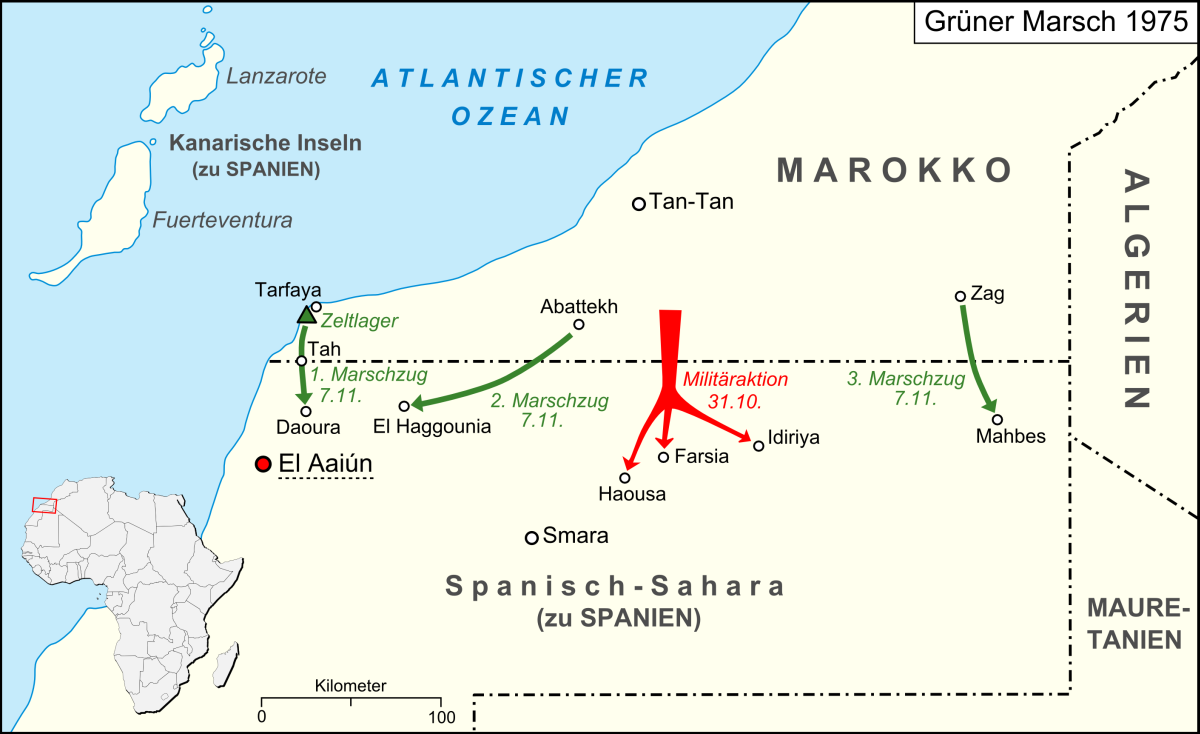
A Zöld menetelés

Spanyolország 1967-ben beleegyezett abba, hogy népszavazást tartsanak nyugat-szaharai gyarmatának státuszáról. Mivel azonban Madrid folyamatosan késleltette a végrehajtást, 1973-ban megalakult a Polisario Front mozgalom, amely erőszakkal akarta felszabadítani Nyugat-Szaharát a gyarmati uralom alól.
1974-ben II. Hasszán bejelentette Marokkó igényét a területre, amelyet népszavazás nélkül akart annektálni; ugyanekkor Mauritánia is magának nyilvánította a gyarmat déli részét. 1975-ben a Nemzetközi Bíróság kimondta, hogy a népek önrendelkezési jogának alapján meg kell tartani a szavazást. Hasszán még ugyanezen a napon bejelentette az ún. Zöld menetelést, marokkói civilek demonstratív bevonulását Nyugat-Szaharába, hogy hangsúlyozzák történelmi kötelékeiket. Előbb marokkói katonák lépték át a határt, hogy megakadályozzák az algériai beavatkozást és lekössék a Polisario erőit, majd november 6. és 10. között 350 ezer marokkói ment át Nyugat-Szaharába. A spanyol katonai jelenlét miatt azonban nem haladtak tovább főváros, El Aaiún felé. A Marokkó, Mauritánia és Spanyolország közötti tárgyalások eredményeként Spanyolország 1976. februárjában lemondott gyarmati uralmáról. A szaharai törzsfők gyűlése még aznap beleegyezett Nyugat-Szahara Marokkó és Mauritánia közötti felosztásába, az Algéria által támogatott Polisario pedig másnap kikiáltotta a Szaharai Arab Demokratikus Köztársaságot. Ezután Marokkó megszállta Nyugat-Szahara északi kétharmadát, Mauritánia pedig a maradék déli részét. A Polisario 1979-ben elérte, hogy Mauritánia lemondjon minden követeléséről, mire Marokkó a déli harmadot is annektálta.
A Polisairio gerillaharcának következtében felépítették az ún. Marokkói falat, azt a mintegy 2500 km hosszú védvonalat, amely Nyugat-Szahara nyugati, Marokkó által ellenőrzött részét választja el a keleti Polisario-területtől. A felek 1991-ben tűzszünetet kötöttek. Az 1992-ben és 1997-ben tartott népszavazás kudarcba fulladt, mert a Polisario csak a spanyol gyarmati uralom idején Nyugat-Szaharában élt lakosoknak és leszármazottaiknak hajlandó szavazati jogot adni, míg Rabat a Dél-Marokkóból áttelepített törzseket is szavaztatni akarja. 2020-ban a Polisario felmondta a tűzszünetet. 1976 óta mintegy 180 000 menekült él a nyugat-algériai Tindúf melletti menekülttáborokban.

### A petrezselyemháború (2002)

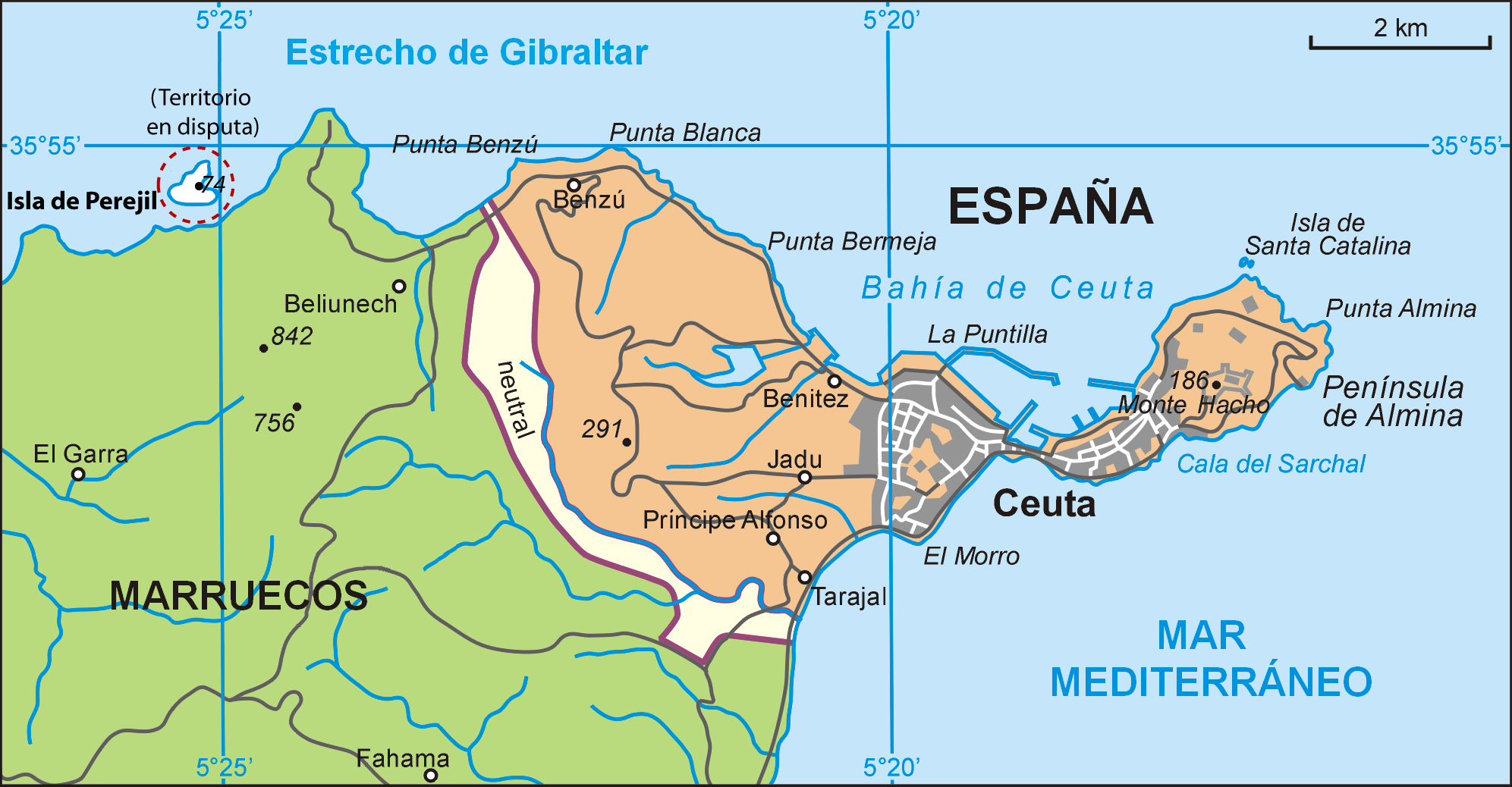
Ceuta térképe és a vitatott Petrezselyem-sziget

Marokkó 1975 óta követeli Ceuta és Melilla spanyol exklávék átadását. Állandó viták folytak a halászati jogokról, valamint az illegális bevándorlás miatt. 2002. július 11-én marokkói katonák megszállták a Petrezselyem-szigetet (Isla del Perejil), egy Ceutától 8 km-re fekvő, mindössze 500 m átmérőjű szigetet, arra hivatkozva hogy onnan jobban ellenőrizhetik az illegális migrációt és a kábítószer-csempészeket. Marokkó a szigetet saját tulajdonának nyilvánította, mivel az nem szerepel az 1956-os spanyol-marokkói függetlenségi szerződésben. Spanyolország azzal vádolta Rabatot, hogy megszegte az 1960-as évek óta tartó hallgatólagos megállapodást, miszerint a szigetet egyik állam sem foglalhatja el. Négy nappal a határsértés után spanyol hadihajók jelentek meg a szigetnél és megadásra kényszerítették az ott tartózkodó tizenkét marokkói katonát. Mivel azonban Spanyolországnak nem sikerült dokumentumokkal alátámasztania követeléseit (a szigetet egyetlen szerződés sem említi) fegyveres erőinek ismét el kellett hagyniuk a szigetet.

### Óvatos demokratizálódás

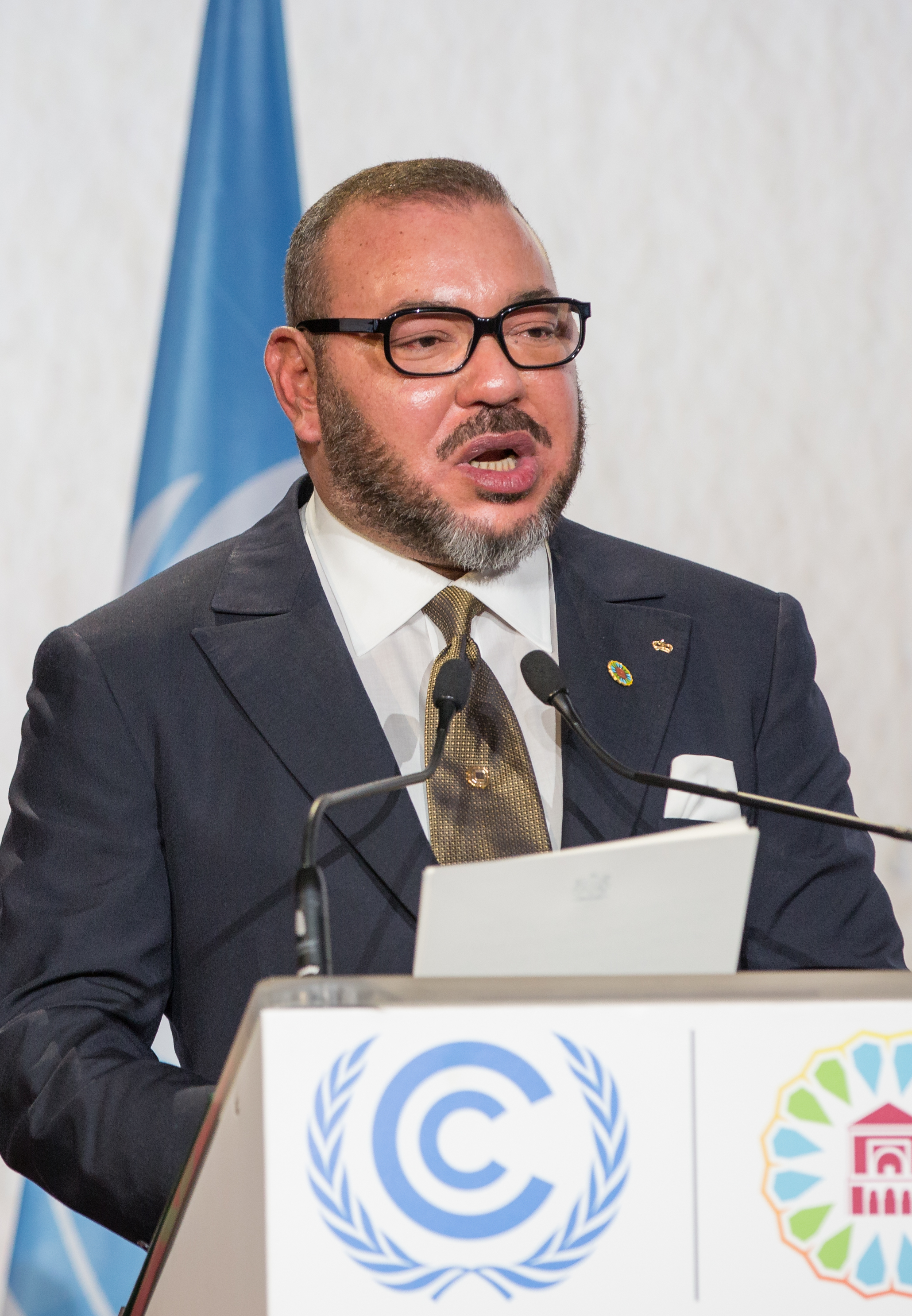
VI. Mohamed az ENSZ marrákesi klímakonferenciáján (2016)

A baloldali Népi Erők Nemzeti Szövetségének alapítóját, a Hasszán király és a franciák ellen egyaránt fellépő Mehdi Ben Barkát 1963-ban összeesküvés vádjával Párizsba száműzték, két évvel később pedig nyomtalanul eltűnt, feltehetően marokkói és francia titkosrendőrök rabolták el és gyilkolták meg. Hasszán ellen kétszer, 1971-ben és 72-ben kíséreltek meg republikánus jellegű puccsot, de mindkettő kudarcot vallott. 1981 júniusában zavargások törtek ki a szaharai háború és a rossz termés okozta gazdasági nehézségek miatt. Az 1990-es évektől – Algériához hasonlóan – egyre erősebbé vált a kormányzatra nehezedő iszlamista nyomás.
A Hasszán által meghirdetett meghirdetett fokozatos demokratizálódás jegyében 1997 novemberében parlamenti választásokat tartottak, amelyet az Abderrahmán Juszufi vezette baloldali ellenzék nyert meg. A király azonban fenntartotta magának a jogot, hogy elbocsássa a kormányt, feloszlassa a parlamentet vagy megtagadja a törvények aláírását. Szükség esetén sürgősségi rendeletekkel is kormányozhatott.
Hasszán 1999 júliusában meghalt és fia, VI. Mohamed követte őt az ország élén. Reformokat vezetett be, de ezek nem befolyásolták a király igen erős politikai pozícióját. A figyelem középpontjába kerültek a nők jogai, a házassági, öröklési és válási jogban egyaránt. 2003-ban, valamint 2007 márciusában és áprilisában iszlamista csoportok tagjai öngyilkos merényleteket hajtottak végre zsidó intézmények (az Alliance Israélite és a zsidó temető) és "nyugati" életmódot folytató helyek ellen.
2002-től egy jobbközép koalíció kormányzott, amely az ellenzékkel szemben támogatta a monarchia rendszerét és elutasította az alkotmányos reformot. A gazdaságpolitikában az oktatási és az egészségügyi ágazat privatizációjának és deregulációjának irányvonalát követte.
A 2011-es arab tavasz Marokkóban is éreztette hatását, több ezres tüntetésekre került sor a nagyobb városokban. VI. Mohamed megígérte az alkotmány reformját, amelyet az év nyarára elfogadtattak. Az ezt követő előrehozott választásokat a mérsékelt iszlamista Jog és Fejlődés Pártja nyerte 23%-kal, így vezetője, Abdelilah Benkiran lett a miniszterelnök. A pártnak 2016-ban sikerült megismételnie sikerét és 28%-kal lett első. Kormányt az addigi külügyminiszter, Szaadeddin Othmani alakíthatott. A 2021-es választásokon a Jog és Fejlődés pártja katasztrofális vereséget szenvedett, mindössze 4%-os eredményt könyvelhetett el. A választást a szociáldemokrata-liberális Függetlenek Nemzeti Gyűlése (Rassemblement National des Indépendants) nyerte, a király a párt elnökét, Aziz Ahannust bízta meg a kormányalakítással.

## Fordítás
- Ez a szócikk részben vagy egészben  a   Geschichte Marokkos című német Wikipédia-szócikk ezen változatának fordításán alapul.  Az eredeti cikk szerkesztőit annak laptörténete sorolja fel. Ez a jelzés csupán a megfogalmazás eredetét és a szerzői jogokat jelzi, nem szolgál a cikkben szereplő információk forrásmegjelöléseként.